# تاریخ ارمنستان

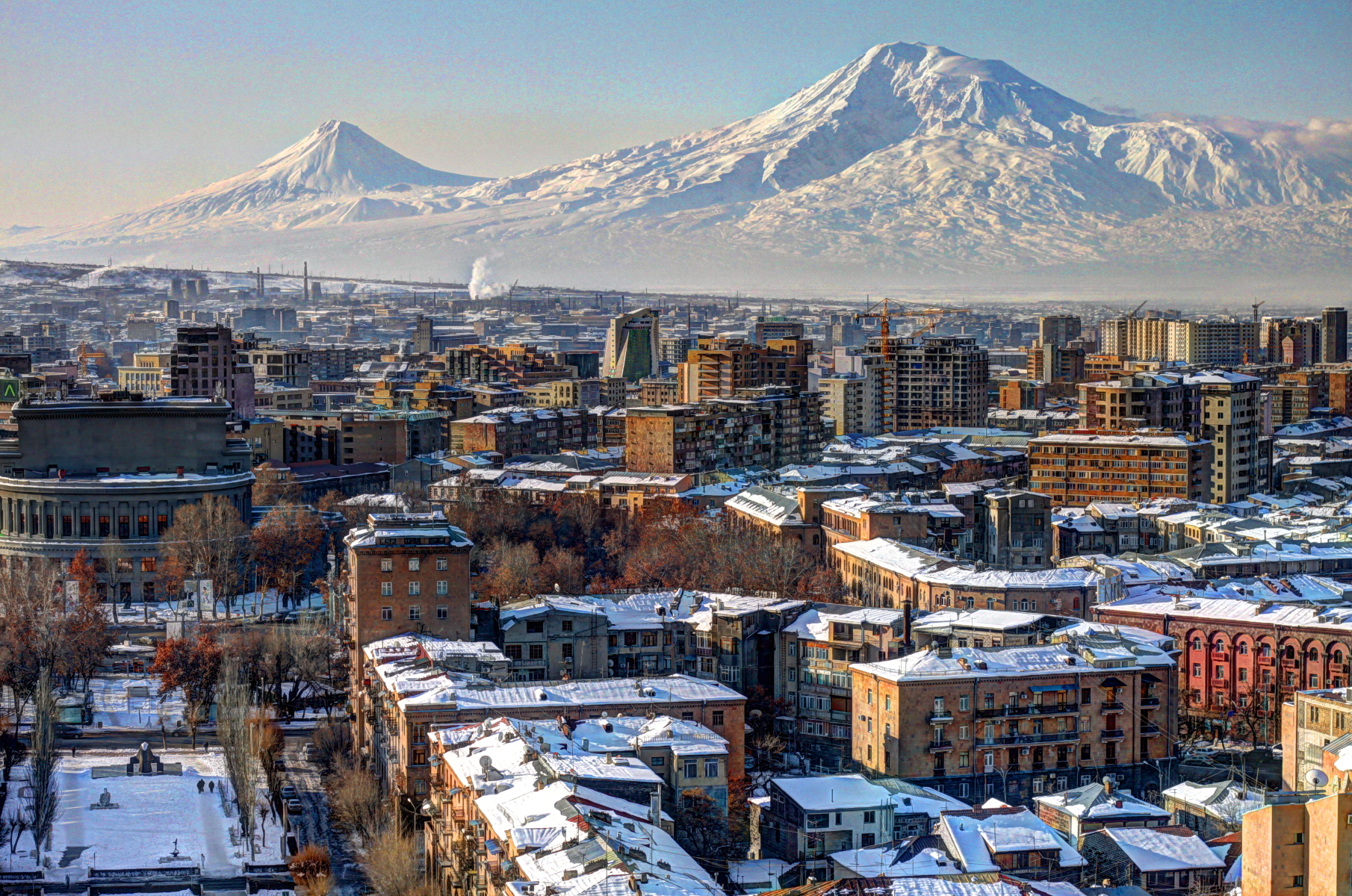
ایروان و کوه آرارات بزرگ (راست) و کوچک (چپ)

تاریخ ارمنستان یا تاریخ ملت ارمنی در سرزمینی جریان یافته‌است که در جغرافیا به نام سرزمین کوهستانی ارمنستان یا فلات ارمنستان معروف است که ارمنستان امروزی در بخش کوچکی از آن سرزمین واقع است.
تاریخ ارمنستان به ترتیب زمانی به پنج دوره تقسیم شده‌است؛ این تقسیم‌بندی به شرح زیر است:
- (دوران پیشاتاریخ)، که از دوران پیشاتاریخ تا تشکیل دودمان یرواندونی است.
- (دوران باستان)، از دودمان یرواندونی تا اعلام مسیحیت به عنوان دین رسمی ارمنیان است.
- (سده‌های میانه)، از دودمان باگراتونی تا اوایل سده پانزدهم است.
- (عصر جدید نخستین)، از ارمنستان ایران تا تشکیل ارمنستان شوروی است.
- (عصر مدرن)، از ارمنستان شوروی تا تشکیل جمهوری ارمنستان است.

## سالشمار
- در حدود ۱٬۴۰۰ پیش از میلاد، از مصنوعات آهنی در قلمرو هیتی‌ها در ارمنستان کنونی استفاده می‌شد که این به عنوان نخستین شواهد مصرف این عنصر است.[۱]
- در سال‌های ۶۷ تا ۶۳ پیش از میلاد، پومپه سردار رومی، سوریه و ارمنستان را فتح کرده و آخرین پادشاه سلوکیان را از سلطنت عزل می‌نماید. جمهوری روم همسایه پادشاهی اشکانی می‌شود.[۱]
- در سال ۱ میلادی پیمان‌نامه فرهاد پنجم با امپراتوری روم منعقد می‌گردد. به موجب این پیمان قوای اشکانی از ارمنستان دست‌کشی و عقب‌نشینی می‌کنند.[۱]
- در سال ۱۸ میلادی ژرمنیکوس ژولیوس سزار اعلام می‌دارد آرتاشس سوم پادشاه ارمنستان است.[۱]
- در سال ۳۴ میلادی اردوان سوم اشکانی، پسرش ارشک یکم را به زمامداری ارمنستان منصوب می‌کند.∗[۱]
- در سال ۳۷ میلادی اردوان سوم∗ ارمنستان را به امپراتوری روم واگذار کرده و با تیبریوس پادشاه روم صلح می‌کند.[۱]
- در سال ۵۱ میلادی بلاش یکم به ارمنستان حمله می‌کند.[۲]
- در سال ۶۶ میلادی نرون پادشاه امپراتوری روم، تیرداد یکم را به پادشاهی ارمنستان منصوب می‌کند. سلسله اشکانی ارمنستان رسماً تحت استیلای امپراتوری روم بنیان نهاده شد.[۳]
- ۱۱۴ میلادی: آغاز فتوحات و لشکرکشی‌های تراژان به سمت شرق. امپراتوری روم علیه دولت اشکانی اعلان جنگ کرد و ارمنستان را ضمیمه خاک خود کرد.[۱]
- ۱۱۷ میلادی: مرگ تراژان. عقب‌نشینی هادریانوس از ارمنستان و بین‌النهرین.[۱]
- ۲۸۶ میلادی: تیرداد سوم (زمامدار ارمنستان)، ارمنستان را تسخیر کرده و پارسیان را از آنجا بیرون می‌کند.[۱]
- ۲۹۶ میلادی: نرسه یا یورش به ارمنستان ضمن بیرون راندن تیرداد سوم، رومیان را شکست می‌دهد.[۱]
- ۲۹۷ میلادی: گالریوس نرسه را شکست می‌دهد. بنا بر پیمان‌نامه نصیبین نرسه از ارمنستان و بین‌النهرین عقب‌نشینی می‌کند.[۱]

## خاستگاه

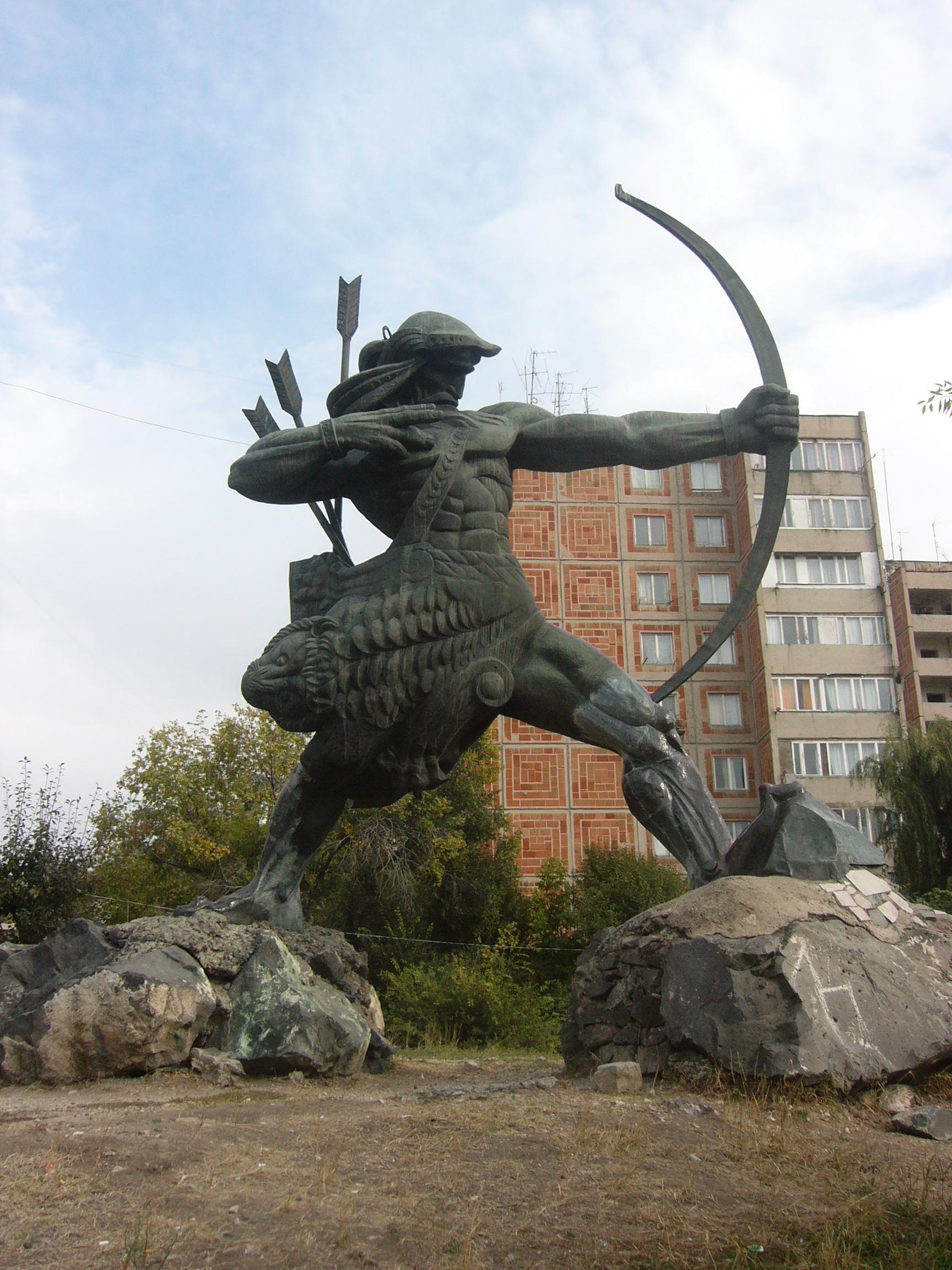
مجسمه هایک در ایروان

دیدگاه نخست چنین است که این قوم در اثر ادغام تدریجی اقوام مهاجر هند و اروپایی (قوم آرمن) با اقوام بومی قدیمی تر ساکن در فلات ارمنستان مانند :هوری، اورارتویی، لوویان و هایاسا به وجود آمده‌است. بر پایه دیدگاه دیگر ارمنیان از آغاز در موطن اصلی خود فلات ارمنستان می‌زیستند لیکن از ادغام اقوام گوناگون پدید آمده‌اند. ارمنیان خود را «های» و کشورشان را هایک یا «هایاستان» می‌نامند.

در مورد پیدایش و نام ارمنیان موسس خورناتسی در کتاب خود این‌گونه می‌نویسد که: 
«ملت ارمنی بخاطر نام هایک سردودمان ارمنیان خود را «های» می‌نامد اما نامی که دیگر اقوام بر آنان بکار می‌برند یعنی «آرمن» یا «ارمن» از نام «آرام» یکی از اخلاف هایک اخذ گردیده‌است. از این رو اقوام همجوار کشور ما را به نام او می‌نامند. سورن یرمیان تاریخ‌نگار ارمنی نام «خای» را به سرزمین مشتمل بر استان‌های «هایک بزرگ و هایک کوچک» منتسب می‌کنند که در سنگ‌نبشته‌های «هیتی» به صورت «هایاسا یا خایاشا» آمده‌است».
در متون کهن ارمنی، هایک را یکی از نوادگان نوح و از دودمان یافث دانسته‌اند. در کتاب مؤسس خورناتسی آمده‌است که هایک پس از کشتن بل و در هم شکستن سپاه وی در محل نبرد ملکی بنا کرد و آن را «هایخ» نامید. از این رو تا زمان مؤسس خورناتسی (سده ۵ میلادی) نیز این ناحیه «هایوتس – دزور» نامیده می‌شد. هایوتس در زبان ارمنی به مفهوم «ارمنیان» و دزور به معنای «دره» است.
تنی چند از دانشمندان نام «های» را با واژه «هاتی» که نام حتیان بوده مربوط دانسته‌اند. پیوتروفسکی این نظریه را مستدل و استوار دانسته‌است. پاتکانوف بر آن بود که «های» در آغاز نام قومی جداگانه بوده که بر دیگر اقوام مجاور برتری داشته و نام خود را به همه آن‌ها داده‌است. در آسیای صغیر به هنگام کاوش‌های باستان‌شناسی در ناحیه هتوشش تختگاه کهن دولت حتیان، کتیبه‌ای متعلق به هزاره دوم قبل از میلاد کشف شده و این قدیم‌ترین منابعی است که در آن از کشور هایاسا و مردم آن یاد شده‌است. با کشف کتیبه «حِتی» سده ۱۴ قبل از میلاد معلوم شد که سرزمین شمال غرب ارمنستان، هایاسا نام داشته‌است. «کاپانتسیان» یادآور شده که (سا) و (شا) در زبان‌های اقوام آسیای صغیر صورت پسوندی را داشته که مشخص‌کننده نام سرزمین و محل معینی بوده‌است. چنین نتیجه‌ای حاصل شده‌است که وجود دو قوم در تشکیل مردم ارمنستان مؤثر بوده‌است که یکی از آن‌ها ساکن ارمنستان شرقی و شامل اتحاد قومی «ارمنیا» و دیگری ساکن ارمنستان غربی و شامل اتحاد قومی «هایاسا» بوده‌است.

## نام
نام بومی این کشور در زبان ارمنی هایک می‌باشد که در سده‌های میانه با افزودن پسوند فارسی ستان (به معنای سرزمین) به هایاستان تغییر یافت. این نام به‌طور سنتی از نام هایک، بنیان‌گذار ملت ارمنی و نتیجهٔ نوح پیامبر، گرفته شده‌است که بر اساس نوشتهٔ موسس خورناتسی، تاریخ‌نویس ارمنی، در سال ۲۴۹۲ قبل از میلاد «بل» پادشاه بابل را شکست داد و ملت ارمنی را در منطقهٔ آیرارات بنیان گذاشت.
زبان ارمنی، زبان رسمی کشور ارمنستان است.
برخی از همسایگان، ارمنستان و ارمنیان را با نام‌های دیگری نیز شناخته‌اند.
مردم گرجی ارمنیان را «سُمخِبی» (درحالت مفرد: سُمِخی) و ارمنستان را «سُمخِتی» می‌گویند. ملت‌ها و کشورهای دیگر نیز از دیر باز تاکنون ارمنیان و ارمنستان را با تلفظ‌های مختلف کلمهٔ «آرمن» شناخته و می‌شناسند. آنان این کشور را (آرمِنیا، آرمانی، آرمینا، ارمنستان، آرمِنین، اِرمنستان) و به اسامی ای دیگر نامیده و ملت ارمنی را نیز (آرامان، آرمینیان، آدمیانین، آرمِنیر، اِرمَنی و اَرمنی) خوانده‌اند.
نام «ارمنیا» نخستین بار در سطر ۱۵ ستون اول متن پارسی کتیبه داریوش اول بر کوه بیستون آمده‌است. در متن عیلامی کتیبه مزبور نام این سرزمین به صورت «هارمی نویا» در متن اکدی «اوراشطو» و در متن آرامی «اررط» آمده‌است. محققان «اوراشطو» را همان اورارتو دانسته‌اند. در کتیبه‌های آشوری که به خط میخی است، این نام به صورت اورارتو آمده‌است. در کتاب مقدس به صورت آراراط آمده‌است. دولت اورارتو به نام «پادشاهی وان» نیز نامیده می‌شود.
بابلیان ساتراپ‌نشین ارمنستان را «اوراشطو» و «اورالط» [Oralt] می‌نامیدند. حال آنکه پارسیان آن را «آرمینا» می‌خواندند. بر سنگ نوشته داریوش در شوش و نیز در نقش رستم به صورت «اررمن» آمده‌است. نام ارمنستان در متون یونانی به گونه‌های «ارمنیا» و مردم آنجا «ارمنیوی» [Armenioi] آمده‌است. گزنفون از ارمنستان و مردم آن به صورت «ارمنیون» یاد کرده‌است. هرودت و استرابون ارمنیان را «ارمنییوی» [Armenion] آورده‌اند.
موسس خورناتسی نام ارمنیا را با نام «آرام» مربوط می‌داند که ششمین نسل از فرزندان هایک بود. وی به نقل از گذشتگان می‌نویسد که آرام در پیکارها، پیروزی فراوان کسب کرد و از محدوده ارمنستان فراتر رفت. از این رو دیگر اقوام سرزمین ارمنستان را به نام او نامیده‌اند که یونانیان آن را «آرمن» و ایرانیان و سوریاییان «آرمنیک» می‌نامند. گیراگوس گاندزاکتسی می‌نویسد که مردم ارمنستان به سبب رشادتهای آرام، «ارمن» نامیده شده‌اند.
در نوشته‌های مؤلفان عهد اسلامی چون بلاذری، دینوری، یعقوبی و ابن خردادبه نام این سرزمین «ارمینیه» آمده‌است، گمان می‌رود که صورت معرب «ارمینیا» بوده باشد. در نوشته‌های عهد ساسانی و پس از آن نام «ارمن» مشهود است. در کتیبه شاپور یکم بر کعبه زرتشت نام فرزند ارشدش هرمزد اردشیر با عنوان «بزرگ ارمنان شاه» آمده‌است.

## پیشاتاریخ

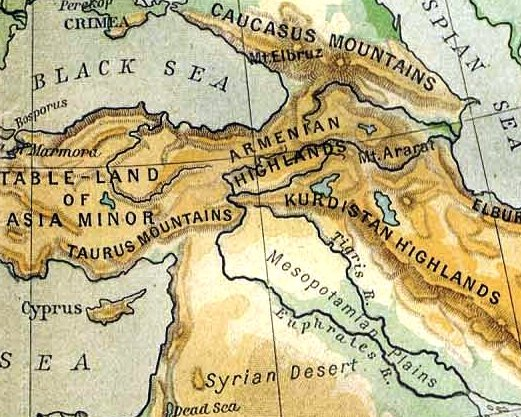
سرزمین کوهستانی ارمنستان، نقشه تهیه شده در سال ۱۹۲۳م توسط ویلیام روبرت، در کتاب اطلس تاریخی

قسمت مهم عصر حجر یعنی فاصله زمانی صدهزار ساله را دوران پارینه سنگی تشکیل می‌دهد. این نظریه که در دوران پارینه سنگی سرزمین کوهستانی ارمنستان خالی از سکنه بوده‌است، با کشف آثار و ابزار مربوط به عصر دیرینه یا پارینه سنگی در مناطق فلات اکنون به‌طور قطع رد می‌شود.
در بین این‌ها به خصوص در سطح ارمنستان در حوالی قله آرتنی، آرگونی، «تپه‌های هاراو» (به معنی جنوبی) در حوالی آرزنی و در جاهای دیگر، مجموعه ابزارهای به‌دست آمده حائز اهمیت می‌باشد. این اشیاء نشان دهنده این هستند که فلات ارمنستان در زمره مناطق قدیمی مسکونی قرار دارد؛ و فعالیت انسان به‌طور مداوم در هر سه مرحله عصر حجر یعنی پارینه سنگی و میان سنگی و عصر سنگ ادامه داشته‌است.
دوران منتج از پارینه سنگی تا عصر سنگ در ارمنستان با یک سری مناطق مسکونی جلوه می‌کند که تاریخ آن‌ها به دوران بین اواسط هزاره هفتم تا اواسط هزاره پنجم (پیش از میلاد) برمی گردد. هنر کاربرد سنگ به حد تکاملی خود رسیده‌است. ابزارها صیقل داده می‌شوند. تبرهای دسته دار سنگی امکان ساختن وسایل نقلیه نظیر ارابه و قایق را می‌دهند. کشاورزی و دامپروری که در دوران قبل شروع شده بود دوران ترقی خود را می‌گذرانند. مناطق مسکونی حرفه‌ای به وجود می‌آیند.
دوره بعدی دوره مس‌سنگی که در ارمنستان تاریخ آن بین اواسط هزاره پنجم تا هزاره چهارم قبل از میلاد می‌باشد و با شکل‌های اولیه کشاورزی و دامپروری به پایان می‌رسد و وسایل گوناگون برای استفاده از زمین و محصولات ساخته می‌شود. سپس هزاره سوم قبل از میلاد حداقل در اجتماعات پیشرفته آن زمان دوران تشکیل حکومت می‌باشد. حکومت مصر و سومریان و اکد، در جلگه‌های دجله و فرات با کتابت و تمدن عالی خود به وجود می‌آیند. تمدن آن‌ها به‌طور وسیع در کشورهای همجوار از جمله فلات ارمنستان اثر می‌گذارد.
هزاره‌های دوم و سوم قبل از میلاد در ارمنستان دوران مفرغ می‌باشد که به سه مرحله قدیم (هزاره سوم)، میانی (سده‌های ۲۰–۲۴) و نوپا-پیشرفته (سده‌های ۱۰–۱۳) تقسیم می‌شود. در این دوران نیروهای تولیدی اجتماعات دارای روند ترقی بیشتری می‌شود. کشاورزی با گاوآهن انجام می‌گیرد، بهره جویی از امکانات اولیه آبیاری خاک‌ها که براساس آن باغداری پیشرفت می‌کند رواج می‌یابد. پرورش اسب و حیوانات دیگر در حیطه دامپروری قرار می‌گیرند. حرفه‌ها تقسیم گردیده و تخصصی می‌شوند. توأم با سوابق قدیمی و غنی سنگ‌تراشی و سفالگری، پیشرفت‌های شایانی در فلزکاری انجام می‌شود.
زرگری رونق می‌گیرد و زیور آلات طلائی، نقره‌ای و سنگ‌های قیمتی عرضه می‌کند. کاربرد چوب و پوست، پارچه بافی و حرفه‌های دیگر به سطح عالی می‌رسند. بقایای تولیدات مربوط به دوران، به وفور در مناطق کوهستان ارمنستان، ناحیه شنگاویت و قبرهای محتوی اشیاء فراوان وانادزور، لچاشن پیدا شده‌اند. در دوران میانی و جدید عصر مفرغ دژهای عظیم سنگی در این دوران رواج فراوانی پیدا می‌کنند و نشانگر برخوردهای جنگی بین اقوام می‌باشند. این اوضاع هم موضع بزرگان قوم‌ها را هر چه بیشتر مستحکم می‌کنند، دوران تشکیل حکومت فرا می‌رسد. در اواخر هزاره دوم قبل از میلاد استفاده از آهن شروع می‌شود که با خواص فوق‌العاده خود به پیشرفت نیروهای تولیدی شتاب جدید و محکمی داده به رونق و ترقی تمدن بشری منتج می‌گردد.
سرزمین کوهستانی ارمنستان یا فلات ارمنستان سرزمینی است با کوهستان‌های بلند و دژ طبیعی باشکوهی است که حصارهای آن از دشت قفقاز جنوبی گرفته تا فلاتی که امروزه به اشتباه نام فلات آناتولی نام گرفته و از دریای سیاه تا دشت میان رودان گسترده‌است.
کلمهٔ کوهستان‌ها یا فلات ارمنستان کلمه‌ای کاملاً علمی است که از لحاظ زمین‌شناسی به مناطق خاص جغرافیایی، که دارای شرایط یکسان از لحاظ جغرافیایی و زمین‌شناسی هستند، گفته می‌شود. فلات ارمنستان از لحاظ علمی عبارت است از برجستگیهایی در سطح زمین که پیدایش آن‌ها معلول شرایطی خاص در آسیا بوده. این برجستگی‌ها را زمین‌شناس معروف آلمانی، اتو ویلهلم هرمان فن آبیش بلندی‌ها یا کوهستان‌های ارمنستان نامیده‌است.
این سرزمین مرتفع و وسیع مرکب است از چندین رشته‌کوه، که در میان آن‌ها سلسله جبال پونتیک و رشته کوه‌های توروس از همه مهمترند و نیز از چندین فلات مرتفع که به صورت پشته‌های بلند و متوالی از هزار تا دو هزار متر از سطح دریا ارتفاع دارد و دره‌های عمیق آن‌ها را قطع کرده‌است که در آن‌ها رودهای بزرگی از جمله ارس و دوشاخه رود فرات و مسیر فوقانی دجله جریان دارند.
از این فلاتها قله‌های آتشفشانی بلندی سربرافراشته‌اند که بلندترین آن‌ها کوه آرارات بزرگ به ارتفاع ۵۱۵۶ متر است.
پل روهرباخ می‌نویسد:
«چگونگی شکل طبیعی سرزمین ارمنستان است که محدودیت مقاومت کشور نامبرده را در طول تاریخ در برابر حملاتی که از سمت مشرق یا مغرب به او شده‌است توجیه می‌نماید. در حقیقت سرزمین ارمنستان بوسیله کوه‌ها به چند منطقه مهم و اصلی تقسیم شده‌است (مانند دره ارس، منطقه‌ای که دغوبایزید تا ارزروم گسترده‌است و منطقه دریاچه وان)، و این مناطق بسیار بزحمت می‌توانند با یکدیگر ارتباط برقرار کنند و وقتی از خارج حمله‌ای به آنان بشود نمی‌توانند همه نیروهای کشور را بسرعت در نقطه مورد تهدید متمرکز سازند.»

### ارمنستان اولیه یا اورارتو

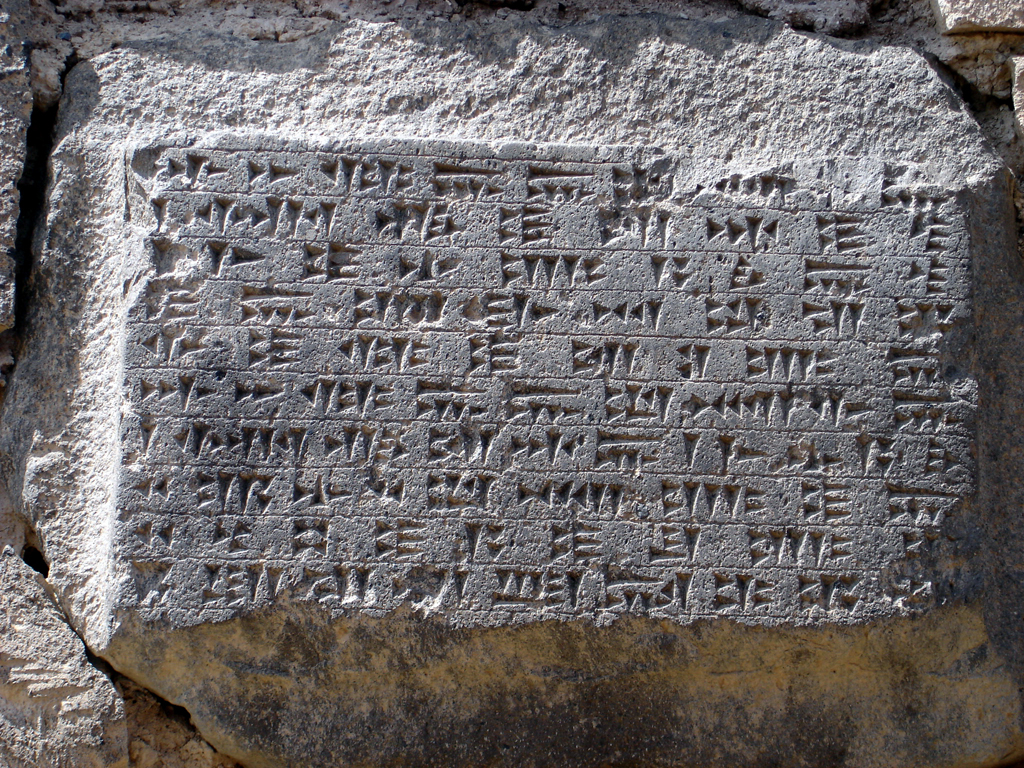
کتیبه آرگیشتی یکم به خط میخی یافت شده در قلعه اربونی

سرزمین اورارتو که در متون باستانی به نام «خالدی» در تورات «پادشاهی وان یا آرارات» و در اسناد آشوری «بیاینیلی» نیز آمده‌است، تقریباً همان حیطه جغرافیایی ارمنستان امروزی به اضافه ناحیه وان را در بر می‌گرفت. آنچه به یقین دربارهٔ ارمنستان اولیه یا سرزمین اورارتو می‌دانیم این است که در این خطه مردمی هنرمند، مبارز و سختکوش می‌زیستند. آن‌ها از نخستین اجتماعاتی بودند که در مقابل تهاجمات سهمگین آشوری‌ها ایستادگی کردند و در بسیاری از مواقع موجبات شکست آنان را فراهم آوردند.
اورارتوییان در روزگار خود به سبب مهارت در فن فلزکاری مورد تحسین همسایگان بودند، زیرا می‌توانستند مجسمه هائی در اندازه‌های طبیعی بسازند. هنر و فرهنگ اورارتویی بیشتر متکی بر کاوش هائی است که در سه محل توپراق‌قلعه و کارمیر بلور و دژ اربونی در ارمنستان صورت گرفته‌است. یکی از فنونی که اورارتوییان را از اقوام مجاور هم عصر خود ممتاز می‌کرد، مهارت آن‌ها در ساختن شبکه‌های آبیاری و آب‌بندها برای توسعه کشاورزی بود. آثار بر جای مانده بیانگر قدرت حیرت‌انگیز آن‌ها در ایجاد کانال‌های آبیاری و آبرسانی از فواصل بسیار دور بوده‌است. ساختن قوس‌های کاذب، استفاده از سنگ‌های تیره و روشن مخصوصاً در ساختمان معابد و پنجره‌های کور که جلوه و زیبائی خاصی در بنا ایجاد می‌کرد از ابتکارات معماری آن‌ها به‌شمار می‌رود.
آرگیشتی اول بر تپه استان آرماویر منطقه‌ای به نام آرگیشتی هینیلی ساخته شد. بسیاری از سنگ‌نبشته‌های اورارتو که در آن‌ها از بنای دژها، پرستشگاه‌ها و احداث کانال‌های آبیاری سخن رفته از این ناحیه به دست آمده‌اند. همچنین در ساحل دریاچه سوان دو دژ موجود است که به دست اورارتوییان بنا شده‌اند، یکی از این دو دژ بر صخره بلندی برفراز شهر «نور بایزات» (گاوار) جای دارد. در ساحل جنوبی دریاچه سوان سنگ نوشته به خط میخی باقی مانده‌است که از بنای دژی به نام خدای تیشبا در این ناحیه سخن می‌گوید.

### ارمنستان در دوران ماد
بنا بر آنچه موسس خورناتسی آورده، در جنگ‌های میان دو دولت اورارتو و آشور، ارمنیان نه تنها همواره متحد مادها بوده‌اند بلکه روابط بسیار نزدیک و محکمی نیز میان آن‌ها برقرار بوده اما این روابط نزدیک بر اساس آنچه که گزنفون می‌گوید چندان به درازا نمی‌کشد زیرا ابتدا هووخشتره و پس از او ایشتوویگو، آخرین پادشاه ماد، به منظور مطیع ساختن حکومت وقت ارمنستان به این سرزمین حمله کردند. یرواند یکم ساکاواکیاتس، پادشاه ارمنستان، که چاره‌ای جز مقابله با مادها نداشت سرانجام شکست خورد و مطیع دولت ماد شد. او همچنین پذیرفت که سالیانه خراجی معین به دولت ماد پرداخت کند و به هنگام جنگ نیز بخشی از نیروهای نظامی خود را در اختیار ایشتوویگو قرار دهد.
گزنفون در ادامه می‌گوید پس از مدتی پادشاه ارمنستان از اختلاف به وجود آمده میان مادها و بابلیان استفاده و از پرداخت خراج خودداری کرد و دست به شورش علیه دولت ماد زد. پس از این واقعه، ایشتوویگو فرمانده سپاه خود، کوروش یکم، را به منظور سرکوبی این شورش به ارمنستان اعزام کرد. کوروش به سرعت پیشروی کرد و به دژ مقر اقامت خاندان پادشاهی نزدیک شد. یرواند با شنیدن خبر پیشروی کوروش پسر کوچک خود، «شاوارش»، را به همراه بخشی از خزانهٔ سلطنتی به مکانی امن فرستاد اما با درایتی که کوروش به خرج داد هم پادشاه ارمنستان و هم خاندان او به اسارت قوای ماد درآمدند. سرانجام با وساطت تیگران یرواندیان، ولیعهد یرواند یکم، که از دوستان نزدیک کوروش بود، پیمان صلحی میان آنان منعقد شد.
ادامهٔ حضور مادها در صحنهٔ تاریخ چندان به درازا نکشید زیرا پارسیان به رهبری کوروش از ضعف به وجود آمده در ساختار درونی دولت ماد استفاده کردند و علیه آنان شوریدند. به دنبال این وقایع پادشاهان ارمنستان، ابتدا یرواند و پس از او جانشینش تیگران، در کنار کوروش قرار گرفتند و با بستن پیمان اتحادی با او بار دیگر مخالفت خود را نسبت به دولت ماد ابراز کردند. ایشتوویگو سعی کرد با کشتن تیگران به این اتحاد پایان دهد اما موفق نشد. در نتیجه تیگران نیز به همراه لشگریانش به جنگ علیه مادها پرداخت و او را شکست داد. در خلال این جنگ‌ها ایشتوویگو کشته شد و با مرگ او دولت ماد به پایان رسید.
بر اساس برخی روایات داستانی ارمنی، که البته استناد تاریخی ندارد، این تیگران پادشاه ارمنستان بود که موفق به کشتن ایشتوویگو و شکست او شد اما اینکه تیگران به منزلهٔ یکی از متحدان کوروش در جنگ‌های او علیه مادها شرکت می‌کرده مطلبی است که مدارک تاریخی موجود آن را کاملاً به اثبات می‌رسانند.

### ارمنستان باستان

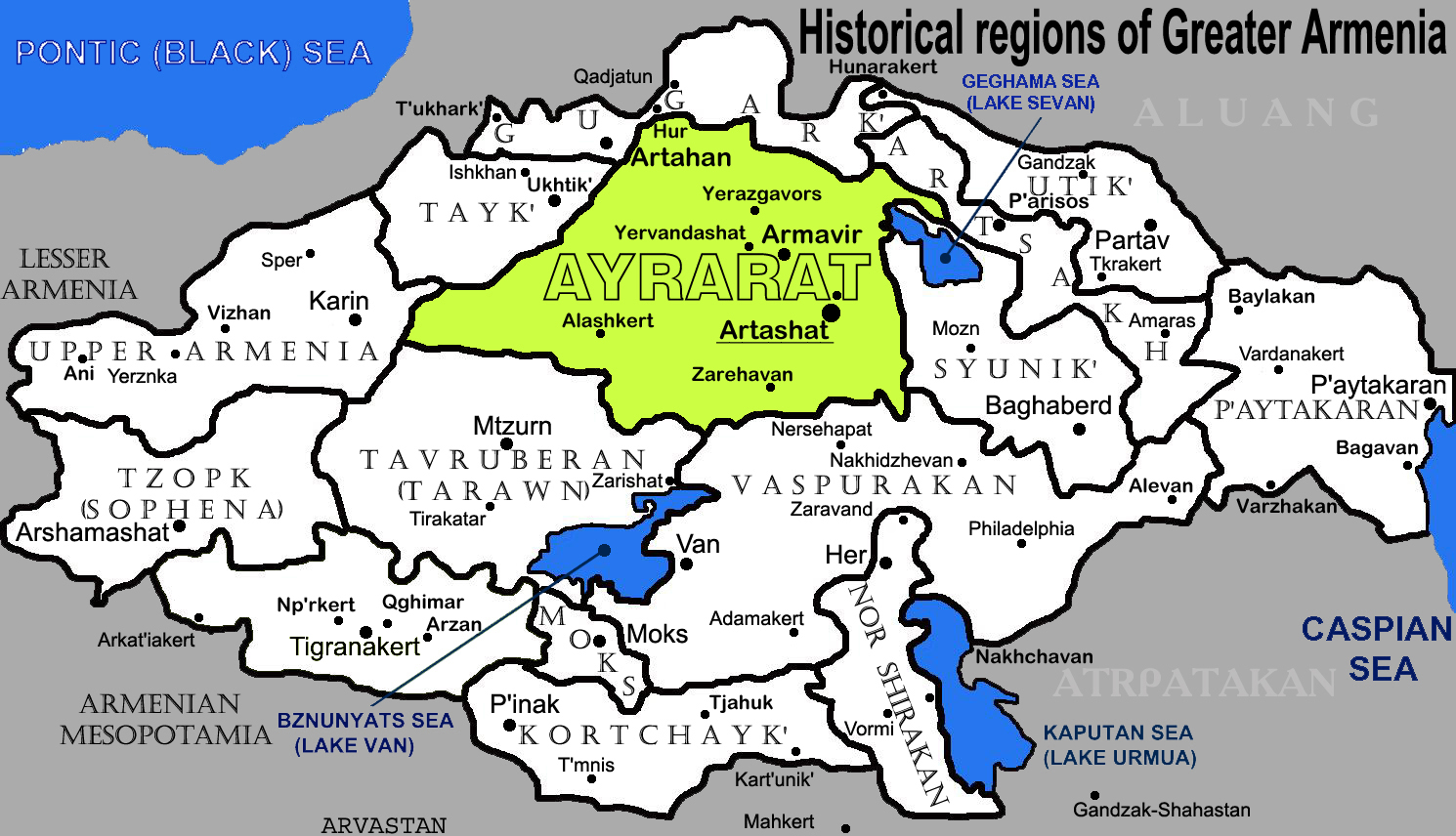
ایالت‌های تاریخی ارمنستان بزرگ

ارمنستان از لحاظ تاریخی به سه ناحیه تقسیم شده بود:
ارمنستان بزرگ، ارمنستان کوچک و ارمنستان جدید. تاریخ ارمنستان بزرگ و کوچک به ازمنه قدیم مربوط می‌شود و این دو سرزمین مجزا از همدیگر بودند. ارمنستان بزرگ وسیع تر از دو منطقه دیگر محسوب می‌شد و شامل پانزده ایالت بود. وسعت ارمنستان بزرگ بالغ بر ۲۸۰٬۹۹۸ هزار کیلومتر مربع بود. ارمنستان کوچک یا هایک کوچک در ناحیه غربی ارمنستان بزرگ، در محدوده شمال کاپادوکیه قرار داشت که در شمال شرق آناتولی در محدوده (استان سیواس و استان گوموش‌خانه) امروزی می‌باشد.
ارمنستان جدید به سومین ناحیه تاریخی متعلق است که به سده یازدهم مربوط می‌شود و در جنوب غربی ارمنستان کوچک واقع شده بود که به پادشاهی ارمنی کیلیکیه معروف است.
۱۵ ایالت ارمنستان باستان عبارتند از:
- آیرارات ،(از شرق تا کناره دریاچه سوان از غرب تا کوه آرارات)
- واسپوراکان، پادشاهی واسپوراکان (در محدوده استان وان، دریاچه وان، ترکیه)
- سیونیک (ایالت تاریخی)، (استان سیونیک، ارمنستان)
- آرتساخ، (آرتساخ)
- گوگارک، (در محدوده تاشیر، ارمنستان)
- ارمنستان علیا، (در محدوده یرزنکا و شهر کارین (ارزروم) فعلی ترکیه)
- توروبران، (در محدوده مانازکرت، ترکیه)
- آغزنیک، (در محدوده استان باتمان، ترکیه)
- سوفن، (در محدوده استان تونج‌ایلی، ترکیه)
- تایک، (در محدوده استان آرتوین، ترکیه)
- نور شیراکان، (ساحل غربی دریاچه ارومیه، ایران)
- کورچایک، (در محدوده تیگراناکرت، ترکیه)
- موکس، (در محدوده استان وان و استان بتلیس، ترکیه)
- پایتاکاران، (در محدوده بیله‌قان (شهر)، جمهوری آذربایجان)
- اوتیک، (غرب رود کر (قفقاز) در محدوده جنوب گنجه)

## دوران باستان

### دودمان اروندی

ارمنستان در دوران اروندی‌ها، ۲۵۰ پیش از میلاد

دودمان اَروَندی یا یـِرواندونی‌ها از ۵۷۰ (پیش از میلاد) تا ۲۰۰ (پیش از میلاد) حکمرانی کردند. مؤسس پادشاهی یرواند یکم ساکاواکیاتس بود و آخرین پادشاه از این دومان یرواند چهارم بود و آنتیوخوس چهارم کوماژن از این خاندان آخرین پادشاه کوماژن بود. شاهان یرواندی ارمنی سنت‌های دیرین حکومتی در ارمنستان را با خود داشتند. آن‌ها از اخلاف سلسله پادشاهان باستانی ارمنی در سده ۶ (پیش از میلاد) بودند و از این طریق به حکومت پیشین یعنی اورارتوها و اتحادیه قبیله‌ای به آستانه حکومت «آرمه» رسیده مربوط می‌شدند و دارای تجارب فراوانی در امور کشورداری بودند. آن‌ها همچنین از خویشاوندان طایفه هخامنشی به حساب می‌آمدند؛ زیرا یرواند یکم با دختر اردشیر سوم به نام «رودوگون» ازدواج نمود.
پس از فروپاشی سلسلهٔ هخامنشیان یرواند دوم از خاندان یرواندونی، که والی ایالت ارمنستان در این دوره و از سرداران ارمنی حاضر در نبرد گوگمل بود، خود را پادشاه مستقل ارمنستان بزرگ معرفی کرد. میهران دیگر سردار ارمنی، نیز که او هم در نبرد گوگمل حاضر بود، دولت مستقل دیگری در شمال غربی ارمنستان بزرگ تشکیل داد که به ارمنستان کوچک شهرت یافت.

### ارمنستان هخامنشی

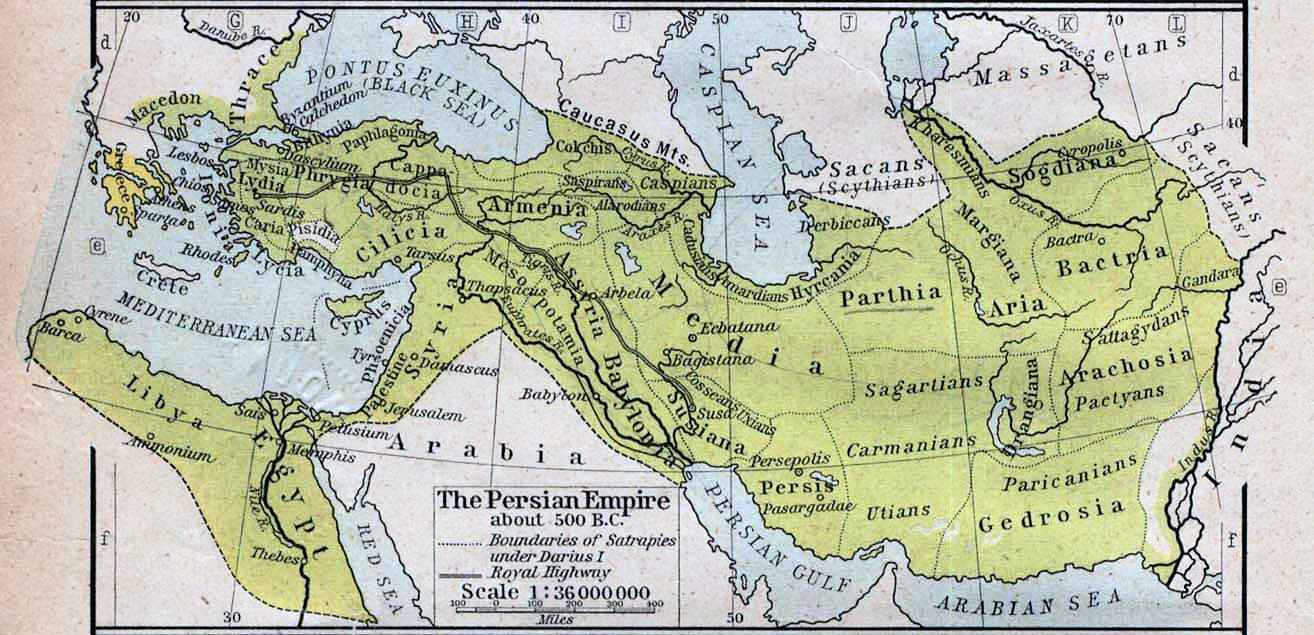
قلمرو حکومت هخامنشی و موقعیت کشور ارمنستان

در سال‌های ۵۴۹ تا ۵۴۸ پیش از میلاد سرزمین‌های پارت(پهلو)، گرگان(ویرکانیا و احتمالاً ارمنستان توسط کوروش بزرگ تسخیر می‌گردد.
کوروش بزرگ پس از اتحاد با برخی از فرمانروایان هم جوار، از جمله پادشاه ارمنستان، سرانجام موفق شد مادها را شکست دهد و پایتخت آنان؛ یعنی هگمتانه، را به تصرف درآورد. از آنجایی که ارمنستان در مبارزه علیه مادها از متحدان کوروش به حساب می‌آمد پادشاهان این کشور امید داشتند که استقلال خود را بازیابند و دیگر مطیع دولتی خاص نباشند اما به زودی ارمنستان نیز مانند سایر نواحی تحت سیطرهٔ حکومت هخامنشیان مطیع این دولت و مجبور به پرداخت مالیات و در اختیار قرار دادن بخشی اعظم از سپاهیان خود در زمان جنگ به دولت هخامنشی شد.
ارمنستان در زمرهٔ سرزمین‌هایی بود که ضد سلطهٔ دولت هخامنشی شورش کردند. نتیجهٔ این شورش‌ها جنگ‌های متعددی بود که در سنگ‌نبشته بیستون این چنین آمده‌است.

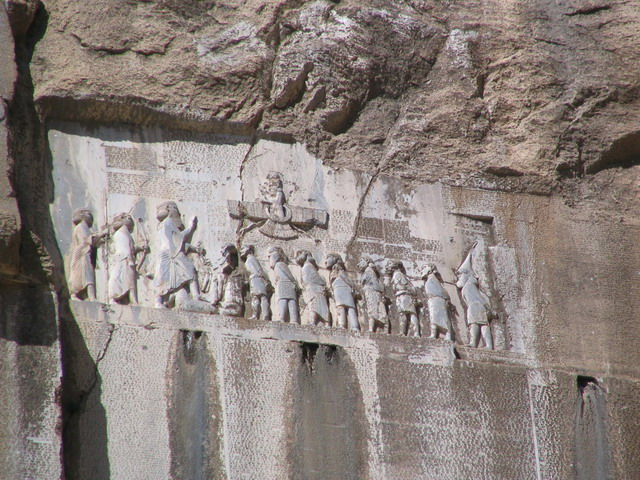
سنگ‌نبشته بیستون

کتیبه، در بند دوم، از زبان داریوش چنین می‌خوانیم:
زمانی که من در بابل بودم، این ایالات از من برگشتند:
«پارس، خوزستان، ماد، آسور، پارت، مرو و ارمنیا…»
 و در ادامه، در بند هفتم می‌گوید:
«دادرشیش یا دادرشی نامی ارمنی تابع من بود. او را به ارمنستان روانه کرده.»
 چنین گفتم:
«بر مردمی که از من برگشته‌اند غلبه کنید.»
فوراً دادرشیش حرکت کرد و وقتی وارد ارمنستان شد ارمنیانی که از من برگشته بودند جمع شدند تا با دادرشیش جنگ کنند.
در دهی موسوم به «زوزهی» نام در ارمنستان جدالی واقع شد. اهورمزد یاری خود را به من اعطا کرد. به ارادهٔ اهورمزد من بر قشونی که از من برگشته بود غالب آمدم.
در ادامه، در بند هشتم این کتیبه، چنین آمده‌است:
«اهالی، که از من برگشته بودند، در دفعهٔ دوم جمع شدند که با دادرشیش جنگ کنند. در قلعه «تیگر» نامی در ارمنستان جدالی واقع شد. اهورمزد یاری خود را به من اعطا کرد. به ارادهٔ اهورمزد قشون من بر قشونی که از من برگشته بود فائق آمد.»
این نبردها به درازا کشیده‌است داریوش در ادامه، در بند نهم کتیبه، دربارهٔ جنگی دیگر سخن می‌گوید:
«اهالی، که از من برگشته بودند، در دفعهٔ سوم جمع شدند که با دادرشیش جنگ کنند. در محلی از ارمنستان قلعه‌ای است «اویما» نام در آنجا جنگی کردند. اهورمزد یاری خود را به من اعطا کرد. به ارادهٔ اهورمزد قشون من برقشونی که از من برگشته بود شکست سختی داد.»
در بند نهم کتیبه از زبان داریوش چنین می‌خوانیم:
پس از آن «ومیس یا وامیس» نام پارسی را که تبعهٔ من است به ارمنستان فرستادم. چنین گفتم:
«قشونی را که از من برگشته‌اند و خودشان را از من نمی‌دانند در هم شکن.»
ومیس حرکت کرد وقتی به ارمنستان وارد شد شورشیان جمع شدند خواستند با او جنگ کنند. در محلی «ایزی توش» نام جدالی واقع شد. اهورمزد یاری خود به من اعطا کرد. به فضل اهورمزد سپاه من سپاهی را که از من برگشته بود شکست داد.
در مورد نبرد اخیر تعداد کشته شدگان سپاه ارمنستان در حدود ۲۴۵۰ نفر و تعداد سربازانی که به اسارت درآمدند ۲۵۹۹ نفر بوده‌است.
از میان تمام کشورهایی که به دست داریوش تسخیر شدند ارمنستان سرزمینی بود که بزرگترین و طولانی‌ترین مقاومت را از خود نشان داد (جنگ ۱۲ ماه به طول انجامید) به گفته ژاک دو مورگان در کتاب تاریخ ملت ارمنی:
«خطوط نوشته دشمن بر لوح سنگی بیستون ملت ارمنی را در حالی نشان می‌دهد که بیش از دو قرن از استقرارش در سرزمین ارمنستان گذشته و به صورت دولتی سازمان یافته درآمده بود و خود را چنان قوی حس می‌کرد که با سپاهیان جاویدان پنجه دراندازد. خطوط کتیبه موید این نکته‌اند که ملت ارمنی در آن زمان در فنون جنگ بسیار آزموده بوده‌است، و ارمنستان را در سالهای آخر قرن ششم پیش از میلاد در ردیف قدرتهایی قرار می‌دهند که در سیاست کلی خاور زمین نقشی داشته‌است.»

### ارمنیان در دوران سلطنت سلوکیان
از سنگ نبشته‌های مربوط به دوران سلطنت آنتیوخوس یکم چنین برمی آید که در آن دوران در ارمنستان بزرگ هنوز حکمرانی ارمنی قدرت را در دست داشته‌است. شماری از مورخان معتقدند او پادشاهی مستقل بوده اما برخی دیگر از محققان وی را حاکمی مطیع دولت سلوکی می‌دانند. آنچه در این خصوص می‌توان اظهار داشت اینکه اسناد مربوط به این دوره برای ارائه نظری قطعی در این مورد کافی نیست. از وقایع دوران سلطنت آنتیوخوس دوم و شرح جنگ‌ها و متصرفات این دوره نیز چنین بر می‌آید که ارمنستان در این زمان جزو مستملکات سلوکیان نبوده و حتی نام آن در حاشیهٔ حوادث این دوران در اسناد و مدارک سلوکی ذکر نشده‌است.
شرح جنگ‌های پادشاه بعدی سلوکی، یعنی، سلوکوس دوم حاکی از آن است که بیشترین توجه این پادشاه معطوف به سرکوبی شورش‌هایی بوده که در بخش‌های مختلف فرمانروایی وی از جمله سوریه صورت گرفته بود. اسناد مربوط به این دوره این مطلب را به اثبات می‌رسانند که بخش‌های وسیعی از آسیای صغیر از جمله ارمنستان به صورت مستقل و جدای از فرمانروایی سلوکیان حکومت می‌کرده‌اند تا اینکه حکومت به سلوکوس سوم می‌رسد. اولین اقدام او در ابتدای سلطنتش لشکرکشی به سمت آسیای صغیر و ممالک ارمنستان به قصد تصرف این مناطق بود. به این منظور وی در رأس سپاهی عظیم به سوی این نواحی حرکت کرد و حتی موفق شد از کوه‌های توروس نیز عبور کند اما پس از چندی بر اثر خیانت تعدادی از سردارانش کشته شد و از ادامه راه بازماند.
بر اساس اطلاعات موجود در منابع مختلف این دوران می‌توان نتیجه گرفت حکمرانان ارمنی ارمنستان بزرگ و سوفن در این مقطع همواره در برابر دولت سلوکی ایستادگی کرده‌اند و حتی برای تضعیف آن دولت دست به اقداماتی جدی نیز زده‌اند. اتحاد با سایر ممالک و همسایگان علیه دولت سلوکی از سیاست‌های خاص حکمرانان ارمنی ضد سلوکیان بود. آنتیوخوس سوم بعد از برادرش به تخت سلطنت نشست. تصرف ارمنستان و سوفن جزو اولین اهداف آنتیوخوس سوم بود. او لشکری فراهم آورد و به سوی سوفن به راه افتاد. در این زمان، شاوارش، فرزند آرشام یکم، حاکم سوفن بود. او در ابتدا با مشاهدهٔ سپاه آمادهٔ آنتیوخوس قصد فرار از صحنهٔ نبرد داشت اما مشاورانش او را از این کار بازداشتند. آنتیوخوس، که در این دوره سیاست ازدواج خاندان‌های شاهی را دنبال می‌کرد، خواهر خود، آنتیوکیس، را به همسری شاوارش درآورد و از این طریق پیمان خود را با سوفن مستحکم تر ساخت و سلطهٔ خود را بر آن بیشتر کرد.
پس از کشته شدن شاوارش اتفاقات و دگرگونی‌هایی نیز در سایر بخش‌های ارمنستان؛ یعنی، ارمنستان بزرگ و کوچک روی داد. ارمنستان بزرگ با تحریک و حمایت آنتیوخوس سوم مورد هجوم آرتاشس اول واقع شد که بر ناحیه‌ای در نزدیکی آرتاشات، پایتخت ارمنستان بزرگ، سلطه داشت. بنابر نوشته‌های موسس خورناتسی، آرتاشس اول در این نبرد توانست با جلب نظر سرداران یرواند، پادشاه ارمنستان بزرگ و با همراهی نیروی نظامی ای که در اختیار داشت پس از کشته شدن یرواند به این ناحیه دست یابد. با این پیروزی سلوکیان بر ارمنستان بزرگ نیز چیرگی یافتند.
ارمنستان کوچک هم در این دوران تحت سلطهٔ سلوکیان اداره می‌شد و آنتیوخوس خواهر زاده خود، «مهرداد»، را حاکم این ناحیه ساخته بود. به این ترتیب، تمامی بخش‌های ارمنستان تحت سیطرهٔ دولت سلوکی قرار داشت. آنتیوخوس سوم در ادامهٔ سیاست کشورگشایی اش سرانجام از دولت روم، که در آن زمان قوی‌ترین دولت غرب به حساب می‌آمد، شکست خورد و مجبور به پذیرش پیمان صلحی شد که براساس آن بخش اعظمی از آسیای صغیر را از دست می‌داد. بنابر آنچه از اسناد مربوط به این دوران، به ویژه، از نوشته‌های استرابون برمی آید ظاهراً از ممالک ارمنستان فقط مهرداد، حاکم ارمنستان کوچک، به همراه نیروهای خود در نبردهای آنتیوخوس شرکت داشته و آرتاشس و زریر پس از شکست آنتیوخوس از رومیان به جانبداری از روم پرداختند و خود را پادشاهان دولت‌هایی مستقل معرفی کردند. به گفتهٔ دیودور سیسیلی ارمنستان کوچک نیز با پادشاهی مهرداد دولتی مستقل اعلام شد و به این ترتیب، ارمنیان در حالی که فقط یک دهه از سلطهٔ سلوکیان برآن‌ها می‌گذشت توانستند استقلال ممالک خود را بازیابند.

### دودمان آرتاشسی
بعد از شکست آنتیوخوس سوم حاکم ارمنستان بزرگ در سال ۱۹۰ پیش از میلاد از دولت روم، ایجاد و احیای ارمنستان مستقل را تسهیل نمود؛ و آرتاشس یکم (۱۶۰ - ۱۹۰) پیش از میلاد پادشاه ارمنستان شد. او شهری به نام (آرتاکساتا)، آرتاشات در دامنه کوه آرارات بنا کرد که پایتخت آن روز ارمنستان گردید.
پس از آرتاشس یکم دو فرزندش آرتاوازد اول و تیگران یکم به حکومت رسیدند. در همین زمان در ایران حکومت تازه‌ای به نام پارت روی کار آمده بود. پارت‌ها که با نام اشکانیان هم معروفند از تیره ایرانی بودند. پادشاه پارتی ایران مهرداد دوم (زندگی: ۱۱۵ پیش از میلاد) تا ۸۸ پیش از میلاد - مرزهای غربی قلمرو خود را تا رود فرات گسترش داد. او با آرتاوازد اول درگیر شد و تیگران برادرزاده شاه ارمنستان را به گروگان برد. وقتی پدرش در سال ۹۵ پیش از میلاد فوت کرد اشکانیان آزادش کردند، ولی او ناگزیر شد به بهای آزادیش از دره‌های مرز جنوبی ارمنستان واقع در منطقه‌ای را که امروزه ارمنستان غربی است به آنان تسلیم کند. در زمان فرمانروایی تیگران دوم، قلمرو ارمنستان سه برابر گشت و ارمنستان به یکی از نیرومندترین حکومت‌های آن روز تبدیل شد. به همین علت تیگران دوم را در تاریخ تیگران بزرگ می‌نامند.

### سلسله اشکانی ارمنستان

پرچم آرساسیدها

سلطنت تیرداد یکم سرآغاز فرمانروایی سلسله آرساسیدها (یا آرشاکونی‌ها) از نسل و تبار اشکانیان ایران است که مقدر بود به مدتی بیش از سه سده بر ارمنستان حکومت کنند. از آنجا که استقرار تیرداد بر تخت سلطنت ارمنستان گویا به معنای پایان نفوذ سیاسی روم بر این منطقه و مزیتی برای دشمنش اشکانیان بود رومیان تصمیم گرفتند به ارمنستان حمله کنند و این پادشاه تازه را از آنجا برانند. این کار تا سال ۵۸ میلادی به تأخیر افتاد و در این فاصله به تیرداد فرصت کافی داده شد تا پایه‌های سلطنت خود را مستحکم کند. این حمله سر آغاز جنگی شد که چهار سال به طول انجامید و در طی آن، ارمنستان که از اشکانیان کمک می‌گرفت توانست با رومیان بجنگد و پیروزمندانه در برابر آنان پایداری کند.

### مامیکونیان

پرچم و نشان مامیکونیان‌ها

مامیکونیان یا مامیکونیان‌ها (به ارمنی: Մամիկոնեան ; به لاتین: Mamikonian) در سده‌های چهارم و پنجم میلادی، که سلسله اشکانی ارمنستان بر ارمنستان فرمان می‌راندند، مقام سپاهبدی از امتیازات مامیکونیان‌ها بود و نمایندگان این خانواده بزرگ وظیفهٔ سرداری و سپاهبدی نیروهای مسلح را بر عهده داشتند. در ارمنستان باستان و سده‌های میانه، فرماندهٔ کل سپاه را اسپاراپت می‌نامیدند. واژهٔ اسپاراپت از دو واژهٔ پهلوی (زبان پارسی میانه) اسپه یا سپاه و پِت یا بِد ساخته شده و معادل اسپهبد و سپاهبد است. سپاهبدان ارمنستان فرمانبردار پادشاهان آن سرزمین بودند و فرمان آنان را به کار می‌بستند. سپاهبدان در تاریخ ارمنستان از پرکارترین و فداکارترین چهره‌های حکومت بودند، برقراری امنیت و آرامش و نگاه داری از مرزهای کشور در برابر دولت‌ها و اقوام نیرومند همسایه بیشتر بر دوش آنان بود و کامیابی در این کار به دلاوری، بی‌باکی و هوشمندی مامیکونیان‌ها بستگی داشت.

### ارمنیان و سلسلهٔ پادشاهان ساسانی
در زمان پادشاهی شاپور سوم باردیگر لشکرکشی‌های ساسانیان به ارمنستان آغاز شد. شاپور تحت تأثیر برخی از خاندان‌های قدرتمند ارمنستان، که از او حمایت می‌کردند، جوانی از خاندان اشکانی به نام خسرو را به پادشاهی بخش شرقی ارمنستان، که اکنون به‌طور کامل تحت سلطهٔ ساسانیان قرار داشت، گمارد و آرشاک سوم نیز از سوی رومیان پادشاه بخش غربی ارمنستان شد که تحت نفوذ روم شرقی قرار داشت. به این ترتیب ارمنستان در این دوره میان ایران ساسانی و امپراتوری روم شرقی تقسیم شد. بعدها رومیان بارها سعی کردند با حمله به ارمنستان شرقی این بخش را نیز از آن خود سازند اما همواره از سپاهیان ساسانی شکست خوردند. در نهایت نیز شاپور سوم با عقد پیمانی با رومیان سلطهٔ خود را در ارمنستان شرقی رسمیت بخشید.

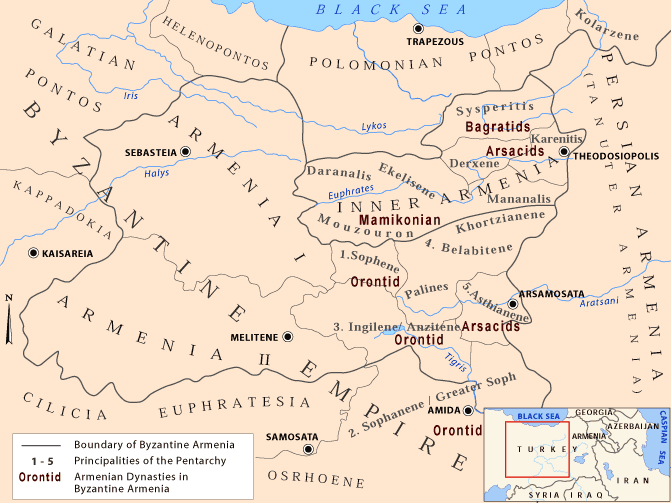
ارمنستان بین، ۳۸۷ (میلادی)-۵۳۶ (میلادی)

در ارمنستان شرقی نیز خسرو ضد ساسانیان و شاپور سوم شورید اما در نبردی که بین آنان درگرفت شکست خورد. او را به تیسفون بردند و زندانی کردند. پس از شکست خسرو تا مدتی حاکم ارمنستان از میان پارسیان انتخاب می‌شد اما پس از چندی با نفوذی که خاندان‌های ارمنی در دربار ساسانیان داشتند موفق شدند برادر خسرو را جانشین وی سازند. بدین ترتیب، ورامشاپوه حاکم ارمنستان شد. در تمام این مدت ارمنستان با وجودی که مطیع دولت ساسانی بود در آرامشی نسبی به سر می‌برد. با مرگ ورامشاپوه، خسرو که از زندان ساسانیان آزاد شده بود، به مدت یک سال حاکم ارمنستان شد اما در نهایت یزدگرد یکم پسر خود، بهرام گور، را حاکم ارمنستان ساخت و به این ترتیب سلسلهٔ اشکانیان ارمنستان، از صحنهٔ قدرت خارج شد.
یزدگرد دوم در ابتدای سلطنت خود پس از یک جنگ کوتاه مدت با بیزانس، آن دولت را مجبور به عقد قرار داد صلحی نمود و به این ترتیب پس از آسودگی از حملات احتمالی آنان، متوجهٔ ارمنستان شد. وجود خاندان‌های بزرگ ارمنستان تهدیدی جدی برای حکومت ساسانی به‌شمار می‌رفت و یزدگرد سعی داشت به هر طریق ممکن از قدرت آن‌ها بکاهد تا از این طریق سلطهٔ سیاسی ساسانیان را در ارمنستان تحکیم بیشتری بخشد؛ بنابراین، از سال دوم سلطنت سیاست‌های ضد مسیحی خود را در قبال ارمنستان آغاز کرد.
بر اساس نوشته‌های غازار پاربتسی یزدگرد در ابتدای امر موفق شد با ایجاد اختلاف میان خاندان‌های بزرگ ارمنستان بین آن‌ها دشمنی به وجود آورد و حتی با دادن وعده‌هایی عده‌ای از سران این خاندان‌ها را به سوی خود جلب کند. در مرحلهٔ بعد میزان خراجی را که ارمنستان متعهد شده بود به دولت ساسانی پرداخت کند چند برابر افزایش داد. این امر باعث نارضایتی طبقات پایین جامعه به ویژه کشاورزان و پیشه وران شد که پرداخت مالیات بر دوش آن‌ها سنگینی بیشتری می‌کرد. ساسانیان همچنین برای اولین بار مالیاتی نیز برای روحانیان مسیحی ارمنستان تعیین کردند. از آنجایی که کلیساها و دیگر اماکن مذهبی ارمنستان نیازهای مالی خود را از طریق مستغلات تحت مالکیت خویش فراهم می‌ساختند و منبع درآمد دیگری جز کمک‌های مردمی نداشتند، که آن هم در این زمان به دلیل فشار فراوان دولت ساسانی کم و بیش به هیچ رسیده بود، لذا در شرایطی سخت و دشوار قرار گرفتند. جملگی این عوامل نارضایتی شدید مردم ارمنستان را نسبت به دولت ساسانی در پی آورد؛ نارضایتی ای که روز به روز بر شدت آن افزوده می‌شد. عامل دیگری که باعث مخالفت‌های بیشتر مردم ارمنستان با دولت ساسانی شد اقدام این دولت برای تغییر مذهب مسیحیان بود.

### رویدادهای ارمنستان در دوران باستان
- جنگ پارتی–ارمنی

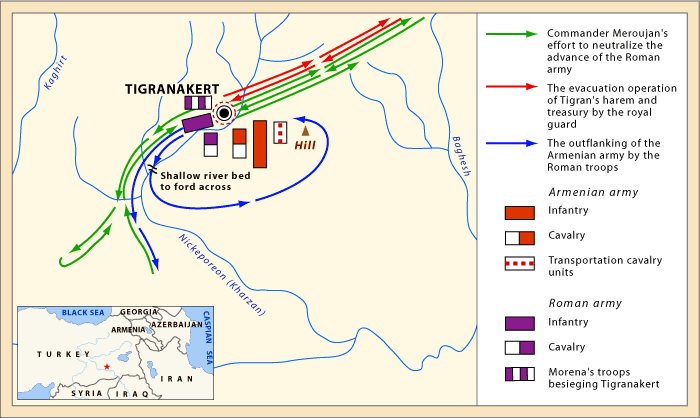
نقشه نبرد تیگراناکرت

جنگ پارتی–ارمنی جنگی است که بین سپاهیان شاهنشاهی اشکانی و تیگران دوم پادشاه ارمنستان، بین سال‌های ۸۷ (پیش از میلاد) تا ۸۵ (پیش از میلاد) رخ داد و منجر به پیروزی ارمنستان شد.
- نبرد تیگراناکرت

نبرد تیگراناکرت نبردی بود بین تیگران بزرگ و لوکولوس که نبرد اول در ۶ اکتبر ۶۹ پیش از میلاد و نبرد دوم در سال ۶۸ پیش از میلاد رخ داد.
- جنگ ایران و روم (۶۳–۵۸ میلادی)

جنگ (۶۳–۵۸) بخشی از مجموعه جنگ‌های ایران و روم است که در زمان اشکانیان، امپراتوری پارت‌ها و امپراتوری روم اتفاق افتاد. این جنگ بین سال‌های ۵۸ تا ۶۳ بعد از میلاد برای به دست گرفتن کنترل ارمنستان روی داد و در نهایت منجر به پادشاهی رسیدن تیرداد یکم از نسل و تبار اشکانیان ایران و قدرت گرفتن سلسله اشکانی ارمنستان در این منطقه شد.
- پذیرش مسیحیت توسط ارمنستان

در زمان سلطنت تیرداد سوم ملقب به کبیر حادثه‌ای روی داد که برای همیشه روی زندگی ملت ارمنی تأثیر گذاشت؛ و آن گرویدن این ملت به کیش مسیحی بود. می‌توان این حادثه را به عنوان نقطه مرکزی تاریخ این ملت به حساب آورد، و در واقع دنباله همه حوادث بعدی در رابطه با این حادثه بوده‌است. از این گذشته، بعدها آشکار شد که مسیحیت برای ارمنستان نخست عامل تحول و سپس عامل حفظ و نگهداری خود شده‌است.
آبیش در کتاب از ورای خاک قفقاز می‌نویسد:
«و این از آن جهت است که ملت ارمنی تحت تأثیر مسیحیت چنان زود به درجه والایی از فرهنگ رسیده که امروز مظهر عاملی چنین مهم در تاریخ بشریت است.»
نخستین پایه‌های کلیسای ارمنی به وسیله دو تن از حواریون عیسی مسیح به اسامی تادئوس و «بارتوقیمئوس» (همان ناتانائیل یا «بِرتولُما») گذاشته شد، و کار آن دو به وسیله عده‌ای از مبلغین مسیحی ادامه یافت. لیکن از طرف ملتی مانند ارمنی که یکی از ویژگی‌های بارز او همواره دلبستگی خشنی به اعتقادات و آداب و سنن دیرینه اش بوده‌است با مقاومت شدیدی روبرو شدند. با اینکه از همان ابتدا و به ویژه از آغاز سده دوم میلادی به بعد عده‌ای مسیحی در ارمنستان بودند، این کشور همچنان به وابستگی خود به دنیای پاگانیسم ادامه داد و پیرو همان مذهب اساطیری خود بود که هر چند از لطف و ذوق شاعرانه‌ای عاری نبود ولی در واقع چیزی درحد بت‌پرستی بود.
این بت‌پرستی در آن زمان کیش مشترک و سرنوشت اکثریت توده‌ها بود و این حالت را «بوسوئه» (اسقف، نویسنده و حکیم فرانسوی) این‌گونه در نوشته خود می‌آورد که:
«همه چیز خدا بود بجز خود خدا. بنی نوع بشر به درجه‌ای از گمراهی رسیده بود که هوای و هوس‌ها و عیبهای خود را می‌پرستید.»
در واقع مسیحی شدن ارمنستان مقدر بود در پایان سده سوم میلادی، که توسط گریگور روشنگر تحقق پیدا کرد.
نقل می‌کنند شاه تیرداد سوم پس از تهاجم ساسانیان ناچار شد ارمنستان را ترک کند گریگور روشنگر کمکش کرد و بی‌آنکه هویت خود را بر او فاش نماید در تبعید شرافتمندانه به او خدمت کرد. به هنگام بازگشت تیرداد به ارمنستان نیز که پس از شکست ساسانیان صورت گرفت با وی همراه بود. لیکن وقتی شاه به او تکلیف کرد که به هنگام زیارت معبد الهه آناهیتا در ارزنجان تاجی در معبد بگذارد و به او به دلیل مسیحی بودنش از این فرمان سرپیچی کرد مورد قهر و غصب شاه قرار گرفت، در دخمه‌ای شبیه به گودال (صومعه خور ویراپ) به زندان انداخته شد و نزدیک به سیزده سال از عمرش در آن سیاه چال گذشت. آزادیش از زندان وقتی ممکن گردید که شاه به بیماری سختی دچار شد و همه پزشکان و مغان از علاج او عاجز ماندند، تا آخر گریگور روشنگر را از زندان بیرون آوردند و او شاه را معالجه کرد. آنگاه تیرداد سوم به دین مسیحیت را به عنوان دین رسمی ارمنستان پذیرفت (۳۰۱ میلادی). این خود حادثه بسیار مهمی بود زیرا ارمنستان نخستین کشوری شد که دین مسیح را به عنوان دین رسمی مملکت پذیرفت. در واقع می‌دانیم که گرویدن کنستانتین یکم به دین مسیح و قبول مسیحیت رسمی امپراتوری در سال ۳۱۳ میلادی روی داد، و به‌طوری‌که «هانری فوسیون» اشاره کرده‌است:
«این از افتخارات باستانی ارمنیان است که کهن‌ترین مسیحیت تاریخ را بنا نهاده‌اند.»
گریگور از تیرداد سوم لقب و عنوان سراسقف یا (جاثلیق) تمامی ارمنستان را دریافت کرد. سپس به کاپادوکیه برگشت و در آنجا به وسیله اسقف اعظم «سزاره» تقدیس شد، و پس از آن برای تکمیل کار خود به ارمنستان یاز آمد. کلیسای نوبنیاد ارمنستان آداب و اصول شریعت و همه کتاب‌های دینی مسیحیت را با عده زیادی از کشیشانش از سوریه، که در آن هنگام یکی از بزرگترین کانون‌های دینی بود گرفت. گریگور تعداد زیادی حوزه‌های اسقف نشین، نه تنها در ارمنستان بلکه در کشورهای همجوار نیز دایر نمود و در واقع او بود که بر امر مسیحی کردن سرزمین گرجستان نظارت کرد. بعدها مبلغین ارمنی شروع به مسیحی کردن کشور آلبانیای قفقاز نمودند. گریگور مقدس و پادشاه تیرداد سوم تعداد زیادی کلیسا در نقاط مختلف کشور بنا کردند. بیشتر این کلیساها بناهای مستحکمی بودند که به دورشان حصارهای بلندی کشیده شده بود، و این خود یکی از ویژگی‌های این سرزمین است.
در حین مرگ گریگور (۳۲۵ میلادی) مسیحیت در ارمنستان گسترش یافته بود و از آن پس در طی سده‌ها الهام بخش زندگی بود. از آن پس شعار ملت ارمنی این بود:
«خدا، خانواده، میهن.»
«جی بورت» در کتاب ملت آرارات می‌نویسد:
«برای یک ملت کار کوچکی نبود که در زمانی مانند اوایل قرن چهارم چنین تصمیم عظیم و دلیرانه‌ای بگیرد، بدین معنی که به عنوان یک ملت نخستین جماعتی باشد که از طرز فکری کاملاً مخالف با فکر مردم دنیای آن روز پیروی کند. لیکن همینکه این تصمیم گرفته شد دیگر مسلم بود که مسیحیت بایستی برای ارمنیان متضمین معنایی بسیار وسیع تر از آن باشد که برای ملتهای دیگر داشت، ملتهایی که کشورشان بعدها یعنی در دورانی به دین مسیح درآمد که این آیین بر دنیای متمدن آن روز مسلط شده بود.»
- نبرد آوارایر

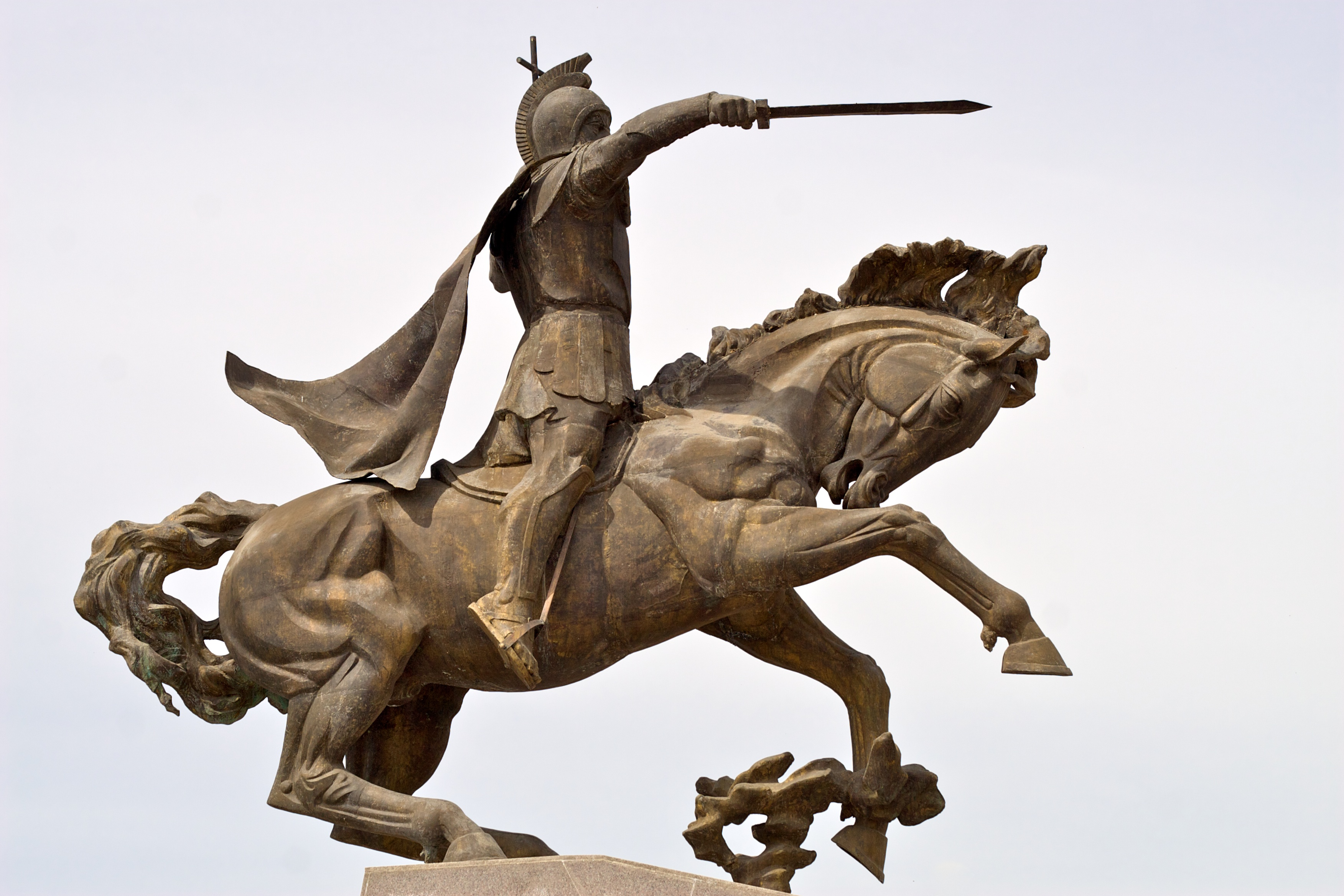
پیکره سوار بر اسب وارتان در پایتخت ارمنستان

وارتان مامیکونیان سعی کرد تا همهٔ خاندان‌های بزرگ ارمنی را همراه سازد. در نقطهٔ مقابل وی «واساک سیونی»، که یزدگرد به او وعدهٔ بالاترین مقام ارمنستان و حکومت آن را داده بود، تمام توان خود را برای همراه ساختن خاندان‌های قدرتمند ارمنستان با یزدگرد به کار بست. اما سرانجام وارطان موفق شد اکثر این خاندان‌های ارمنی را با خود همراه سازد و اعلام داشت تنها راه نجات ارمنستان نبرد در برابر نیروهای ساسانی است.
دربارهٔ تعداد سپاه ارمنستان بین مورخان اختلاف نظر وجود دارد. یغیشه وارداپت شمار آنان را شصت هزار شامل دو لشکر پیاده و سواره نظام دانسته‌است. تعدادی از روحانیان و حتی زنان نیز در این نبرد حاضر بودند. در این جنگ تمام سربازان حاضر در ارتش ارمنستان امکانات جنگی مرسوم آن زمان را نداشتند و حتی عده‌ای بدون لباس‌های جنگی، کلاه خود و نیزه در میدان نبرد حاضر شده بودند. وارطان سپاه خود را به سه بخش تقسیم کرده بود و خود فرماندهی سمت چپ سپاه را بر عهده داشت. ارتش ایران با شروع جنگ ابتدا سمت چپ سپاه ارمنستان را مورد هدف قرار داد. از آنجایی که مرکز فرماندهی ارتش ارمنستان در این نقطه قرار داشت این امر سبب هرج و مرج در دو بخش دیگر سپاه ارمنستان شد و به این ترتیب، ارتش ارمنستان در آستانهٔ نابودی قرار گرفت. در این هنگام وارطان تدبیری اندیشید و به لشکر فیل‌ها حمله برد. با نابودی بخش اعظمی از این لشکر به دست ارتش ارمنستان سپاه ایران انسجام خود را از دست داد اما در نهایت ارتش ساسانی فاتح این نبرد شد. سپاه ارمنستان در این جنگ تلفاتی سنگین داد و فرماندهٔ آن، وارتان مامیکونیان، کشته شد.

### قدرت نظامی ارمنستان

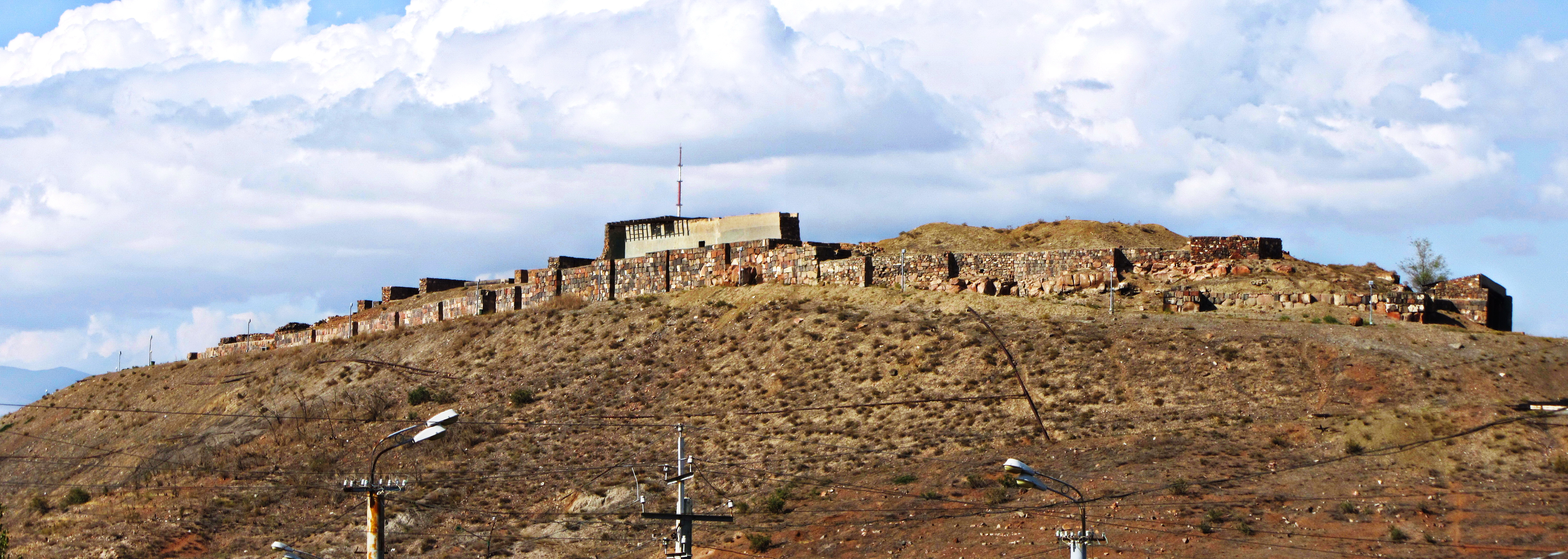
دیوارهای دژ اربونی

دژهای نظامی محل تجمع سپاه بودند و در نقاط دارای اهمیت سوق‌الجیشی برای محافظت از گذرگاه‌ها و گلوگاه‌های مهم ایجاد می‌شدند. به هنگام پادشاهی آرگیشتی اول فرزند منوآ برتپه آرماویر در بخش «کوردوکلین» به نام آرگیشتی هینیلی ساخته شد. بسیاری از سنگ‌نبشته‌های اورارتو که در آن‌ها از بنای دژها، پرستشگاه‌ها و احداث کانال‌های آبیاری سخن رفته از این ناحیه به دست آمده‌اند. در ساحل دریاچه سوان در ارمنستان دو دژ موجود است که سنگ‌نبشته‌های آن‌ها نشان می‌دهند که به دست اورارتوییان بنا شده‌اند. یکی از این دو دژ بر صخره بلندی بر فراز شهر «نوربایازت» (گاوار) جای دارد. دژ دیگر اورارتو بر کوهستانی که جلگه ساحل جنوبی دریاچه سوان را قطع می‌کند نزدیک دهکده «کولاگران» جای دارد. در این دهکده بر فراز دریاچه سنگ نوشته‌ای به خط میخی باقی مانده‌است که از بنای دژی به نام «خدای تیشبا» در این ناحیه سخن می‌گوید. از دژهای دیگر آرین برد و کارمیر بلور در اطراف ایروان می‌باشد. کارمیر بلور را روسای اول در سده هفتم پیش از میلاد به عنوان مرکز اداری و نظامی خویش برگزید و به افتخار خدای «تئی شاب» آن را «تئی شابانی» نامید.
سواره نظام‌های ارمنستان نه تنها برای دفاع از سرزمین‌های خود بلکه توسط امپراتوری‌های دیگر مانند: پارت. ایران. رم؛ و پنتوس مورد استفاده قرار می‌گرفت. ساسانیان از سواره نظام ارمنیان بهره می‌بردند. سمبات باگراتونی فرماندهی سواره نظام ارمنیان در ارتش ساسانی را بر عهده داشت. خسرو پرویز به پاس خدماتی که این فرمانده نظامی ارمنی برای ارتش ساسانی انجام داده بود او را به درجه سپهسالاری نایل کرد.
زرین کوب در کتاب «تاریخ مردم ایران» نوشته‌است که: 
«سمبات بگراتونی سردار ارمنی ایران توانسته خاقانات غربی ترک را شکست بدهد و وادار به عقب‌نشینی بکند و تمامی سرزمین‌های شرقی ایران را به‌دست گیرد.»
پلوتارک می‌نویسد: 
«کمانداران ارمنی می‌توانند از فاصله ۲۰۰ متری به‌طور مرگبار دشمن خود را از پای در بیاورند. رومیان تحسین و احترام خاصی برای روح جنگجویی و شجاعت سربازان ارمنی داشتند.»

مورخ رومی سالوستیوس کریسپوس دربارهٔ سواره نظام ارمنیان می‌نویسد: 
«اسب‌ها و زره‌های سواره نظام ارمنیان به‌طور قابل توجهی قوی و زیبا هستند. در ارمنستان از زمان‌های قدیم اسب اهمیت بسزایی داشته و مهم‌ترین بخشی از زندگی آنان را تشکیل می‌داده و به آنان (سربازان) در میادین جنگ یک نوع غرور جنگی می‌داده‌است.»
تیگران بزرگ برای گسترش مرزهای ارمنستان یک ارتش بزرگ را تشکیل داد. با توجه به کتاب جودیت، ارتش تیگران شامل ارابه و ۱۲٬۰۰۰ سواره نظام سنگین مجهز به نوعی زره که احتمالاً توسط سلوکیان و پارت‌ها استفاده می‌شده تجهیز شده بودند و همچنین ۱۲۰٬۰۰۰ پیاده‌نظام که ۱۲٬۰۰۰ نفر آن از کمانداران تشکیل می‌دادند. بخش عمده‌ای از ارتش تیگران بزرگ را از سربازان پیاده تشکیل شده بود. در زمان فرمانروایی تیگران دوم، قلمرو ارمنستان سه برابر گشت و ارمنستان به یکی از نیرومندترین حکومت‌های آن روز تبدیل شد.

### وضع اقتصادی و اجتماعی ارمنستان
در ارمنستان یک رژیم فئودالی برقرار بود. در زیر دست پادشاه ارمنستان نجبای جنگجویی بوده‌اند با حقوق و امتیازات نامحدود و با زمین‌های واگذار شده از طرف شاه. نجبای مذکور نه تنها سرداران جنگی شاه را به او می‌دهند بلکه عوامل دیگری نیز برای او تدارک می‌بینند، از جمله سواره نظام زره پوش معروف ارمنی؛ علاوه برطبقه ارمنیان قسمت اعظم کارمندان دیوانی را تأمین می‌کردند و کلیه ساکنان روستایی ارمنستان اصلی را تشکیل می‌دادند. برعکس به نظر می‌رسد که قسمت اعظم ساکنان شهرها، به ویژه در جنوب و مخصوصاً طبقه بورژوازی و بازرگانی و صنعتکاران از عوامل بیگانه بودند.
ارمنستان هنوز با سیستم دهقان خرده‌پای مالک یا کشتکار زمین که مدت‌ها نیروی کشاورزی و نظامی رم را تأمین می‌کرد، آشنا نشده بود. زمین‌ها به شاه تعلق داشت و به نجبا یا به زیارتگاه‌های مذهبی، و به وسیله دهقانانی کشت و زرع می‌شد که در واقع تابع نوعی سرواژ بودند. تنها آن عده از ساکنان ارمنستان از آزادی زیادی برخوردار بودند که در سرزمین‌های مرتفع زندگی می‌کردند و به جای کشاورزی به دامداری می‌پرداختند و در نتیجه یک زندگی نیمه چادرنشین داشتند. ساکنان روستانشین اکثریت عظیم سکنه ارمنستان را تشکیل می‌دادند.

آشفتگی‌های این دوران تأثیری نامساعد روی زندگی اقتصادی آن کشور گذاشت. با این وجود ارمنستان کشوری مرفه باقی ماند و این به دلایل موقعیت جغرافیایی که از آن یک خط رابط بین شرق و غرب ساخته بود و همچنین بازرگانانش. استرابون از نقش ارمنستان به عنوان یک کشور ترانزیت یاد می‌کند و تئودور مومسن می‌نویسد:
«ارمنیان نه تنها با مغرب زمین و بازارهای بزرگ آن در کیلیکیه و کاپادوکیه روابط تجاری مداوم داشتند بلکه با قفقاز و روسیه و همچنین از طریق دریای خزر با آسیای مرکزی و چین هم در ارتباط بودند و بدین گونه رابط بین شرق و غرب محسوب می‌شدند.»
این مبادلات بین مغرب زمین و آسیا، که قسمتی از آن از راه ارمنستان صورت می‌گرفت بیشتر روی کالاهایی از قبیل ابریشم، برنج، ادویه، مواد عطری و سنگ‌های قیمتی که از آسیای مرکزی و آسیای جنوبی و حتی از خاور دور می‌آمد انجام می‌شد. امپراتوری رم قسمتی از بهای این واردات را به سکه‌های نقره و طلا و قسمت دیگر را به‌طور پایاپای با اجناس ساخته شده تشریفاتی (مانند عطریات و جواهرات زینتی) که آسان قابل حمل و نقل بود می‌پرداخت. ارمنستان فلزاتی را که از معادن خود استخراج می‌کرد و اشیاء قلزی درست شده و کالاهای پشمی، فرش، شراب و پوست صادر می‌کرد.
در دوران سلطنت آخرین پادشاهان سلسله اشکانی ارمنستان و در طول مدت سلطه ساسانیان بر ارمنستان، این کشور همچنان به ایفای نقش بسیار مهم اقتصادی خود به عنوان رابط تجاری بین شرق و غرب ادامه داد. بر طبق قراردادی که بین دولت بیزانس و ساسانیان پس از تقسیم ارمنستان امضاء شده بود شهرهای آرتاشات و ارزروم و نصیبین بایستی مرکز داد و ستد باشند و از نوعی انحصار برای تجارت برخوردار گردند. در سده ششم ژوستینین یکم کوشید تا با گشودن یک جاده جدید ابریشم از طریق حبشه اهمیت اقتصادی ارمنستان و در نتیجه اهمیت اقتصادی ساسانیان را که وابسته به آن بود درهم بشکند؛ ولی این تلاش او به جایی نرسید. پروکوپیوس از شهر دوین به عنوان یکی از مراکز مهم تجارت بین آسیا و اروپا یاد می‌کند.
تجارت ترانزیتی یعنی با واسطه، در سده سوم و چهارم به ویژه توسط یهودیان مهاجر در ارمنستان انجام می‌گرفت. این یهودیان در شهرهایی که ساکن بودند قسمت عمده طبقه متوسط اهالی آن را تشکیل می‌دادند و حال آنکه نجبا و دهقانان آن شهرها کم و بیش به‌طور انحصار از ارمنیان بودند. به هنگام جنگ‌های ارمنستان و شاپور دوم تغییر فاحشی در اوضاع روی داد. جنگ‌های مورد بحث که بسیار سخت و خونین بودند موجب تخلیه و ویرانی شهرهایی شدند که همه رو به ضعف و زوال رفتند و اهمیت خود را نه تنها از نظر مرکزیت تجاری، حتی از لحاظ محل داد و ستدهای محلی و داخلی نیز از دست دادند. از آن پس وضع اقتصادی ابتدایی پیدا شد از نوع اقتصاد خودکفایی که هر منطقه و هر روستایی می‌بایست نیازهای خود را، خود برآورده و به نوعی خودکفا بشود. شاپور دوم بعد از اشغال ارمنستان، یهودیان را نیز که مجبور به تخلیه شهرهای ویران آن کشور شده بودند با خود به ایران نقل مکان داد چون شاه مایل بود که تجارت را در ایران متمرکز کند و وضع صنعتی کشور خود را گسترش دهد.

## سده‌های میانه

### حمله اعراب به ارمنستان

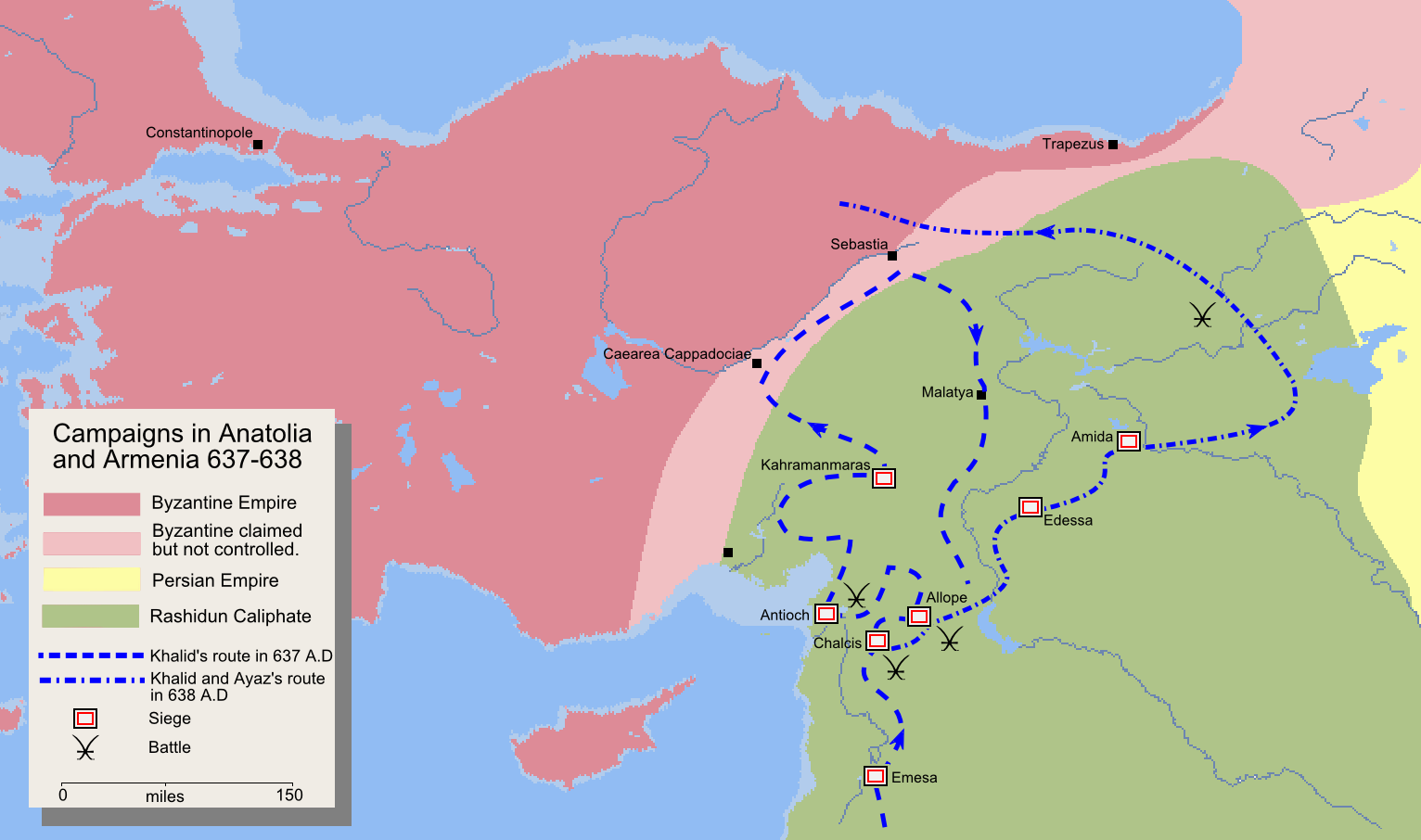
نقشه مسیر تهاجم خالد بن ولید به ارمنستان در ۶۳۸ میلادی

ارمنستان به مدت دو سده تحت سلطه خلافت راشدین باقی ماند و آنان تا اندازه‌ای خودمختاری امیرنشین‌های ارمنی را محترم شمردند؛ و در تلاش‌هایی که برای تصرف کامل ارمنستان کرده بودند با مقاومت سرسختانه‌ای روبرو شدند. حملات بزرگ آنان در سال‌های ۶۴۰ و ۶۴۲ میلادی توسط ارمنی‌ها به عقب رانده شد و نتیجه آن‌ها شکست خونین و پرتلفاتی برای اعراب بود. فرماندهی نیروهای ارمنستان با تئودوروس رشتونی، سردار ارمنی بود که شخصیت نظامی خود را در خدمت امپراتوری روم شرقی نشان داده بود.
اعراب یک فرماندار کل بر ارمنستان می‌گمارند که خود ژنرال رشتونی است و ارمنستان همچون در زمان ساسانیان عده‌ای سواره‌نظام از همان سواران معروف خود را در اختیار اعراب می‌گذارد تا در خدمت آنان با دشمنان بجنگند.
متن معاهده که در نامه‌ای از طرف خلیفه عرب بیان شده‌است:
«این پیمانی است منعقد بین من و شما برای تمام مدتی که شما مایل باشید. تا مدت سه سال من هیچگونه خراجی از شما نخواهم گرفت، و بعد از آن هم، شما هر چه دلتان خواست بدهید. سپس باید ۱۵۰۰۰ سوار در کشور خود برای ما مجهز کنید و نگاه دارید و هزینه آن را از مبلغ خراجی که باید به ما بپردازید بدهید. من این سواره نظام را به سوریه نخواهم خواست (یعنی خلیفه آن را در جنگ‌های خود با بیزانس بکار نخواهد برد) ولی باید در هر جای دیگری که من بخواهم بفرستمش عمل کند. من هیچ امیری به قلعه شما نخواهم فرستاد و هیچ افسر عربی و هیچ سواری به طرف شما اعزام نخواهم داشت. اگر یونانیان به شما حمله کنند من هر اندازه قوای کمکی که شما بخواهید برایتان می‌فرستم، و به خداوند سوگند یاد می‌کنم که در آنچه می‌گویم صادقم.»
این معاهده سخت مایه دلسردی و ناراحتی بیزانس شد، زیرا بیزانس در دفاع از خود ناتوان بود و سپاهیانش که در برابر موج لشکریان عرب می‌گریختند به این دل خوش کرده بودند که ارمنستان با ادامه دادن به دفاع از خود عمده قوای اعراب را معطل خواهد کرد و به او فرصت تجدید قوا خواهد داد. لیکن ارمنیان چنین قصدی نداشتند که برای دفاع از امپراتوری بزرگی که نشان داده بود توان دفاع از خود را ندارد خویشتن را فدا کنند.
جنبش‌های آزادی‌بخش در سده‌های ۹–۸ در اواخر سده ۷ و اوایل سده ۸ علیه خلفای عرب به وجود آمد و رهبری قیام را «گریگور مامیکونیان» بعهده گرفته و در سال ۷۴۸ میلادی. به عنوان فرمانروا و سپهبد ارمنیان منسوب شد و شهر کارین به عنوان مرکز قیام و فرماندهی انتخاب شد. اعراب شروع به تصفیه حساب با ناخارارها و مردم شرکت‌کننده در شورش کرده و به مقابله با مامیکونیانها پرداخت. قیام جدید در سال ۷۶۲ میلادی؛ وقتی که سردار عرب، با حمله به نواحی شرقی، استان واسپوراکان را ویران نموده و هزاران نفر را کشت، آغاز گردید. از ناخارارهای واسپوراکان، ساهاگ و هامازاسب آرتسرونی تواضع نیرومندی را تدارک دیدند. ساهاگ و هامازاسب با سپاه اندک، تا مرگ با دشمن که برتری چشمگیری از نظر نیرو داشت جنگید و سپس برادرشان گاگیک رهبری جنگ‌های رهایی‌بخش را به عهده گرفت و توانست سپاه عرب را شکست دهد.

### باگراتونیان
باگراتونیان از خانواده‌های بسیار قدیمی نجبای ارمنی بودند که اجداد آنان در کشور ارمنستان دوران سلسله اشکانی ارمنستان عنوان و امتیاز موروثی ریاست سواره نظام ارمنی را دارا بودند. در کتاب تاریخ ارمنستان موسس خورناتسی دربارهٔ ریشه و تبار آنان نوشته شده‌است که به پادشاهی وان بر می‌گردد و نام (دودمان باگراتونی) از استان باگرواند که یکی از استان‌های ولایت آیرارات می‌باشد برمی گردد. املاک عمده باگراتونی‌ها از یک طرف در بخش ایسپیر واقع در منطقه چورو نزدیک بایبورت قرار داشت و از طرف دیگر در منطقه‌ای که بین شهرهای فعلی نخجوان و جلفا (جمهوری آذربایجان) گسترده‌است. باگراتونی‌ها ملک سومی نیز داشتند و آن بخش «داروینک» بود که عبارت از منطقه فعلی دغوبایزید تا ماکو است.
در حدود سال ۸۵۰ میلادی سمبات یکم باگراتونی علیه اعراب قد برافراشت. چندین لشکر عرب درهم شکسته شدند و یکی از آن‌ها به وسیله کوه نشینان داوید ساسونی به کلی نابود گردید. لیکن خلفای بغداد موفق شدند لشکر بزرگی برای مقابله با سمبات اعزام دارند، و این لشکر به کمک امرای مسلمان کشورهای همجوار ارمنستان (آذربایجان و کردستان) توانست مقاومت سمبات را درهم بشکند. سمبات باگراتونی دستگیر و به بغداد فرستاده شد. آشوت یکم با سپاهیان خود که چهل هزار نفر بودند به مقابله لشکر دشمن که بالغ بر هشتاد هزار نفر می‌شد شتافت و در کرانه‌های ارس شکست سختی بر آنان وارد آورد. ارمنیان آن میدان جنگ را «میدان چله» یا نبرد چله نامیدند، زیرا در آنجا یک لشکر چهل هزار نفری از پس لشکری دو برابر خود برآمده بود. کامیابی آشوت باگراتونی، قدرت روزافزون او و ترقی سریع امپراتوری بیزانس با کوشش مجدانه امپراتور باسیلیوس یکم خلفای بغداد را بر آن داشت تا به دنبال گام اول گام دومی بردارند، این بود که در سال ۸۸۵ میلادی تاج پادشاهی برای شاهزاده آشوت باگراتونی فرستادند و او بنیان‌گذار سلسله باگراتونی و احیاکننده کشور مستقل ارمنستان بود عنوان آشوت یکم شاه شاهان ارمنستان و به قول اعراب لقب (سلطان السلاطین) یافت. باسیلیوس یکم نیز همینکه از این خیر آگاه شد به نوبه خود یک تاج پادشاهی برای آشوت فرستاد و بدین گونه آشوت یکم به جای یک تاج دارای دو تاج گردید.

### ارمنستان سلجوقی

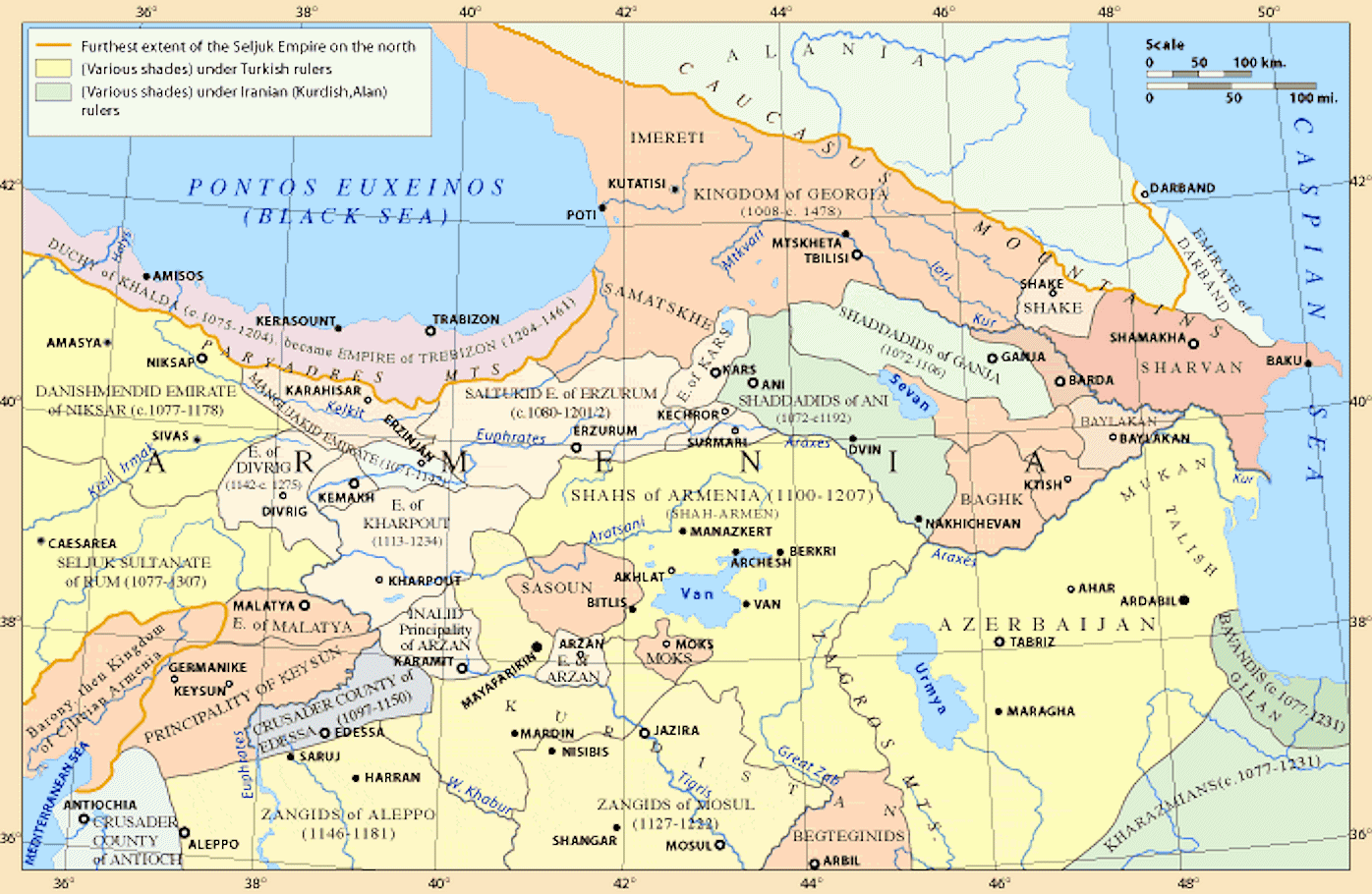
ارمنستان در دوران سلطه سلجوقیان، تصرف شهر آنی توسط شدادیان، شهر گاندزاک تحت تصرف ارمن‌شاهان، تصرف شهر ارزروم توسط بنی سلدق و منطقه پادشاهی آرتساخ تحت سلطه سلجوقی‌ها

ارمنستان سلجوقی اشاره به سال‌های نخست سده یازدهم میلادی دارد که ارمنستان از شرق و غرب مورد تخت و تاز سلجوقیان و امپراتوری بیزانس قرار گرفت.
امپراتوری بیزانس، که متوجه نفوذ سلجوقیان به سمت غرب شده بود، در صدد برآمد تا با تصاحب ارمنستان و ایجاد نیروی نظامی عظیمی در آسیای صغیر، مانعی جدی در برابر حملات آتی سلجوقیان ایجاد نماید. پادشاه ارمنستان، گاگیک یکم، درگذشت و چون جانشینی برای خود تعیین نکرده بود سبب شد تا بین دو فرزندش، هوهانس-سمبات سوم و آشوت چهارم، برای تصاحب تاج و تخت پادشاهی، اختلاف به وجود آید. در اندک زمانی پس از مرگ وی، درباریان و نظامیان به پیروی از هریک از مدعیان حکومت به دو دسته تقسیم شدند و نبردی سنگین بین آنان درگرفت که تا مدت‌ها ادامه یافت. هر دو مدعی متحمل تلفاتی سنگین شدند هیچ‌یک و به هیچ قیمتی حاضر نبودند از مواضع خود عقب بنشینند تا اینکه سرانجام، با مداخلهٔ پادشاه گرجستان، دو برادر با یکدیگر آشتی کردند و قلمرو مستقل باگراتونی بین آنان تقسیم شد.
بر این اساس، هوهانس-سمبات سوم، به منزلهٔ پادشاه ارمنستان، در آنی، پایتخت دولت باگراتونی، تاجگذاری کرد و به جز شهر مذکور، اکثر ولایت مهم ارمنستان نیز در قلمرو حکومت او قرار گرفت. بخشی از ولایت مرزی، از جمله سرزمین‌هایی که در مرز ایران قرار داشت، نیز به آشوت چهارم، که اکنون مقام ولایتعهدی را نیز به خود اختصاص داده بود، رسید. به این ترتیب، سرزمین مستقل ارمنستان به دو بخش تقسیم شد و یکپارچگی خود را از دست داد. در اواخر ۱۰۳۹ میلادی، آشوت چهارم در گذشت؛ در همین زمان سپاهی به فرماندهی شخصی به نام «ابوالاسور»، که از سوی بیزانس حمایت می‌شد، مرزهای ارمنستان را مورد تهاجم قرار داد.
هوهانس سمبات، با کمک گرجی‌ها، سپاهی فراهم آورد و توانست طی نبردهایی بر لشکریان ابوالاسور پیروز شود، اما پس از مدتی به سختی بیمار شد و سرانجام در اواخر ۱۰۴۰ میلادی درگذشت و از آنجا که جانشینی برای خود تعیین نکرده بود، با مرگ وی، جنگ‌های داخلی در ارمنستان، به قصد تصاحب قدرت، میان زمینداران بزرگ و فرماندهان نظامی قدرتمند آغاز شد. امپراتور جدید بیزانس، میخائیل پنجم، نیز، که بر اساس پیمان قدیمی این دولت با ارمنستان به‌طور رسمی خود را وارث تاج و تخت پادشاهی باگراتونی می‌دانست، برای تصاحب آن با سپاهی عظیم به سوی ارمنستان حرکت کرد اما با مقاومت شدید لشگریان ارمنستان به رهبری واهرام پاهلاوونی مواجه شد و به سرعت شکست خورد. پس از مدتی، واهرام پاهلاوونی به همراهی برخی بزرگان کشور برادرزادهٔ هوهانس سمبات؛ یعنی، فرزند آشوت چهارم، گاگیک دوم، را، که هجده سال بیشتر نداشت، به منزلهٔ وارث تاج و تخت باگراتونی، پادشاه ارمنستان اعلام کرد.
در ۱۰۴۷ میلادی، طغرل بیک سپاه دیگری را به سرزمین ارمنستان گسیل داشت. این سپاه، که متشکل از بیست هزار نیروی سواره بود، قصد آن داشت تا ولایت واسپورکان را به تصرف درآورد. طی چندین نبرد پیاپی، در طول یک سال، سپاه سلجوقی موفق به تسخیر ۲۴ ناحیهٔ مهم این منطقه شد و غنائم بسیاری را ازآن خویش ساخت. پس از چندی، نیروهای بیزانسی از نواحی دیگر وارد واسپورکان شدند و ارتش سلجوقی، که پس از چندین، جنگ سخت و درازمدت، دیگر رمقی برای مقابله نداشت، در برابر آنان شکست خورد و به سمت دوین عقب نشست. طغرل بار دیگر با ارتشی نیرومند به سوی ارمنستان حمله کرد. این نبردها نیز یک سال به طول انجامید و ارتش بیزانس در برابر نیروهای سلجوقی متحمل شکست و تلفات فراوان شد.
در اواسط زمستان ۱۰۶۳ میلادی، سپاه آلپ ارسلان از شهر ری به سمت استان واسپورکان ارمنستان حرکت کرد و در مرند، اردو زد. اندکی بعد، نیروهای جنگی امرای آذربایجان و شروان نیز به او پیوستند و پس از چند روز، با عبور از رودخانهٔ ارس به نخجوان رسیدند. سپس او سپاه خود را به دو دسته تقسیم کرد. بخشی را به فرماندهی فرزندش ملک‌شاه یکم و وزیرش، خواجه نظام‌الملک به نواحی مرکزی ارمنستان فرستاد و خود در رأس سپاهی دیگر رهسپار گرجستان شد.
سپاه ملکشاه، پس از تصرف بخش بزرگی از نواحی مرکزی ارمنستان، شهرها و قلعه‌های مهم آن به لشگریان آلپ ارسلان پیوست و این سپاه بزرگ آمادهٔ حمله‌ای گسترده به گرجستان و نواحی شمالی ارمنستان شد. آلپ ارسلان گرجستان را به تصرف درآورد و نیروهای بیزانسی نیز نتوانستند در برابر سپاه او مقاومت کنند. او در اواخر زمستان ۱۰۶۴ میلادی، به سمت آنی حرکت کرد.
آلپ ارسلان در اوایل ۱۰۷۰ میلادی، بار دیگر از مسیر نواحی جنوب شرقی ارمنستان راهی متصرفات بیزانس، در آسیای صغیر، شد. این بار هدف اصلی او تصرف قلعه‌های واقع در ملازگرد بود. با تصرف این ناحیه او به راحتی می‌توانست به سرزمین‌های اصلی تحت سلطهٔ بیزانس دست یابد. از سوی دیگر، امپراتور بیزانس، بدون آنکه از مقصود اصلی آلپ ارسلان آگاه باشد، با سپاهی بزرگ به طرف نواحی شرقی به راه افتاد. نبردهایی متعدد بین نیروهای بیزانسی و سلجوقی درگرفت. در نبردهای نخست نیروهای بیزانسی موفق شدند ارتش سلجوقی را شکست دهند اما ارتش بیزانس، به دلیل اختلاف بین سردارانش، خیلی زود دچار آشفتگی شد و در پی آن بسیاری از سرداران نظامی به همراه سربازانشان میدان نبرد را ترک کردند و در نتیجه، امپراتور بیزانس، رومانوس چهارم، با لشکر اندک خود در برابر نیروهای سلجوقی شکست خورد.
شکست بیزانس در نبرد ملازگرد به مثابهٔ پایان حکومت این امپراتوری در ارمنستان بود. پس از این نبرد، سلجوقیان علاوه بر تصرف ملازگرد نواحی مرکزی و غرب آسیا را نیز از آن خویش ساختند و به این ترتیب، سراسر سرزمین ارمنستان تحت سلطهٔ سلجوقیان قرار گرفت.

### ارمنستان زاکارید

موقعیت زاکاریانها در سده سیزدهم

ارمنستان زاکارید از اواسط سده یازدهم میلادی، از نواحی جنوب ارمنستان، به گرجستان مهاجرت کرده بودند. آن‌ها در اندک زمانی در دیوان نظامی و سیاسی گرجستان نفوذ کردند و به مقامات بالایی دست یافتند تا جایی که پادشاه گرجستان سرزمین‌هایی را تحت مالکیت آن‌ها قرار داد. خاندان زاکاریان بخش بزرگی از نیروها و خاندان‌های نظامی ارمنستان را به سوی خویش جذب کردند و آن‌ها را متقاعد ساختند که در کنار ارتش گرجستان و ضد امرای سلجوقی وارد نبرد شوند. ارتش گرجستان به فرماندهی سرداران ارمنی توانست در نخستین جنگ‌های خود برخی از سرزمین‌های مجاور گرجستان را که تحت سلطهٔ گروهی از امرای سلجوقی بود به تصرف درآورد که ادارهٔ این مناطق به یکی از مقامات ارشد خاندان‌های ارمنی سپرده شد. در ۱۱۸۵ میلادی، امیر سارکیس زاکاریان، از چهرهای نظامی برجستهٔ این خاندان، به فرماندهی کل ارتش گرجستان انتخاب شد. او به همراهی دو فرزند خود، زاکاره و ایوانه که آن‌ها نیز فرماندهی بخش‌هایی از ارتش گرجستان را بر عهده داشتند، بسیاری از مناطق شمالی ارمنستان را از دست امرای سلجوقی خارج ساخت و خود در مقام امیر، ادارهٔ این نواحی را بر عهده گرفت.
زاکاره در ۱۱۹۶ میلادی، به گنجه حمله کرد و بخش‌هایی از آن را از تصرف حاکم آن، ابوبکر، خارج ساخت. در پی این حمله ابوبکر با لشگریان خود به نبرد سپاهیان گرجی و ارمنی رفت. در جنگ سختی که در دشت‌های نزدیک گنجه اتفاق افتاد ارتش گرجی ارمنی به فرماندهی زاکاره و ایوانه موفق شدند سپاهیان امیر ابوبکر را شکست دهند و بر گنجه تسلط یابند. پس از چندی نیز روستاها و شهرهای واقع در دشت آرارات را فتح کردند. در فاصلهٔ ۱۱۹۹–۱۲۰۱ میلادی ارتش گرجی-ارمنی شهرهای آنی و دوین را نیز از حوزهٔ حاکمیت امرا خارج ساخت. پس از این پیروزی‌ها، ملکهٔ گرجستان، ملکه تامار حکومت آنی را به زاکاره و شهر دوین را نیز به برادرش ایوانه واگذار کرد. ارتش گرجی ـ ارمنی طی نبردهای متعدد تا ۱۲۰۷ میلادی نواحی قارص و ملازگرد و قلعه‌های واقع در آن را نیز فتح کرد. سپس، رهسپار رودخانهٔ ارس شد و برخی از قلعه‌های واقع در مجاورت آن را نیز، که در دست نیروهای سلجوقی بود، بازپس گرفت.
به این ترتیب، تا اواخر ۱۲۲۵ میلادی، اکثر نواحی ارمنستان، که در دست امرای سلجوقی بود، به دست نیروهای گرجی ـ ارمنی فتح و حاکمیت آنها، از سوی ملکهٔ گرجستان، به خاندان ارمنی زاکاریان واگذار شد. از این پس، خاندان زاکاریان حکومت ارمنستان را در دست گرفتند. آنان ارمنستان را به شیوهٔ فئودالی اداره می‌کردند اما از لحاظ سیاسی و نظامی ارمنستان جزئی از پادشاهی گرجستان به‌شمار می‌آمد.

### حمله مغول به ارمنستان

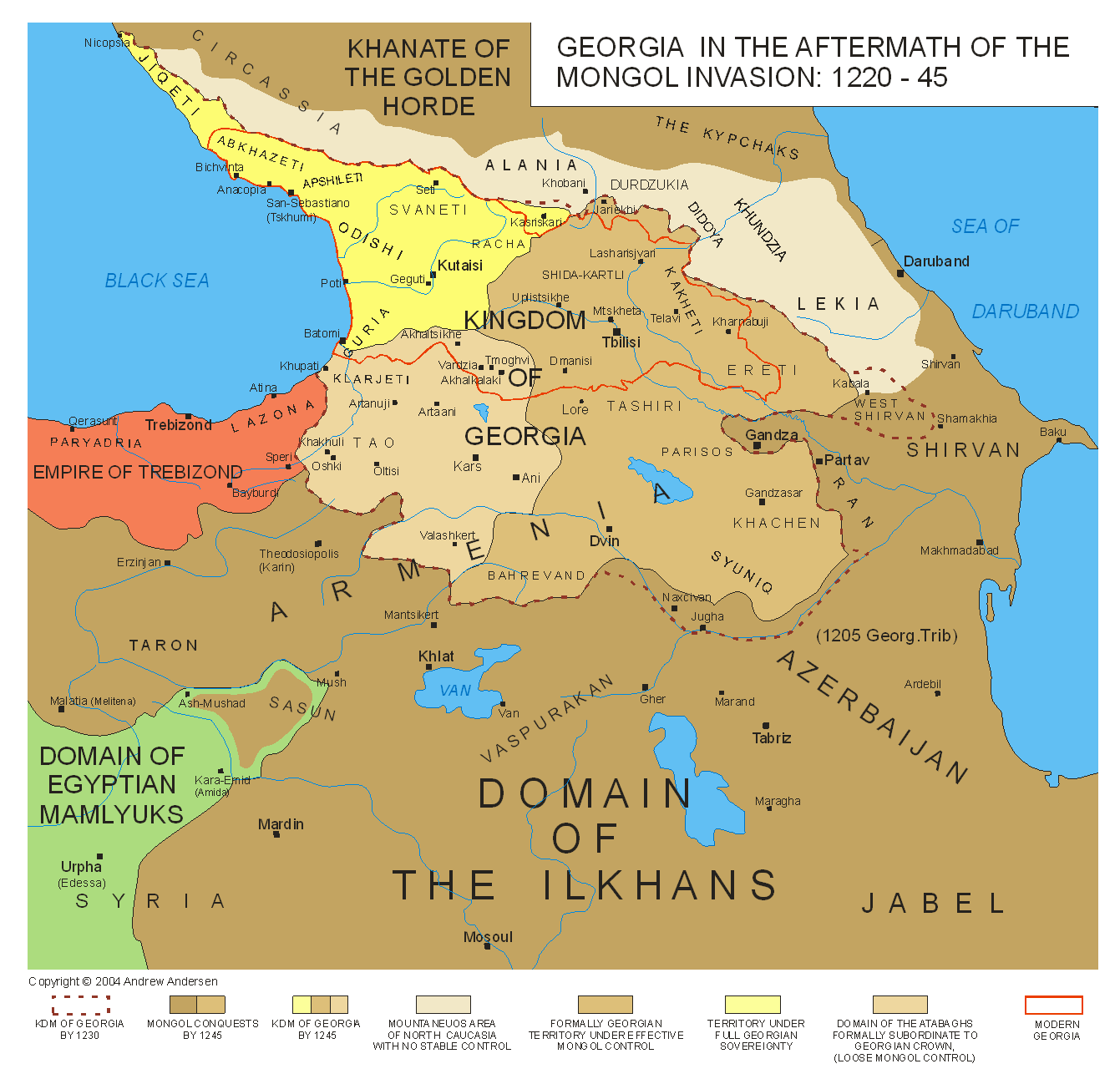
گرجستان (و ارمنستان) در پس از حمله مغول (۱۲۲۰–۱۲۴۵)

مغولان در سال ۱۲۳۶ میلادی لشکر کشی عظیمی را به طرف قفقاز جنوبی و ارمنستان آغاز نمودند. قشون سی هزار نفری مغولان در دشت مغان با تقسیم به گروه‌های مجزا آلبانیای قفقاز، گرجستان و ارمنستان یورش بردند. یکی از دسته‌ها استان سیونیک را اشغال و ویران می‌کند و ایشخان اُربلیان را مجبور به قبول اطاعت از مغولان می‌نماید. استان‌های جنوبی و غربی ارمنستان در سال‌های ۱۲۴۲ تا ۱۲۴۵ میلادی فتح می‌شوند. قشون مغول در سال ۱۲۴۲ میلادی به فرماندهی بایجو نویان به سختی می‌تواند مقاومت دوماهه ساکنان کارین را در هم شکسته شهر را تصرف و ویران نماید. سلطه مغولان نتایج وخیمی داشت بسیاری از مناطق و شهرهای ارمنستان ویران و خالی از سکنه شد. در سال‌های ۱۲۵۹ تا ۱۲۶۱ میلادی قیام جدید ملل ارمنی و گرجی به رهبری داویت پادشاه گرجستان بوقوع پیوست. از ایشخان‌های ارمنی، زاکاریان‌ها در قیام شرکت کرده بودند. قیام کنندگان چندین حمله بر روی دسته‌های مغول انجام می‌دهند. آن‌ها قادر می‌شوند قسمتی از قشون آن‌ها را نیز که علیه قیام کنندگان حملات تنبیهی آغاز کرده بود نابود سازند.

### پادشاهی ارمنی کیلیکیه
پادشاهی ارمنی کیلیکیه به (ارمنی کلاسیک Կիլիկիոյ Հայոց Թագաւորութիւն به لاتین Kilikio Hayots Tagavorutyun) یا به عنوان ارمنستان جدید یا ارمنستان کوچک نیز شناخته شده‌است. سرزمین کیلیکیه یکی از سکونتگاه‌های کهن بشری است که نام آن در بسیاری از متون مربوط به دورهٔ باستان به ثبت رسیده و به سبب موقعیت حساسش همواره در طول تاریخ مورد توجه فاتحان بوده‌است. در سده یازدهم میلادی با ظهور حکومتی ارمنی در سرزمین کیلیکیه که در اندک زمانی تبدیل به قدرتی مستقل با ابعاد نظامی، سیاسی و فرهنگی در خور توجهی شد به گونه‌ای که بخش اعظمی از حوادث مربوط به پادشاهی کیلیکیه درمتون تاریخی مورخان اروپایی هم روزگار آن در ذیل عنوان‌های بارون‌نشین جدید ارمنی، ارمنستان جدید یا ارمنستان کوچک به نگارش درآمد و تا سده‌های بعد نیز مورد بررسی قرار گرفت.
بر اساس متون تاریخی ارمنی از ابتدای سده یازدهم میلادی جمعیت انبوهی از ارمنیان شهرها و روستاهای مختلف ارمنستان پس از حملات سپاهیان بیزانس مجبور به ترک سرزمین خویش شدند و به سوی سرزمینی امن تر مهاجرت کردند. سرزمین کیلیکیه به دلیل موقعیت جغرافیایی خاص خود، که نوید سرزمینی آرام و امن را می‌داد بیشتر مورد توجه مهاجران ارمنی قرار گرفت و روز به روز بر شمار ارمنیانی که به این سرزمین مهاجرت می‌کردند افزوده شد. به گونه‌ای که در دههٔ چهل سده یازدهم میلادی و در پی مهاجرتها و سکونت ارمنیان در نواحی مختلف کیلیکیه چندین امیرنشین ارمنی در این ناحیه تشکیل شد که همگی آن‌ها خاستگاهی فئودالی داشتند و متعلق به یکی از خاندان‌های بزرگ ارمنستان بودند. پس از مدتی نه چندان طولانی و در اواخر نیمهٔ نخست سده یازدهم میلادی، سرداران نظامی ارمنی مسئولیت ادارهٔ برخی قلعه‌های نظامی مهم کیلیکیه را در دست گرفتند و به این ترتیب، با شکل‌گیری نخستین نشانه‌های تمرکز و توسعهٔ قدرت، امیرنشینهایی ارمنی به وجود آمد و زمینهٔ لازم برای ایجاد امارتی مستقل و متحد را فراهم ساخت.
در اواخر سال ۱۰۸۰ میلادی شاهزاده روبن، از امرای نامی ارمنی که در قلعه‌ای در ناحیهٔ شمال کیلیکیه اقامت داشت، به همراهی برخی دیگر از نجبای ارمنی و سپاهیان خود و به منظور دستیابی به حکومتی مستقل در برابر امپراتوری بیزانس قیام کرد و وارد نبردهایی سخت و طولانی با لشگریان بیزانس شد. او با تمامی امیرنشین‌های ارمنی، که در نواحی مختلف بخش کوهستانی کیلیکیه ساکن بودند، پیمان اتحاد بست و به یاری آن‌ها توانست برخی از قلعه‌های واقع در بخش کوهستانی کیلیکیه را نیز از آن خویش سازد و در نهایت، با رهبری مطلق خود حکومتی مستقل تشکیل دهد. این حکومت درآغاز عنوان دودمان روبنی را به خود اختصاص داد اما بعدها از آن با نام حکومت ارمنی کیلیکیه یاد شد و البته در برخی منابع اروپایی به صورت بارون‌نشین ارمنی کیلیکیه نیز عنوان شده‌است. روبن تا ۱۰۹۵ میلادی حکومت کرد و پس از او فرزندش، کنستانتین اول، قدرت را درست گرفت.

### دودمان هتومی

نشان و پرچم هتومی‌ها

لوون دوم پادشاهی ارمنی کیلیکیه پسر نداشت، فقط دختری داشت به نام زابل که پس از مرگ پدرش در ۱۲۲۰ برتخت سلطنت نشست و یک شورای نیابت سلطنت هم دستیار او شد. در واقع ارمنستان جدید در طول شش سال بعد (۱۲۲۰–۱۲۲۶) به وسیله یکی از آن نایب السلطنه‌ها یعنی کنستانتین اداره می‌شد که از سرداران قدیمی لوون دوم بود و زمام همه امور مملکت را در دست خود گرفت؛ او یکی از خانواده‌های مشهور ارمنی به نام «هتوم» اهل لامپرون منسوب بود، خانواده‌ای که پیش از آنکه از خانواده دودمان روبنی بشود مدت‌ها یکی از عوامل نفوذ امپراتوری روم شرقی در کشور پادشاهی ارمنی کیلیکیه به‌شمار می‌رفت. همینکه لوون دوم وفات یافت کنستانتین ناگزیر شد از کشور در برابر نظرات سوء مردی از حکمرانان انطاکیه که مدعی بود از خانواده روبن ارمنی است دفاع کند. آن مرد به کیلیکیه وارد شد و حتی شهر تارس را نیز اشغال کرد، لیکن کنستانتین در مامیسترا شکست داد و او را اسیر کرد.
کنستانتین که در فکر به شوهر دادن زابل و پیدا کردن پادشاهی برای کشور ارمنستان جدید بود زابل را به فیلیپ پسر بوهموند امیر انطاکیه شوهر داد، و فیلیپ همینکه پس از ازدواج با زابل بر تخت سلطنت ارمنستان نشست معلوم شد که آلت دست پدرش است و سیاستش آشکارا بر این مدار دور می‌زند که عمال لاتینی را جانشین ارمنی کند و ارمنستان جدید را به انطاکیه ضمیمه نماید.
کنستانتین وقتی چنین دید فیلیپ را از ارمنستان بیرون راند و زابل را به عقد پسر خودش هتوم درآورد.
هتوم که از ۱۲۲۶ تا ۱۲۷۰ میلادی سلطنت کرد مؤسس سلسله هتومی شد سلسله‌ای که به جای سلسله روبنی – دودمان باگراتونی زمام امور کشور را در دست گرفت.

### دودمان لوزینیان

نشان ملی پادشاهان لوزینیان

با مرگ لوون پنجم از دودمان هتومی که فرزندی از خود برجای نگذاشت تاج و تخت کشور ارمنستان به خانواده لوزینیان منتقل گردید. این خانواده که از نجبای بزرگ فرانسوی بودند در آن زمان هنوز بر سرزمین جزیره قبرس سلطنت می‌کردند و دولتشان آخرین دولت لاتینی منبعث از صلیبیون بود که در خاورزمین باقی‌مانده بود. حقوق این خانواده بر تاج و تخت ارمنستان جدید از ازدواج زابل خواهر هتوم دوم پادشاه ارمنستان با آموری دوتیر برادر هانری دوم پادشاه قبرس ناشی شده‌است. دو پسر از این وصلت نتیجه شده بود به اسامی ژان و گِی، که هر دو به خدمت دولت بیزانس درآمده بودند. پس از مرگ لوون چهارم، «ژان» به ارمنستان آمد و برای دوره کوتاهی نایب‌السلطنه کشور شد. دیری نگذشت که برادرش «گی» به او ملحق شد و به عنوان پادشاه جدید ارمنستان تاجگذاری کرد. «گی» با جلوس بر تخت سلطنت ارمنستان سلسله پادشاهی جدیدی را بنیان گذاشت که نام سلسله (دودمان) لوزینیان نام گرفت.

### ارمنستان در اواخر سده ۱۴ و اوایل سده ۱۵

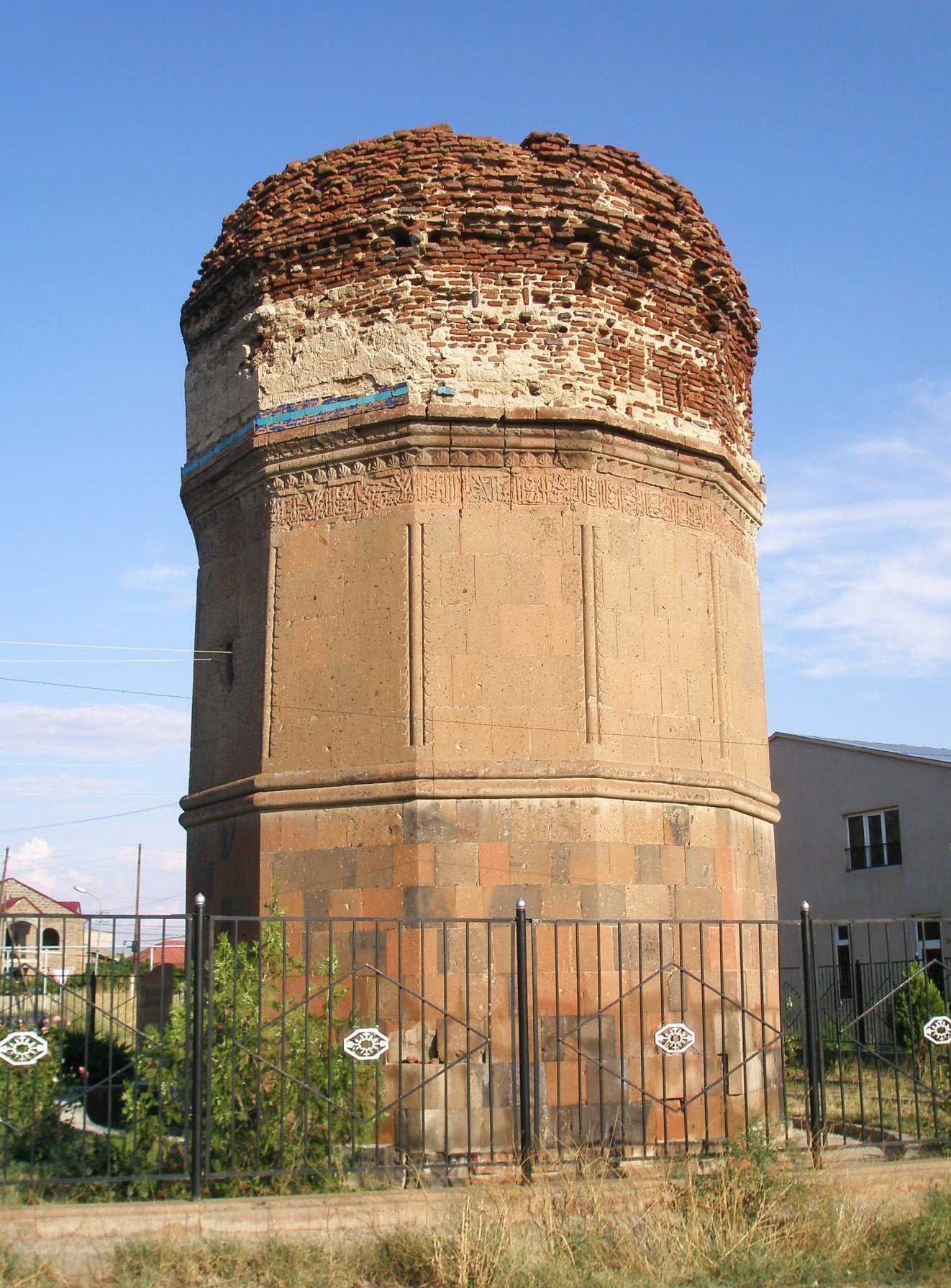
آرامگاه متعلق به قراقویونلوها سال ۱۴۱۳ میلادی در شهر روستای آرگاواند در استان آرارات

ارمنستان در اواخر سده ۱۴ و اوایل سده ۱۵ مورد حمله و تاخت و تاز اقوام کوچ‌نشین قرار گرفت. تیمور لنگ در بین سال‌های ۱۳۶۰ تا ۱۳۷۰ میلادی توانست کشورهای متعدد من جمله قفقاز جنوبی را به تصرف خود درآورد. قشون تیمور لنگ برای اولین بار در سال ۱۳۸۶ میلادی به ارمنستان رخنه کرد. آن‌ها لشکرکشی‌های خود را در سال بعد و سپس در سال‌های دهه نود تکرار کرده، کم و بیش تمام مناطق کشور را به ویرانی کشاندند.
«در سال ۱۴۰۰ میلادی شهر سباستیا را اشغال و آن را ویران نمود، همه را از دم تیغ گذراند، زنان و کودکان بسیاری را اسیر کرد و سه هزار مرد را که علیه او جنگیده بودند به‌طور فجیعی به قتل رساند.»
اقوام کوچنشین قراقویونلو از سال ۱۴۱۱ تا ۱۴۶۷ میلادی و آق قویونلو از سال ۱۴۶۷ تا ۱۵۰۲ میلادی بر ارمنستان مسلط و حاکم شدند برای تصاحب بیشتر سرزمین‌ها اغلب با خودشان می‌جنگیدند کشور را ویران و ساکنان را غارت می‌کردند.

### رویدادهای ارمنستان در دوران سده‌های میانه
- جنبش پاولیکیان

جنبش پاولیکیان یا پولیسیان‌ها (به ارمنی Պավլիկյան շարժում - به انگلیسی Paulicianism)، جنبش گسترده دهقانی بود که از سده هفتم تا سده نهم میلادی به علت نابرابری‌های اجتماعی و حقوقی، بی عدالتی‌ها و ستم‌های گسترده پا گرفت و ادامه یافت.
از سده‌های چهارم و پنجم میلادی فئودال‌ها و اسقف‌ها و سران کلیساها بخش گسترده‌ای از خاک ارمنستان را به تیول (واگذاری زمین و ملک به کسی از طرف پادشاه که آن شخص از طریق مالیات آن ملک برای خود درآمدی فراهم می‌آورد)، خود بدل کرده بودند. مرغوب‌ترین و حاصلخیزترین اراضی و مزارع کشور در اختیار بیش از پنجاه طایفه ناخاراری و کلیساها قرار داشت. وضع دهقانان آزاد و وابسته به زمین بی شباهت به وضع بردگان اعصار گذشته نبود. انواع مالیات‌ها که به بیش از ۳۰ نوع مالیات می‌رسید، روزگار را بر دهقانان و زحمتکشان ارمنی تلخ کرده بود. همین بی عدالتی‌ها و ستم‌ها بود که از سده هفتم تا یازدهم میلادی مایه چندین جنبش پرقدرت دهقانی شد که در میان آن‌ها جنبش‌های دهقانی موسوم به جنبش پاولیکیان و جنبش تندراکیان از اهمیت ویژه‌ای در تاریخ ارمنستان برخوردار است.
- جنبش تندراکیان

جنبش تُندراکیان (به ارمنی Թոնդրակեաններ - به انگلیسی Tondrakians)، جنبش گسترده دهقانی بود که از سده دهم تا سده یازدهم میلادی به علت نابرابری‌های اجتماعی و حقوقی، بی عدالتی‌ها و ستم‌های گسترده پا گرفت و ادامه یافت؛ این جنبش ادامه جنبش پاولیکیان بود که از سده هفتم تا سده نهم صورت گرفته بود.

### قدرت نظامی ارمنستان

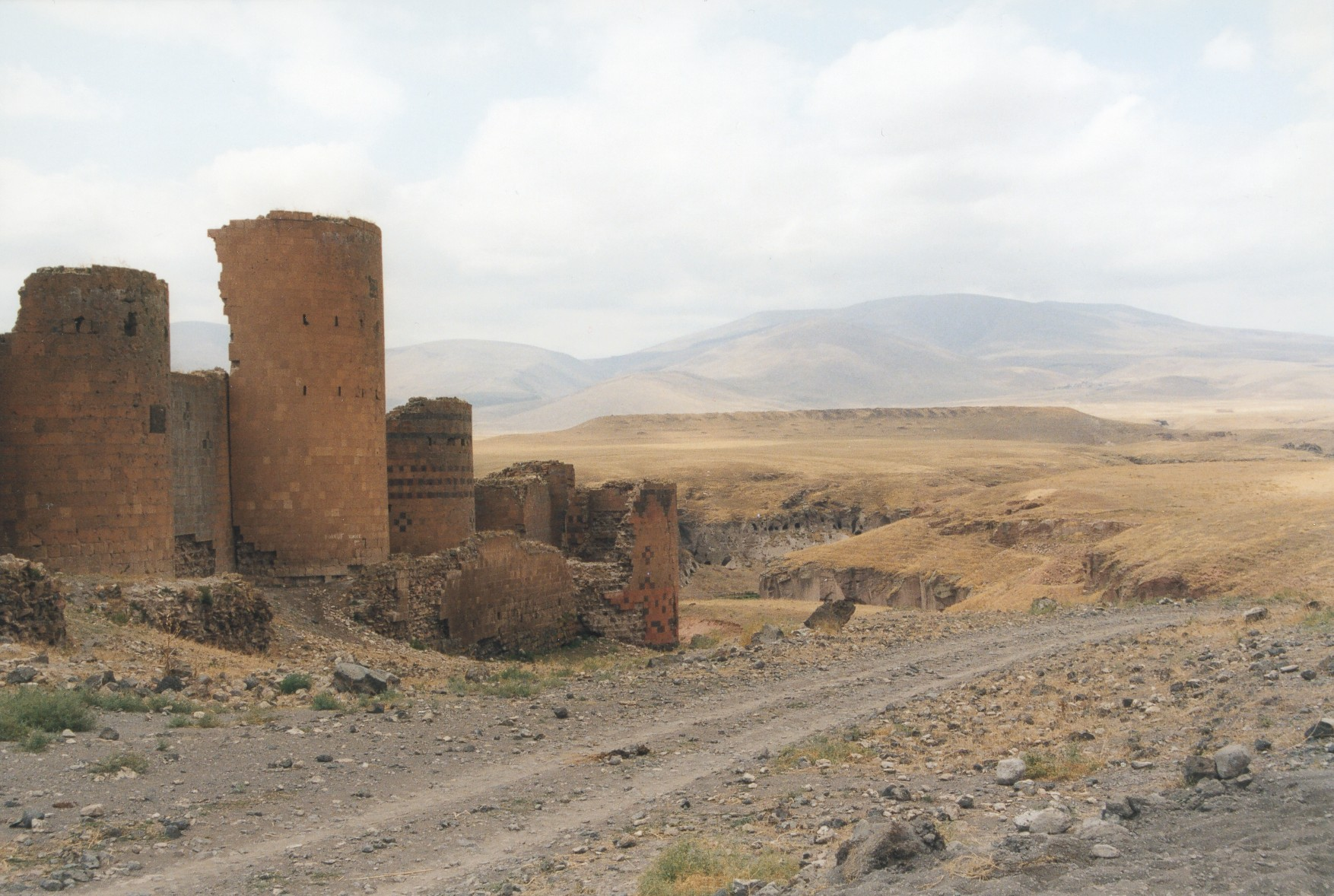
استحکامات شهر آنی

آرامشی که در حدود یک سده در سر تا سر ارمنستان حاکم شد فرصتی مناسب در اختیار شاهان دودمان باگراتونی قرار داد تا به بهترین شیوه‌های ممکن به آبادانی و پیشرفت شهر آنی همت گمارند. آشوت سوم اولین پادشاه باگراتونی بود که تغییراتی اساسی در شهر آنی به وجود آورد. او در داخل شهر اقدام به ساخت استحکامات و قلعه‌های نظامی‌کرد و قصد داشت این استحکامات را به منزلهٔ سد دفاعی کاخ‌ها و اقامتگاه‌های سلطنتی به کار برد اما با درگذشت وی ساخت بناهای سلطنتی نیز نیمه تمام ماند. پس از آشوت، سمبات دوم، جانشین او، کار ساخت و ساز شهر را ادامه داد اما او پیش از ساخت اقامتگاه‌های عظیم سلطنتی اقدام به ایجاد دیوارهایی در اطراف شهر به طول ۲/۵ کیلومتر کرد تا شهر را در برابر حملات احتمالی حفاظت کند.
ژاک دو مورگان می‌نویسد: 
«ما در اروپا تعدادی شهر داریم که هنوز به دورشان آن استحکامات و برج و باروهای قرون وسطی دیده می‌شود؛ ولیکن هیچ منظره‌ای قابل مقایسه با منظره آنی از لحاظ تأثیر عمیقی که این شهر مرده به دیدارکننده خود می‌بخشد نیست، شهری که در میان سکوت و انزوای عظیمی محو شده‌است و هنوز زخمهای عمیقی را که به هنگام نزاع برداشته بود به تن دارد. آنی در دوران پادشاهی باگراتونی شهری بود بزرگ و زیبا و مزین به بناهای باشکوه کلیساها و کاخ‌ها و دژهای زیبای ساخته از سنگ‌های آتشفشانی رنگارنگ، کلیسای جامع شهر و کلیساهای مختص به حواریون و به قدیس سن گریگور روشنگر و نجات بشر از بناهای عمده مذهبی بودند، لیکن تعداد نمازخانه‌ها بی حساب و بقدری زیاد بود که ساکنان شهر طبق عادت به هزار و یک کلیسای آنی قسم می‌خوردند. خرابه‌های این بناهای ویران شده هنوز پا برجاست، در حالی که ساختمان‌های خصوصی در زیر آوار محو شده‌اند. این شهر که امروزه دیدار از خرابه‌های آن بدون احساس یک تأثر جانگداز میسر نیست کار تنها یک پادشاه یا فرمانروا نبوده بلکه نتیجه زحمت همه شاهان باگراتونی بوده که از آراستن پایتخت خود لذت می‌بردند، آنی مظهر شخصیت ارمنی بود که مدت‌های مدیدی به هم آمیخته بود. باگراتونی‌ها با بالا بردن و رساندن شهر آنی به مقام پایتخت‌های بزرگ برای ملت ارمنی مرکز و کانونی درست کرده بودند که آن وقت‌ها تصور می‌کردند جاودانی خواهد بود. آنی تبدیل به قلب ارمنستان می‌گردید.»
در زمان سلطنت آشوت سوم مجهز به ۹۰٬۰۰۰ نفر سرباز آماده به جنگ شد این رقمی بود که ارتش ارمنستان از زمان سلطنت تیگران دوم به بعد هرگز به آن نرسیده بود. یکی دیگر از ویژگی‌های تشکیلات نظامی این دوران این بود که بر عکس آنچه که سابقاً سر فرماندهی ارتش ارمنستان به‌طور موروثی به یک خانواده مشخص واگذار می‌شد، و آن خانواده مامیکونیان بود که از همین راه افتخاراتی کسب کردند، در حکومت پادشاهان باگراتونی خود پادشاه است که اغلب فرمانده سرباز است و سخت به فنون جنگی علاقه‌مند، یا برادر او است که در راس لشکر قرار می‌گیرد و آن را در جنگ رهبری می‌کند. قلعه‌ها و دژهای مستحکم در این دوران نیز همچون در قرن‌های پیشین عامل اصلی دفاع ارمنستان به‌شمار می‌رفت و به حصارها و برج و باروهایی مجهز بودند که قسمتی از شهر را دربر می‌گرفت، و در واقع پناه گاهایی بود که تقریباً همه ساکنان شهر به هنگام محاصره می‌توانستند به آنجاها پناه ببرند و از آنجاها به مقاومت ادامه بدهند

امپراتوری بیزانس مکرر از طرف امپراتوری‌های دیگر از شرق و غرب و با اقوام اسلاونژاد مورد تهدید قرار می‌گرفت و در جنگ ستیز بود به این علت احتیاج به یک ارتش پایدار و قوی داشت سربازان ارمنی سهم بسزایی برای تشکیل ارتش بیزانس داشتند. ۱۵۰٬۰۰۰ نظامی ارمنی در ارتش امپراتوری بیزانس خدمت می‌کردند که به گروهای کوچک ۲۰٬۰۰۰ و ۳۰٬۰۰۰ نفری تشکیل می‌دادند و به نقاط مختلف امپراتوری بیزانس فرستاده می‌شدند.باسیل دوم ملقب به باسیل بلغارکش در حین نخستین جنگش با ساموئل در فردای آن روزی که نیروهایش در تیتوک شکست خوردند می‌نویسد: 
«سربازان پیاده‌نظام ارمنی بودند که جانش را نجات دادند، بدین ترتیب که با تن خود حصاری به دورش کشیدند و او را صحیح و سالم از بیراهه به شهر پلوودیو (فیلیپوپلی) بازآوردند.»

از سده پنجم به بعد ارمنیان هسته اصلی ارتش بیزانس را در آناتولی تشکیل می‌دادند طوری‌که پروکوپیوس محقق و تاریخ‌نگار بیزانس می‌نویسد: 
«نگهبانان کاخ امپراتوری از میان دلیرترین سربازان ارمنی انتخاب می‌شدند.»
نارسس که در سال ۴۷۸ میلادی در ارمنستان به دنیا آمده بود میهن خود را که در آن زمان در تصرف ایرانیان بود ترک گفت و به خدمت بیزانس درآمد. در ارتش به سرعت ترقی کرد. نارسس سپاه گوت‌ها را نخست در تاگینائه و سپس در کامپانیا درهم شکست. پس از آن ایتالیا را از چنگ قبایل فرانک نجات داد. در قرن هشتم پاتریس وارتان و ژنرال تاجات آنتزه واستی بودند. فرماندهی سپاه بیزانس ضد بلغارها بر عهده ژنرال تاجات آنتزه واستی بود.
فرماندهان و سرداران بزرگ نظامی ارمنی، بیزانس را می‌توان به:
مانوئل مامیگونیان و اوهانس گورگن معروف به ژان کوراکوس (او فرمانده جنگ‌هایی در مناطق تئودوزیوپولیس (ارزروم) و مایتن (ملاطیه) توانست آن مناطق را باز پس بگیرد)
باراداس وارد فوکاس و پسرانش نیسه فور و «لئون» و «کنستانین»، و بالاخره به «ژان تزی میسکس» و گریگوری دوتارون را نام برد.

### وضع اقتصادی و اجتماعی ارمنستان
با سلطه اعراب بر ارمنستان و سایر کشورهای زیر سلطه خود خراج‌های روزافزونی تحمیل می‌کردند که می‌بایست نه به کالا بلکه نقدی به آنان پرداخت شود. خراج‌های مهمی که اعراب طلب می‌کردند عبارت بود از:باج‌های سرانه که از همه ساکنان می‌گرفتند بجز از نجبا و روحانیون؛ و مالیات زمین که جدا از مالیات‌های سرانه به املاک و زمین‌ها تعلق می‌گرفت. غیر از این خراجها، نجبا و کلیسا نیز می‌بایست مالیات‌های مخصوص بپردازند. نجبا و دهقانان ارمنی را مجبور کرد سیستم اقتصادی خودکفایی خود را رها کنند و شروع به تولید اضافی محصولات کشاورزی و صنعتی بنمایند تا با فروش آن‌ها در مراکز داد و ستد، پول لازم جهت پرداخت مالیات‌ها را به‌دست آورند. ارمنستان بر اثر کار و تلاش و استعداد ساکنان آن به تدریج تبدیل به کشوری شد که مورخان عرب آن را به عنوان یکی از ثروتمندترین قسمت‌های امپراتوری خلفا به ما معرفی می‌کنند. ارمنستان احشام و اسب به بغداد صادر می‌کرد بلکه غلات و ماهی و نمک معادن خود را نیز به آن شهر و به کشورهای سوریه و مصر می‌فرستاد. در زمینه صنعت ارمنستان تبدیل به مرکز تولیدات ظریف نساجی و مواد رنگی شد که از این لحاظ در سراسر خاور عرب گسترش پیدا کرد و به ویژه قالی ارمنی نیز مانند پارچه‌های پشمی و پارچه‌های ابریشمی اش بسیار شهرت یافت. مرکز صنایع نساجی ارمنستان شهر دوین بود در حالی که مرکز صنایع شیمیایی آن یعنی جایی که در آنجا مواد رنگی می‌ساختند و پارچه‌های رنگی را آماده می‌کردند شهر آرتاشات بود که اعراب آن را به نام «سرخ شهر» می‌نامیدند.
کشاورزی از امنیتی نسبی برخوردار بود و رونق خوبی پیدا کرد. زمین زراعی به صورت نوین آبیاری می‌شد از هر محصولی فراوان تولید می‌کرد. ارمنستان که از حیث غلات بسیار غنی بود گندم به بغداد صادر می‌کرد. شرابی بسیار عالی تولید می‌کرد که به کشورهای مختلف صادر می‌نمود. در باغ‌ها سیب گردو در کنار انجیر و زیتون و نیشکر به عمل می‌آمد. در آن کشور پشم و ابریشم و پنبه و رنگ برای رنگرزی به مقدار زیاد تولید می‌شد. ارمنستان همچنین دارای چراگاه‌های فراوانی بود. زنبور عسل و ماهی‌های خاص ارمنستان به خارج صادر می‌نمود. در صنایع باید از صنعت نساجی مانند تولیدات پشمی، ابریشمی، پارچه‌های لباس زنانه و فرش نام برد. صنعت شیمیایی که برای تولید رنگ‌ها و رنگرزی و همه فعالیت‌های ضروری و مکمل صنعت نساجی بود رواج داشت. مواد رنگ‌کننده ساخت ارمنستان و همچنین رنگ منسوجات آن مشهور بود. صنعت فلز کاری در ارمنستان رواج داشت، و ساختن اشیاء مسی و سلاح‌های سرد رایج بود. نیکوغایوس (نیکولای) مار در شهر آنی آثاری از ریخته‌گری و ذوب مس یافته‌است. صنایع با چرم و زرگری و جواهرسازی در ارمنستان وجود داشت و جواهر سازان ارمنی همواره در رشته کار خود در اوج بوده‌اند. فرش‌های ارمنستان به عنوان بهترین فرش شهرت داشته‌اند و اعیان و اشراف دنیای عرب و به ویژه بزرگان قوم همیشه طالب آن‌ها بوده‌اند. ارمنیان با فلزات خود اسلحه می‌ساختند ولی کار زرگری آنان به عنوان بهترین کار مشهور بود. تجارت چرم و پوست هم بسیار رواج داشت چنان‌که چرم‌های ساخته و پرداخته به سبک ارمنستان شهرت داشت.
شاه سمبات یکم یک قرارداد بازرگانی با بیزانس بست. صادرات ارمنستان به مقصد قسطنطنیه بیشتر از راه ترابزون می‌رفت و صادرات به مقصد بغداد از طریق وان – بتلیس – موصل، با دوین – نخجوان – تبریز فرستاده می‌شد. ارمنستان به علت موقعیت خاص جغرافیایی خویش یکی از چهارراه‌های مهم جریان‌های بزرگ دادوستد و مبادلات بود. قسمت عمده راه‌های بازرگانی که مغرب زمین را با آسیای مرکزی و با خاور دور مربوط می‌کرد از ارمنستان می‌گذشت. محصولات کشور چین مانند ابریشم خام، پارچه‌های ابریشمی و روغن چینی و چای را از طریق ارمنستان یا از بندر ترابزون یا از راه‌هایی که از آسیای صغیر می‌گذشتند و به قسطنطنیه یا کیلیکیه منتهی می‌شدند به سمت خاور نزدیک و مغرب زمین حمل می‌گردید. محصولات هند نیز مانند ادویه و مروارید از طریق ایران به ارمنستان می‌رسید و از آنجا به مغرب زمین صادر می‌شد.

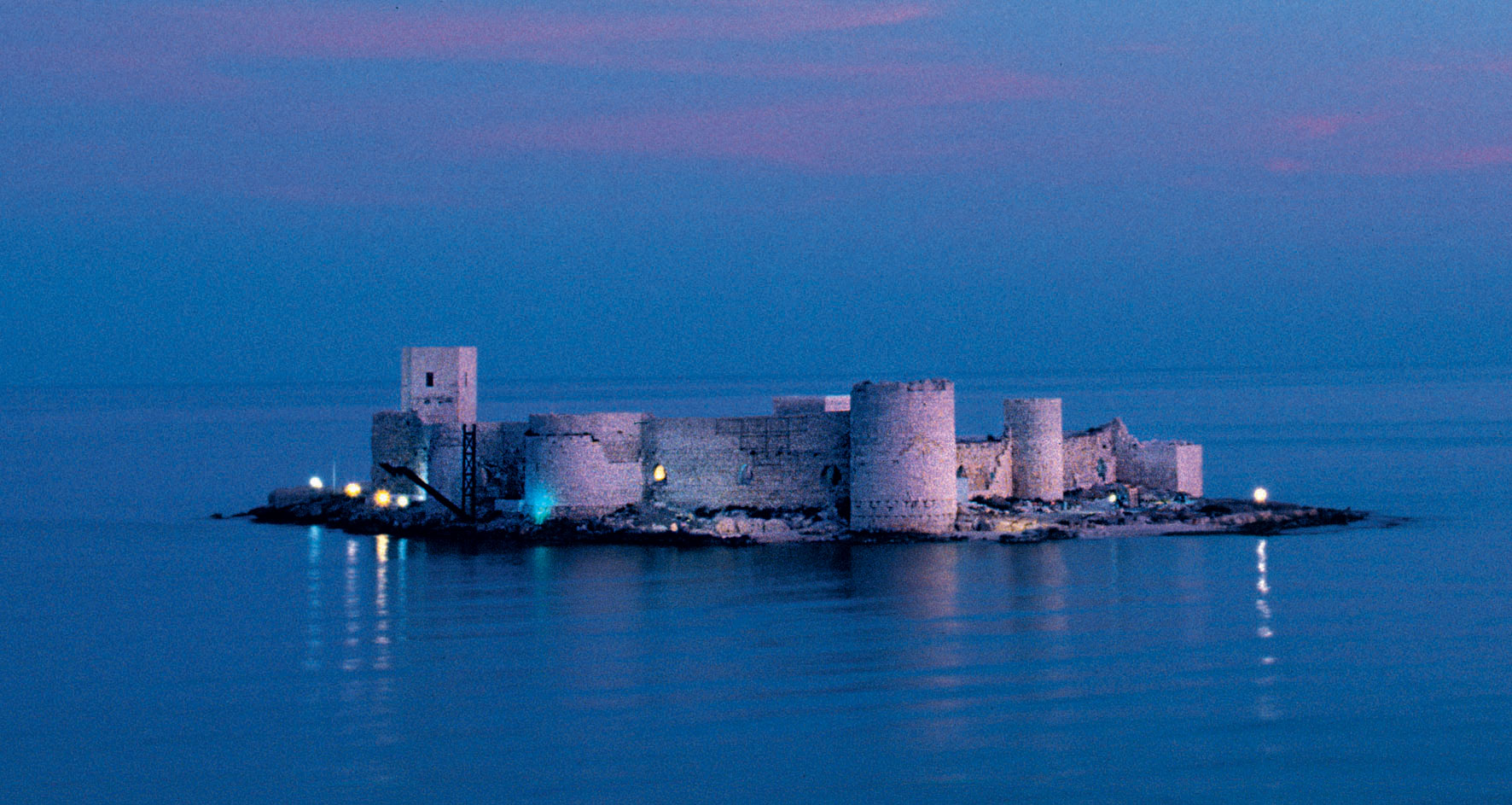
قلعه گوریگوس واقع در دریا متعلق به پادشاهی ارمنی کیلیکیه

پادشاهی ارمنی کیلیکیه از نقطه نظر اقتصادی نقشی اساسی در اقتصاد و در مبادلات دنیای سده وسطایی بازی کرده‌است. موقعیت جغرافیایی این کشور، دلبستگی به کار و کوشش، استعداد و قابلیت ساکنانش و سیاست خردمندانه پادشاهانش دست به دست هم داده و از این کشور یکی از بزرگترین مکان‌های مبادلات بازرگانی و همچنین می‌توان گفت محل اصلی و عمده داد و ستد بین شرق و غرب را به وجود آورده‌اند.

با ورود ارمنیان به کیلیکیه میزان تولیدات آن کشور به سرعت رو به افزایش نهاد. ویلهلم هه ید می‌نویسد:
«تولیدات کشور بسیار متنوع بود. کشت پنبه که به وسیله ارمنی‌ها تبدیل به بهترین منبع تولید مملکت شده بود بسیار شکوفا شده بود و یک ماده اولیه بسیار عالی و مرغوب برای صنعت نساجی به دست می‌داد. در همه جا پشم گوسفند و به خصوص پشم بز ارمنستان درخواست بسیار داشت. جنس اخیر در خود محل برای ساختن پارچه‌های پشم بلند از جنس مخمل کرک دار (پشم بسیار باریک و نرم) بسیار مرغوب بکار می‌رفت. از معادن کوه‌های توروس فلزات مختلف مانند آهن استخراج می‌شد و جنگلهای واقع در آن کوهستانها چوب به مقدار زیاد تولید می‌کردند. دشتها گندم و شراب و کشمش برای صادرات تولید می‌نمودند، و اسبها و قاطرهای ارمنستان در خارج از کشور بسیار مرغوب بودند و خریدارهای زیادی داشتند.»

پادشاهی کیلیکیه تبدیل به مرکز صنعت نساجی بسیار مهمی به ویژه برای ساختن پارچه‌های پشمی و ابریشمی شده بود. ویلهلم هه ید می‌نویسد:
«ونیزیها ساختن پارچه‌های پشمی کرک بلند را از ارمنی‌ها آموخته‌اند. ونیزیها در خود کیلیکیه تأسیساتی دایر نمودند که برای شهر خود پارچه درست می‌کردند.»
 جدا از تولیدات کشور و از صادرات آن، اهمیت اقتصادی پادشاهی کیلیکیه به مسیر تجارت ترانزیتی بود که طولی نگذشت کیلیکیه را تبدیل به یک محل داد و ستد و یکی از مراکز عمده تجارت بین شرق و غرب نمود. پادشاهی کیلیکیه با توجه به مساحتش سواحل وسیعی داشت. بندرهای مهم آن عبارت بودند از:لاژازو، گوریگوس و تارس. کیلیکیه با واقع بودنش در راس زاویه‌ای متشکل از سوریه و آسیای صغیر، نقطه‌ای بود که کاروان‌ها ناگزیر بایستی از آنجا عبور کنند. شاهراه تجارتی که آسیای مرکزی را از طریق ایران و ارمنستان بزرگ به دریای مدیترانه متصل می‌کرد از طریق ملطیه و مرعش به کیلیکیه منتهی می‌شد. آخرین جاده ارتباطی مهم جاده‌ای بود که کیلیکیه را از طریق سوریه شمالی و بغداد به خلیج فارس وصل می‌کرد. از دو جاده اخیر بود که تولیدات آسیای مرکزی و هند به ارمنستان جدید می‌رسید تا از آنجا به مغرب زمین و به بندرهای دیگر مدیترانه شرقی صادر شود.
لوون دوم در سال ۱۲۰۱ میلادی نخستین سفیر دولت جنوا به نام «اوجریو دو پالو» را به حضور پذیرفت و قراردادی با او امضاء کرد که به موجب آن همه حقوق و اختیاراتی را که ممکن بود شهروندان جنوایی را برای اشتغال به فعالیت‌های بازرگانی به مملکتش بکشاند به آنان می‌داد. بدین قرار همه شهروندان جنوایی از پرداخت حقوق گمرکی و حق راهداری یا عبور و از همه عوارض دیگر در سرتاسر خاک ارمنستان جدید معاف می‌شدند. پادشاه زمینهایی در شهرهای سیس و مامیسترا و تارس در اختیار بازرگانان جنوایی می‌گذاشت تا آنان در آن زمین‌ها ساختمان‌هایی برای اقامت نمایندگان دایمی خود (انبارها و دادگاه‌ها و کلیسا) بنا کنند. سفرای جنوا از حق دادرسی و محاکمه همه همشهریان خود که مقیم ارمنستان جدید بودند برخوردار می‌شدند. شش ماه بعد لوون دوم سفیر دولت ونیز به نام «ژاکوپوبادوارو» را که از طرف رئیس‌جمهور انریکو داندولو با اختیارات تام فرستاده شده بود به حضور پذیرفت. این سفیر نیز به دریافت همان امتیازاتی نایل آمد که سفیر جنوا گرفته بود. بعدها با افزایش مداوم اهمیت تجارتی ارمنستان جدید، بازرگانان سایر کشورها نیز در آنجا تجارتخانه‌ای برای انجام معاملات خرید و فروش باز کردند. مانند:تجارتخانه فلورانسی موسوم به باردی که هم بانک بود و هم تجارتخانه، شهر پیزا، تجارتخانه بازرگانان جنوب فرانسه. بدین گونه ارمنستان جدید تبدیل به مرکز تجارت همه خاورمیانه شد. بازرگانان مغرب زمین به آنجا می‌آمدند تا ادویه و عطریات و مواد مخصوص رنگ و پارچه‌های ابریشمی و پنبه‌ای، فرش، مروارید و ظروف چینی بخرند. برای نخستین بار در تاریخ ناوگان ارمنی به وجود آمدند، ناوگانی که کشتی‌های آن ارتباط بین خاورمیانه و ایتالیا را تأمین می‌کردند.
از آغاز سده پانزدهم به بعد، وضع کشور ارمنستان جدید که مجبور شده بود به تنهایی با حملات سلاطین مصر مقابله کند بسیار مشکل‌تر شد. به وسیله معاهده ۱۳۲۳ میلادی سلاطین مصر، ارمنستان را وادار کردند که نیمی از درامدهای گمرکی و نمک‌سازی بندرهای خود را به مصر بپردازد. پادشاهان ارمنستان جدید برای جبران زیانهایی که از پرداخت این باج‌ها متحمل می‌شدند و برای کسب درآمدی جهت تأمین نیازمندی‌های کشور مجبور شدند منبع درآمدهای تازه‌ای به‌دست بیاورند. آنان از دست زدن به قراردادهایی که حقوق گمرکی را به نفع بازرگانان مغرب زمین تقلیل می‌داد یا به‌طور کامل حذف می‌کرد چشم پوشیدند، و مالیات‌های تازه‌ای از قبیل عوارض لنگر اندازی در بندرها و عوارض راهداری مربوط به جاده‌های داخلی کشور و عوارض حق عبور از رودخانه‌ها و عوارض بر بازارها وضع کردند.
جامعه کشور ارمنستان جدید یا پادشاهی کیلیکیه از پنج طبقه مشخص تشکیل می‌شد. در راس همه و در زیر دست شاه، طبقه نجبای بزرگ مرکب از بارونهای والامرتبت بودند که بیشترشان از اخلاف آن دسته از نجبای قدیم ارمنی محسوب می‌شدند که به اتفاق شاهزاده روبن به کیلیکیه آمده و در فتح آن سرزمین شرکت کرده بودند. این طبقه بزرگ شامل تیولداران بزرگی می‌شد که مستقیم زیر دست شاه بودند. طبقه مورد بحث مرکب از بارونهایی که مالک امیرنشین‌ها و قلعه‌های مهم بودند و مأموریت‌های عمده دربار و اسقف‌ها و مقاماتی که زیر دست شاه بودند به آنان محول می‌شد. در زیر دست طبقه نجبای بزرگ بارون‌های درجه دوم بودند و شوالیه‌ها یا نجیب‌زادگان و افسران وابسته به شخص شاه و کشیشان صومعه‌ها و به‌طور کلی همه آن کسانی که نه مستقیم بلکه با واسطه زیر فرمان شاه بودند. این نجبای درجه دوم همگی رئیس یا فرمانروایی داشتند که خودش از نجبای بزرگ و تیولدار شاه بود، لیکن از حقوق و امتیازات اربابی و حق قضاوتی که به‌طور کلی امتیاز بزرگ طبقه نجبا بود برخوردار بودند. طبقه دیگر سکنه ارمنستان را طبقه بورژوها یا اعیان شهرها تشکیل می‌دادند. مردمان این طبقه فقط قسمتی ارمنی بودند، زیرا ساکنان ایتالیایی و یونانی ارمنستان بخش مهمی از این طبقه را تشکیل می‌دادند.

از نظر اجتماعی همچون در زمان گذشته، زمین‌ها به پادشاه به نجبا یا به کلیسا تعلق داشت و دهقانان به حالت رعیت‌داری زندگی می‌کردند. این وضع با طرز فکر متداول در زمان مطابقت داشت. در قانون مدنی ارمنی که شخصی به نام مخیتار گش در سده دوازدهم آن را تدوین کرده‌است. از باب مثال در این مورد چنین آمده‌است:
«مملکت متعلق به پادشاه و به نجبا است. این راست که انسان آزاد به دنیا آمده‌است، ولی باید از یک قدرت مافوق اطاعت بکند تا امر کشت و زرع زمین‌ها و آبیاری آن‌ها تأمین باشد.»
جدا از پادشاه در مملکت پنج طبقه وجود داشتند: ناخارارها، خرده نجبا یا مردان آزاد، روحانیون، بورژوازی و دهقانان. سکنه شهرها که در میان آنان پیشه وران و صنعتکاران زیادی بودند که یک زندگی نیمه شهری و نیمه روستانشینی داشتند، بدین معنی که زمستان‌ها در شهر کار می‌کردند و تابستان‌ها در ملک خود که در حومه شهر بود به کشت و زرع مشغول می‌شدند. به تقلید از بیزانس و از دنیای عرب، در ارمنستان نیز صاحبان پیشه و حرفه به صورت یک سیستم یا نظام صنفی متشکل بودند.

زمین‌ها غیر از املاک وسیعی که به کلیسا تعلق داشت متعلق به نجبا (فئودال) بود و دهقانان بی‌آنکه خود مالک چیزی باشند به حالت رعیت‌داری وابسته به زمین بودند. ساختار کشور به صورت نظام ارباب رعیت بود. لوران می‌نویسد:
«حقوق و امتیازات در جامعه ارمنی از مزایای کسانی بود که جزو ارتش فئودال بودند؛ و از آنجا که حقوق هر کس بر مالکیت موروثی زمین پایه‌گذاری شده بود این حقوق به تناسب وسعت آن مالک فرق می‌کرد.»
از طرفی زمین‌ها به‌طور نامساوی بین آن مالکان تقسیم شده بود، و در واقع در تقسیم نجبا سه درجه مشخص وجود داشت:اول خرده نجبا مرکب از مردان آزاد و «سپوه‌ها» که اعضای آن‌ها هر کدام یک ملک کوچک یا یک ده داشتند. بالاتر از آنان ناخارار بود که علاوه برمالکیت برزمین‌های خاص خود حق فرمانروایی بر یک بخش را هم داشت و خرده نجبای آن بخش از رعایا و زیردستان او محسوب می‌شدند، یعنی در واقع نوکران و سپاهیان او را تشکیل می‌دادند. این ناخارارها هسته مرکزی نظام فئودال ارمنستان بودند. ناخارار در بخش خود قدرت مطلق داشت و بخش او ثروت او بود. او در آن بخش بالاترین مرجع قضایی و داور همه بود و حق زندگی و مرگ رعایایش در دست او بود، چنان‌که می‌توانست این حق را بر همگان اعمال کند. در میان ناخارارها پسر ارشد وارث قدرت سیاسی پدرش می‌شد. او همچنین مهم‌ترین بخش یعنی قسمتی را که اقامتگاه خانواده اش در آن واقع بود و مرکز بخش محسوب می‌شد و مزار اجدادش نیز در آنجا بود برای خود نگاه می‌داشت. بالاتر از ناخارارها نجبای بزرگ یعنی ایشخان‌ها یا شاهزادگان بودند که هر کدام یک شهر کامل را مالک بودند و بر آن حکومت می‌کردند. هر شهر از تعداد زیادی بخش تشکیل می‌شد و در واقع نجیب‌زاده یا شاهزاده مالک شهر بر ناخارارهای تابعه خود فرمانروایی می‌کرد. این شهرها امیرنشین‌های ارمنستان را تشکیل می‌دادند که در راس آن‌ها خانواده‌های بزرگی مانند: مامیکونیان، رشتونی‌ها، آرتسرونی‌ها و کامساراکان‌ها بودند خانواده‌هایی که زندگی خودمختاری داشتند و در دوران سلطه ایرانیان و اعراب نیز به حیات خودمختار خود ادامه دادند.

## عصر جدید نخستین

### ارمنستان صفویه-افشاریه-قاجاریه
ارمنستان صفویه-افشاریه-قاجاریه یا ارمنستان ایران به دورانی گفته می‌شود که ارمنستان شرقی از سال‌های ۱۵۰۸ تا ۱۸۲۸ میلادی تحت سلطه سه دودمان ایرانی 
یعنی صفویان (از ۱۵۰۸ تا ۱۷۲۲ میلادی)، افشاریان(۱۷۳۶ تا ۱۷۹۶ میلادی) و قاجاریان(۱۷۸۵ تا ۱۸۲۸ میلادی) قرار گرفت.
امپراتوری عثمانی در اوایل سده شانزدهم قصد داشت که قلمرو خود را از سمت شرق نیز گسترش دهد، لذا تصرف گرجستان، ارمنستان و دیگر نواحی و شهرهای قفقاز را که بخش‌هایی از آن تحت حکومت صفویان بود، در اولویت بعدی این امپراتوری قرار گرفت. بر این اساس دولت عثمانی در زمان شاه اسماعیل یکم جنگ‌ها و برخوردهای مداومی را برای تصرف این نواحی آغاز کرد.
در ۱۵۱۴ میلادی سپاهیان سلطان سلیم یکم توانستند شاه اسماعیل را در جنگ چالدران شکست دهد و پس از تسخیر تبریز؛ پایتخت صفویان، به سوی آناتولی بازگشته و پس از تصرف ارمنستان غربی، بخش اعظم سرزمین مذکور را از آن خود ساختند.
از سال ۱۵۳۲ میلادی جنگ‌های بین عثمانی به فرماندهی ابراهیم پاشای پارگایی که سپاهیانش از سوریه وارد ارمنستان شده بودند و دولت صفوی دوباره از سر گرفته شد و تا ۱۵۵۴ میلادی ادامه یافت و نواحی مهمی از ارمنستان از جمله دشت آرارات و نخجوان به میدان نبرد ایران و عثمانی شد.
سرانجام در ۱۵۵۵ میلادی پیمان صلحی میان آنان منعقد و بنا بر مفاد آن که به پیمان آماسیه معروف است، ارمنستان بین ایران و عثمانی تقسیم شد و ولایت غربی از آن عثمانی و نواحی شرقی از آن ایران شد، اما پیمان مزبور چندان به طول نینجامید و در ۱۵۷۸ میلادی سلطان مراد سوم با لشکری متجاوز از صد هزار تن از جمله نیروی بزرگی از تاتارهای کریمه به منظور تسخیر سایر نواحی ارمنستان، گرجستان و آذربایجان رهسپار جنگ با صفویان شد.
شاه محمد خدابنده، فرزند خود حمزه میرزا را به مقابله عثمانی‌ها فرستاد. حمزه میرزا در این جنگ شکست خورد و عثمانی‌ها توانستند نواحی شمالی ارمنستان و قسمت‌های شرقی گرجستان را به تصرف خود درآوردند.
سرانجام عثمانی‌ها توانستند در ۱۵۸۵ میلادی تبریز را اشغال کنند و بیست سال آن را در تصرف خود نگاه دارند. بالاخره شاه عباس اول در سال ۱۵۸۸ میلادی به قدرت رسید.
به این ترتیب، ارمنستان سر تا سر سده شانزدهم را در جنگ، ویرانی، قحطی و آشفتگی به سر برد.
به روایت «وارتاپد تادئوس سباستانتسی» (از وقایع نگاران آن دوران) ارمنستان در این مقطع از تاریخ وضیعت اجتماعی و اقتصادی ناگواری داشته و مردم در شرایط سختی زندگی می‌کردند. او می‌نویسد:
«هیچ روستا و شهری نیست که از آسیب حملات سپاهیان در امان مانده باشد. اکثر خانه‌ها ویران شده و باغ‌های میوه عاری از درختانی پربار است. مزارع به آتش کشیده شده‌اند و لشکریان عثمانی همه را از دم تیغ می‌گذرانند.»

### جنگ عثمانی و صفوی بر سر ارمنستان
شاه عباس بزرگ در آغاز سده هفدهم کوشید تا ارمنستان را باز پس بگیرد، و جنگ بین دو دولت صفوی و عثمانی از سال ۱۶۰۲ تا ۱۶۲۰ میلادی به طول انجامید. در آغاز امر صفویان توانستند قسمت شرقی ارمنستان را متصرف شوند، لیکن بزودی ناگزیر شدند دربرابر عثمانی عقب بنشینند. سرانجام با پیمان صلحی که در سال ۱۶۲۰ میلادی بین آن دو کشور بسته شد دولت عثمانی قسمت بزرگ ارمنستان را برای خود نگاه داشت، و لیکن مناطق مهم ایروان و نخجوان و قره‌باغ را به دولت صفوی وا گذاشت. بدین ترتیب ارمنستان در طول بیش از یک سده میدان تاخت و تاز و جنگ و ستیز سپاهیان عثمانی و صفوی و … بود و از ویرانگری‌ها و مصادره‌ها و سرقت‌ها و غارت‌ها که پیامد جنگ بود زیان دید.
این را باید خاطرنشان کرد که صفویان در طول جنگ دراز مدت خود از سال ۱۶۰۲ تا ۱۶۲۰ تلاش کردند تا عثمانی را از ارمنستان بیرون براند، و چون در برابر بازگشت عثمانی مجبور به عقب‌نشینی شدند میدان را تبدیل به بیابانی خالی از سکنه نمودند، بدین طریق که قسمت بزرگ ارمنیان را مجبور کردند تا با آن‌ها راه بیفتند و ارمنستان را خالی کنند. این مهاجرت اجباری لطمه شدیدی به هزاران ارمنی زد زیرا نزدیک به نصف آنان در راه از بی غذایی تلف شدند. شاه عباس اول این ارامنه را در محله‌ای در اصفهان سکنی داد و اسم آن محله را به یاد جلفای واقع بر رود ارس بود جلفای نو گذاشت.
در دهه‌های نخستین سده هیجدهم دوباره ارمنستان میدان جنگ‌های تقریباً مداوم دولت‌های ایران و عثمانی شد و به این جهت روبه ویرانی و زوال رفت.

### ارمنستان روسیه
ارمنستان روسیه یا ارمنستان شرقی به دورانی گفته می‌شود که شرق کشور ارمنستان از سال ۱۸۲۸ تا ۱۹۱۷ تحت سلطه امپراتوری روسیه قرار گرفت.
ارمنستان در آستانه سده نوزدهم (میلادی)، همچنان‌که از سه سده پیش از آن، بین دولت عثمانی و شاهنشاهی ایران، تقسیم شده بود. در سال ۱۸۰۴ میلادی جنگ روسیه تزاری و ایران تحت حکومت شاهان قاجار، آغاز شد و با وقفه‌های گاه به گاه، تا سال ۱۸۱۳ ادامه پیدا کرد. جنگ سرنوشت ساز در ماه اکتبر ۱۸۱۲ در نزدیکی ساحل رود ارس در دشت اصلاندوز رخ داد که در آن سپاهیان تزار شکست سختی به نیروهای عباس میرزا وارد آوردند.
در ۱۲ اکتبر ۱۸۱۳ در روستای گلستان از توابع قره‌باغ، معاهده صلح امضاء گردید که بر اساس آن گرجستان شرقی، خان‌نشین‌های گنجه، قره‌باغ، شکی، شروان، باکو، قوبا، تالش، دربند و بخشی از ارمنستان تحت تسلط قاجاریان از جمله استان شیراک، استان لوری، شهرستان قازاخ، شامشادین و استان سیونیک به روسیه تزاری واگذار شد.
در سال ۱۸۲۷ عملیات جنگی روس‌ها از سر گرفته شد و مناطق تحت تسلط دربار قاجار در ارمنستان یکی پس از دیگری به اشغال روس‌ها درآمد. در ۱۰ ماه فوریه ۱۸۲۸ در روستای ترکمانچای معاهده صلح امضاء گردید و بر اساس آن ارمنستان شرقی به روسیه ملحق شد. مدتی پس از انعقاد عهدنامه ترکمانچای در سال ۱۸۲۸ میلادی جنگ روسیه با عثمانیان نیز آغاز گردید و روسیه بخش بزرگی از ارمنستان غربی را تصرف کردند و در سال ۱۸۲۹ میلادی تا آن سوی ارزروم پیش رفتند.
روسیه تزاری خیلی زود شروع به اجرای سیاست روسی کردن اجباری ساکنان ماورای قفقاز کرد. در ۱۸۳۶ میلادی به موجب فرمانی از طرف دولت مرکزی روسیه بسیاری از مدارس ارمنی را بستند و در موسسات آموزشی باقی‌مانده هم تعلیمات به زبان ارمنی را بسیار محدود کردند. پس از آن دولت روس تزاری به شیوه‌ای بسیار جدی در امور کلیسای ارمنی به دخالت پرداخت.
در همان دوران که ملت ارمنی می‌بایست با تلاش‌های زمامداران عثمانی برای برانداختن نسلش مقابله کند در امپراتوری روسیه هم بایستی مبارزه دفاعی سختی علیه استبداد یا ضد آن دولت پلیسی که بر روسیه حکومت می‌کرد و تازه خود نظام تزاری در بند و زندان او بود انجام دهد.
در حقیقت هیچ‌یک از ملت‌های دیگر ساکن ماورای قفقاز به اندازه ارمنیان آن سختی‌ها و آزارهای وارد از طرف حکومت تزاری را ندید. فرمانی از طرف دولت روسیه که اجحافی رسمی به آزادی اعطایی به کلیسای حواری ارمنی از طرف تزار نیکلای یکم در ۱۸۳۶ بود از ۱۸۸۴ به بعد مدارس مربوط به قلمرو و کشیشی ارمنیان را تحت فشار گذاشت و از فعالیت آن‌ها بسیار کاست. از طرف دیگر فشار روزافزونی بر توده‌های ملت ارمنی وارد می‌آمد برای اینکه آنان را وادار به گرویدن به مذهب ارتدوکس بکنند. در برابر علاقه ارمنیان به مذهبشان و به ملیتشان، دولت تزاری روس کوشید تا عنصر ارمنی را تبدیل به روس بکند و نگذارد این منطقه یک جنبه متمایز ارمنی به خود بگیرد.

### اولین جمهوری ارمنستان
اولین جمهوری ارمنستان (ارمنی: Հայաստանի Հանրապետութիւն; انگلیسی: First Republic of Armenia) در ۲۸ مه ۱۹۱۸اولین مجلس جمهوری مستقل ارمنستان اعلام شد و در اول اوت همان سال گشایش یافت. دولتی تشکیل گردید که در دست حزب داشناکسوتیون قرار داشت. هوهانس کاچازنونی به عنوان نخست‌وزیر، آلکساندر خاتیسیان به عنوان وزیر امور خارجه و آرام مانوکیان به عنوان وزیر کشور تعیین شدند، و ترکیب دولت سپس دچار تغییراتی گردید.
در اثر مبارزات ارمنیان آنان موفق شدند پس از نبرد سارداراباد و نبرد قره کلیسا بسال ۱۹۱۸ میلادی دولت مستقل خود را در ایروان تشکیل دهند. جمهوری ارمنستان به مساحت یازده هزار کیلومتر مربع، که جمعیت آن در ۱۹۱۴ سیصد هزار نفر بود، ولی در ۱۹۱۸ به دلیل حضور صدها هزار پناهنده از یک میلیون متجاوز بود دولت ارمنستان با مشکلات بزرگی روبرو شد. قحطی و تیفوس قربانیان زیادی گرفت تا وقتی که نخستین محصولات گندم از ایالات متحده آمریکا رسید و از بهار سال ۱۹۱۹ زندگی کشور کوچکی را که جمعیتش بیش از حد بود تأمین کرد. دولت با کمال جدیت شروع به کار کرد و به آرامش بخشی و سازماندهی و نوسازی کشور پرداخت. اداراتی دایر گردید، ارتش تجدید سازمان یافت، دانشگاهی افتتاح شد و نخستین پایه‌های گسترش اقتصادی ریخته شد.

پرچم ارمنستان شوروی

### ارمنستان اتحاد جماهیر شوروی (۱۹۹۱–۱۹۲۲)
جمهوری سوسیالیستی ارمنستان شوروی (به ارمنی: Հայկական Սովետական Սոցիալիստական Հանրապետություն)، (به روسی: Армянская Советская Социалистическая Республика) یکی از دوازده جمهوری اصلی بود که اتحاد جماهیر شوروی سوسیالیستی را در ۳۰ دسامبر ۱۹۲۲ تشکیل می‌دادند. این جمهوری زمانی تشکیل شد که حزب کمونیست ارمنستان در ۲۹ نوامبر ۱۹۲۰ بر ارمنستان اعلام حاکمیت کرد. در یکم دسامبر ۱۹۲۰ سیمون وراتسیان، نخست‌وزیر ارمنستان، کنترل جمهوری را به‌دست گرفت.

### رویدادهای ارمنستان در دوران عصر جدید نخستین
- کوچاندن ارمنیان به ایران

آراکل داوریژتسی توصیف کاملی از وقایع این دوران را به شرح ذیل بازگو کرده‌است:
«پس از خروج از ایروان، شاه عباس دستور داد سپاهیانش عقب‌نشینی کنند و تمامی شهرها و روستاهای سر راهشان را تا مرزهای ایران ویران سازند تا به این ترتیب مانع از تعقیب سریع سپاهیان عثمانی شوند. آن‌ها به هر شهر و روستایی که می‌رسیدند خانه‌ها را ویران می‌کردند، مزارع را آتش می‌زدند، دام‌ها را هلاک می‌ساختند و ساکنان آنجا را وادار به ترک خانه‌هایشان می‌کردند و آنان را کوچ می‌دادند. هر کس در مقابلشان ایستادگی می‌کرد و حاضر به رفتن نمی‌شد یا اینکه توان رفتن نداشت محکوم به مرگ بود. بدین ترتیب، سپاهیان شاه عباس اکثر شهرها و روستاهای ارمنی‌نشین واقع در دشت آرارات را ویران کردند و سکنهٔ آن مناطق را به مقصد ایران با خود همراه ساختند.
هنگامی که این جمیعت به واغارشاپات رسیدند به شاه عباس خبر رسید که دسته‌ای از سپاهیان عثمانی در حال نزدیک شدن به آنان هستند. شاه عباس که می‌دانست با این جمیعت انبوه از مردم بی دفاع نخواهد توانست در برابر این سپاهیان بایستد و بجنگد به سرداران لشکرش دستور داد که دسته‌های مردم را با سرعت بیشتری حرکت دهند؛ بنابراین، آن تعداد از جمیعت که قادر به حرکت نبودند، از جمله پیران و بیماران و کودکان، ناگزیر ماندند و پر واضح است که به چه سرنوشتی گرفتار آمدند. بالأخره، شاه عباس به همراه جمعیت مهاجر ارمنی به جلفا رسید. اکنون باید از رودخانهٔ ارس عبور می‌کردند. دوباره به شاه عباس خبر دادند که سپاه عثمانی به نخجوان رسیده‌است. با شنیدن این خبر شاه عباس که می‌دانست فرصت زیادی ندارد به سپاهیان خود دستور داد تا مردم را وادار به عبور هر چه سریع تر از رودخانه کنند. رودخانه خروشان بود و خطرناک و مردم یا باید عبور می‌کردند یا در آنجا منتظر رسیدن قشون عثمانی می‌ماندند که در آن صورت مرگشان حتمی بود. به ناچار عبور از رودخانه را انتخاب کردند.»
از حدود سیصد و پنجاه هزار تن از ارمنیان به تعداد سیصد هزار تن از آنان در رودخانه غرق شدند.
- نبرد آزادی‌بخش سیونیک (۱۷۲۲–۱۷۳۰)

نبرد آزادی‌بخش سیونیک اشاره به نبردی است که بین سال‌های ۱۷۲۲ تا ۱۷۳۰ میلادی بین نیروهای مردمی سیونیک به رهبری داویت بک و مخیتار اسپاراپت و نیروهای ارتش عثمانی رخ داد. هدف از آغاز نبرد آزادی‌بخش مردم سیونیک جلوگیری از پیشروی نیروهای عثمانی به ارمنستان شرقی و ملک‌های قره‌باغ و همچنین برای رهایی از تسلط خان‌ها در قره باغ و ایروان بود.
- نسل‌کشی ارمنیان (۱۹۲۱–۱۹۱۵)

نسل‌کشی ارمنی‌ها (به ارمنی:Հայոց Ցեղասպանություն، به ترکی استانبولی:Ermeni Soykırımı) که گاهی با عنوان‌های دیگری چون هولوکاست ارامنه، کشتار ارامنه و نیز توسط خود ارمنی‌ها با عنوان جنایت بزرگ (به ارمنی:Մեծ Եղեռն) شناخته می‌شود به نابودی عمدی و از پیش برنامه‌ریزی شده (نسل‌کشی) جمعیت ارمنی ساکن سرزمین‌های تحت کنترل امپراتوری عثمانی در دوران جنگ جهانی اول (۱۹۱۵ تا ۱۹۱۷ میلادی) توسط دولتمردان عثمانی و رهبران قیام ترکان جوان گفته می‌شود. عملیات در قالب کشتارهای دسته‌جمعی و نیز تبعیدهای اجباری در شرایطی که موجبات مرگ تبعیدشدگان را فراهم آورد، انجام می‌پذیرفت. امروزه تعداد کل قربانیان نسل‌کشی ارمنیان به‌طور عام بین یک تا یک و نیم میلیون نفر برآورد شده‌است.
در طی این دوران دیگر گروه‌های قومی منطقه، از جمله آشوریان و یونانیان، نیز به طریقی مشابه مورد حملهٔ ترکان عثمانی قرار گرفتند به گونه‌ای که بسیاری از محققان این رویدادها را نیز بخشی از همان سیاست نابودسازی قومی دولت‌مردان تُرک دانسته‌اند. امروزه این رویداد به‌طور گسترده به عنوان یکی از اولین نسل‌کشی‌های سده بیستم شناخته می‌شود.
علاوه بر دستگیری و اعدام ارمنی‌ها، جمعیت بسیار زیادی از مردان، زنان و کودکان ارمنی از خانه و کاشانه خود تبعید، بدون هیچ دسترسی به آب
و غذا به قصد مرگ وادار به راهپیمایی در مسیرهای طولانی و بیابانی شدند. تجاوز و آزار و اذیت جنسی قربانیان توسط نیروهای متخاصم در طول تبعید به دفعات گزارش شده‌است.
پژوهش‌های بسیار زیادی دربارهٔ نسل‌کشی ارمنیان انجام شده و می‌شود. که قریب به اکثریت آن‌ها وقوع چنین نسل‌کشی را واقعی و انکارناپذیر می‌دانند. امروزه کشور ارمنستان خواهان به رسمیت شناختن این نسل‌کشی است اما دولت ترکیه علی‌رغم عدم انکار وقوع چنین واقعه‌ای از پذیرفتن این واقعه با عنوان «نسل‌کشی» خودداری کرده و وجود سیاست سیستماتیک برای نابودی ارمنیان را قبول ندارد. ترکیه معتقد است که در آن سال‌ها علاوه بر ارمنی‌ها ترک‌های بی دفاع نیز قربانی آشفتگی‌ها شده‌اند.
اخراج ارمنی‌ها اغلب اوقات با غارت، تجاوز و کشتار همراه بود. خیلی از اخراج شدگان کشته شدند، یا از گرسنگی و بی سرپناهی در راه اردوگاه‌های نزدیک استان دیرالزور جانشان را از دست دادند. چندین هزار نفر از گرسنگی و بیماری در اردوگاه‌های اُسرای جنگی –که در آنجا ساخته شده بود- جانشان را از دست دادند.
اجماع نظری در مورد علت‌ها و هدف‌های اخراج ارمنی‌ها ممکن است هرگز به دست نیابد. صاحب منصب‌های تُرک اجازه وارسی آرشیو تاریخ جنگ را به گروه مستقل تحقیقاتی تاریخ را ندادند و هدف دولت عثمانی از اخراج ارمنی‌ها حل نشده باقی مانده‌است. خاطره این واقعه به عنوان جنبه بسیار مهم بر هویت ملی ارمنیان تا به امروز باقی مانده‌است و بسیاری از ارمنیان ادعا می‌کنند که هیچ سازشی با جمهوری ترکیه تا زمان به رسمیت شناختن عمل نسل‌کشی امکان ندارد.
دانشنامه ایران در این مورد نوشته‌است: «بزرگ‌ترین رویداد مصیبت‌بار در تاریخ ارمنیان با آغاز جنگ جهانی اول روی داد. در ۱۹۱۵ میلادی دولت ترکان جوان تصمیم گرفت همهٔ جمعیت ارمنی ۱٬۷۵۰٬۰۰۰ نفری کشور را به سوریه و میان‌رودان انتقال دهد. آنان ارمنی‌ها در امپراتوری عثمانی را به رغم تعهد بسیاری از آنان به وفاداری ـ عناصر خطرناک خارجی و شریک در توطئهٔ دشمن مسیحی‌گرای تزاری برای برهم زدن فعالیت‌های عثمانی در شرق می‌دانستند. در آنچه بعدها «نخستین نسل‌کشی» سدهٔ ۲۰ میلادی خوانده شد، صدها هزار ارمنی که از خانه‌های خود رانده شده بودند، یا قتل‌عام شدند، یا در خلال جابه‌جایی قومی، آن قدر پیاده راه پیمودند تا جان باختند. شمار کشته‌شدگان ارمنی در ترکیه طی سال‌های ۱۹۱۵ تا ۱۹۲۳ میلادی بین ۶۰۰٬۰۰۰ (در منابع رسمی ترکیه) تا ۱٬۵۰۰٬۰۰۰ تن برآورد شده‌است. علاوه بر این، طی این مدت ده‌ها هزار تن از آنان به روسیه، ایران، لبنان، سوریه، فرانسه و ایالات متحده آمریکا مهاجرت کردند.»
- بیداری ملی ارمنی

بیداری ملی ارمنی و در ایجاد «احساسات ملی ارمنی» عوامل مؤثری دخیل بوده‌است. در فلات ارمنستان یک رشته مراکز روشنفکری ارمنی به وجود آمد عبارتند از:
کلیسای جامع اچمیادزین مقر سر اسقف یا کاتولیکوس و مرکز آکادمی یا دارالعلوم، ایروان، وان به دلیل اینکه مرکز کار «خریمیان هایریک» بود، ارزروم به دلیل وجود کالج ساناساریان، و شوشی. در خارج از ارمنستان مهم‌ترین مراکز روشنفکری عبارت بودند از قسطنطنیه، تفلیس، مسکو، و در اروپای غربی، ونیز و وین به دلیل وجود مخیتاریست‌ها در آن دو شهر و پاریس و ژنو به عنوان مراکز جوانان دانشجوی ارمنی و سپس مدتی بعد «باستن» به عنوان مرکز روشنفکری مهاجران ارمنی که به آمریکا رفته بودند. این مراکز تبدیل به کانون‌های فکر ارمنی شدند و نشانه محل‌هایی بودند که در آن‌ها فکر احیای مجدد ملت ارمنی شکل گرفت و سپس در میان تمامی افراد ملت شیوع یافت. در حقیقت در سده نوزدهم بود که پدیده رنسانس یا احیای مجدد فرهنگی به ارمنیان آموخت تا با بازگشت به پیشینه باستانی خویش از گذشته درخشان خود اطلاع حاصل کنند.
ارمنی‌های مقیم ترکیه و روسیه و ایران بدون ارتباط و تماس با یکدیگر زندگی می‌کردند بعد از نیمه سده نوزدهم جریانی از همکاری و تعاون در میان آنان آغاز گردید. از جمله ارمنیان روسیه با دادن عطایا و کمک‌های مالی در تأسیس شبکه مدارس ارمنی در ارمنستان غربی بسیار یاری و همکاری کردند.

در ۱۸۷۲ میلادی گریگور آرتسرونی در روزنامه مشاک چنین می‌نویسد: 
«دیروز ما چیزی بجز یک اجتماع کلیسایی نبودیم، ولی فردا یک ملت خواهیم بود.»
ملت ارمنی با وجود تقسیم شدنش بین سه دولت و پراکنده بودن قسمتی از ارمنیان در نقاط مختلف دنیا، کم‌کم متوجه وحدت و یگانگی خود می‌شد.
هانس فردیناند هلمولت مورخ آلمانی در کتاب خود «تاریخ جهان» می‌نویسد: 
«فقط از سده نوزدهم ببعد که نمایندگان برگزیده طبقه روشنفکر ارمنی به این اعتقاد رسیدند که ملتشان حق دارد وجودی آبرومند داشته باشد و در شرایط و اوضاع و احوال زندگی مل تهای اروپایی زندگی کند. آنان در اثبات این مدعا بر سه دلیل محکم تکیه کرده‌اند که هیچ‌کس نمی‌تواند آن‌ها را رد کند. نخست: تاریخ پر افتخار کشور قدیم ارمنستان، دوم: اصالت موسسات مذهبی آنان و پایداری و ثباتی که در راه حفظ و بقای آن‌ها از خود نشان داده‌اند، و بالاخره تماس نزدیک و قابلیت امتزاجشان با تمدن مغرب زمین.»

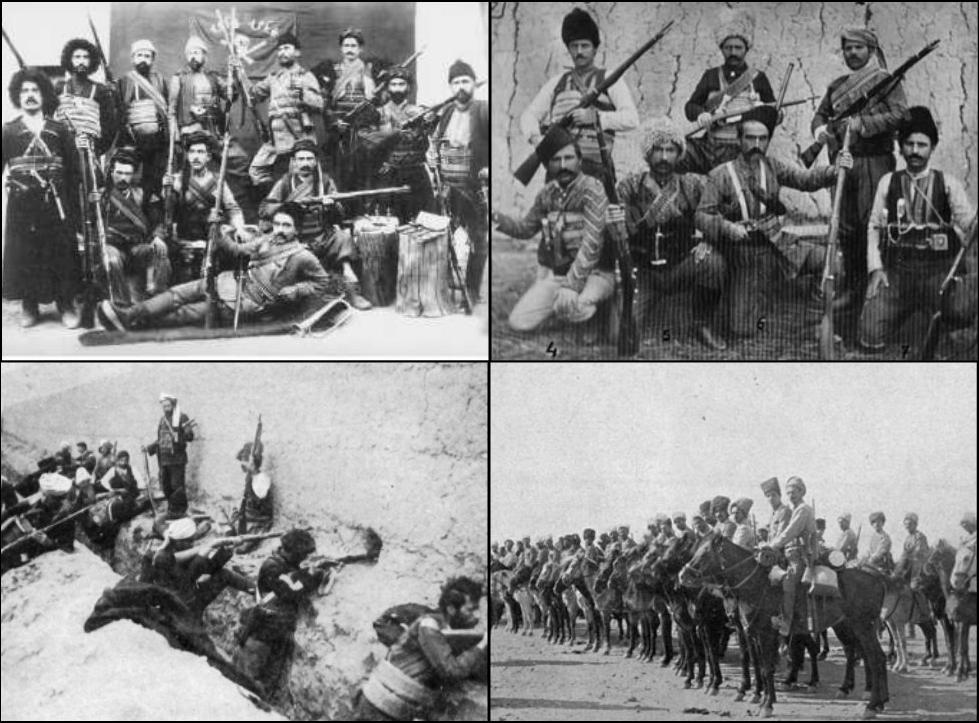
نبرد کلیسای آراکلوتس (۱۹۰۱)، واحدهای داوطلب ارمنی در عملیات جنگی در قفقاز، مقاومت وان و نبردخانه سور (۱۸۹۷)

- جنبش آزادی‌بخش ملی ارمنی

جنبش آزادی‌بخش ملی ارمنی (به ارمنی: Հայ ազգային-ազատագրական շարժում)، (به انگلیسی: Armenian national liberation movement) جنبشی است که هدف آن ایجاد یک ارمنستان متحد و مستقل بود. مجموعه‌ای از عوامل مانند؛ جنبش‌های اجتماعی و فرهنگی که باعث ایجاد بیداری ملی ارمنی شد؛ و عوامل سیاسی و نظامی در طی و پیش از جنگ جهانی اول باعث به وجود آمدن جنبش آزادی‌بخش ملی ارمنی شود.
جنبش ملی ارمنی در اوایل ۱۸۶۰ میلادی تحت تأثیر عصر روشنگری و در زمان ظهور ناسیونالیسم امپراتوری عثمانی، به وجود آمد. عوامل مختلف و مؤثری در ظهور جنبش ملی ارمنی شبیه جنبش کشورهای بالکان و به ویژه بین یونانیان ایجاد شد نقش داشته‌است.
روشنفکران، نویسندگان، فیلسوفان و کشیش‌ها (خریمیان هایریک، مخیتار سباستاتسی)؛ نقش مؤثری در بیداری ملی ارمنی داشتند و آنان به دنبال بهبود و اصلاحات در شش ولایت ارمنی بودند و فدایی ارمنی دفاع از مردم در مقابل نیروهای عثمانی را بر عهده داشتند، اما عملاً طرح اصلاحات برای بهبود وضع ساکنان ارمنی شکست خورد؛ و عاملی شد تا ارمنیان به فکر ایجاد یک حکومت مستقل در مناطق ارمنی‌نشین تحت کنترل دولت عثمانی و ارمنستان روسیه شدند.
از اواخر ۱۸۸۰ میلادی جنبش ارمنی منجر به درگیری‌های مسلحانه با نیروهای نظامی عثمانی و گروهای نامنظم کُرد به رهبری سه حزب ارمنی در مناطق ارمنی‌نشین عثمانی شد. ارمنیان به‌طور طبیعی روسیه را متحد خود در مبارزه با دولت عثمانی می‌دیدند؛ با این حال روس‌ها همچنین یک سیاست ظالمانه‌ای را در قفقاز ضد ارمنیان (ارمنستان روسیه)، دنبال می‌کردند. پس از شکست دولت عثمانی در جنگ اول بالکان و تحت فشار اروپا و روسیه مجبور به اصلاحاتی در مناطق ارمنی‌نشین شد ولی با آغاز جنگ جهانی اول این اصلاحات عملاً قطع شد.
در طی جنگ جهانی اول ارمنی‌های ساکن امپراتوری عثمانی به‌طور سیستماتیک توسط دولت وقت نابود شدند؛ براساس برخی برآوردها طی سال‌های ۱۸۹۴ تا ۱۹۲۳ میلادی بین ۱/۵ تا ۲ میلیون نفر کشته شدند. در ۲۵ فوریه ۱۹۱۵ میلادی اسماعیل انور براساس دستورالعمل شماره ۸۶۸۲ دستور حذف تمامی سربازان و افسران ارمنی در ارتش عثمانی را صادر نمود در مقابل ده‌ها هزار ارمنی ساکن قفقاز و روسیه به واحدهای داوطلب ارمنی پیوستند. روسیه در سال ۱۹۱۷ میلادی بسیاری از مناطق ارمنی‌نشین عثمانی را تحت کنترل داشت ولی پس از انقلاب اکتبر و خروج نیروهای نظامی روسیه از آن مناطق، واحدهای منظم ارمنی در آن مناطق مستقر شد و بعد از نبرد سارداراباد در ۲۸ مه ۱۹۱۸ کشور ارمنستان اعلام استقلال نمود و اولین جمهوری ارمنستان تشکیل شد.
در سال ۱۹۲۰ میلادی بلشویکها در روسیه و مجلس کبیر ملی ترکیه به قدرت رسیدند. در حالی که ارتش سرخ وارد ایروان شده بود، در سوی دیگر انقلابیون تُرک موفق به اشغال ارمنستان غربی شدند. در سال ۱۹۲۱ میلادی معاهده دوستی به نام عهدنامه مسکو بین بلشویک‌ها و مجلس کبیر ملی ترکیه به امضاء رسید؛ در نتیجه ارمنستان شرقی ضمیمه اتحاد جماهیر شوروی سوسیالیستی شد و صدها هزار نفر از ارمنیان، ارمنستان غربی در نتیجه نسل‌کشی و ارمنی ستیزی دولت مصطفی کمال آتاترک به کشورهای همجوار و آمریکا، اروپا مهاجرت کردند و جامعه‌ای به نام جماعت ارمنیان پراکنده را تشکیل دادند. جمهوری سوسیالیستی ارمنستان شوروی در سال ۱۹۹۱ میلادی فروپاشید و متعاقب آن جمهوری ارمنستان تأسیس گردید.
- نبرد سارداراباد

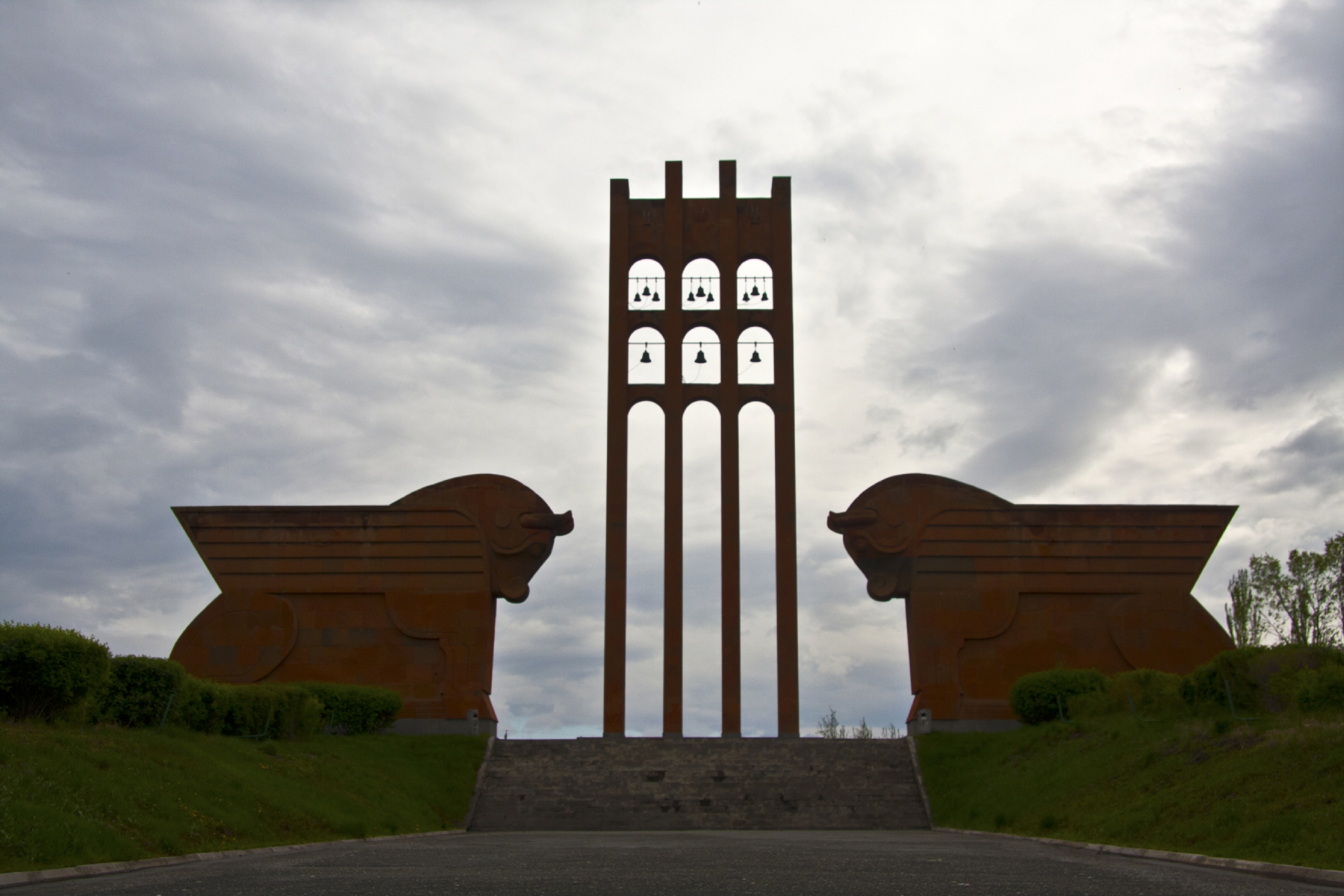
یادبود نبرد سارداراباد در استان آرماویر

نبرد سارداراباد نبردی است که در سال ۱۹۱۸ میلادی از ۲۱ تا ۲۷ مه بین ارمنستان و دولت عثمانی در شهر سارداراباد، ۴۰ کیلومتری غرب شهر ایروان صورت گرفت و با پیروزی ارتش ارمنستان خاتمه یافت، و در ۲۸ مه ۱۹۱۸ کشور ارمنستان اعلام استقلال نمود و اولین جمهوری ارمنستان تشکیل شد.
- جنگ ارمنستان–جمهوری آذربایجان

جنگ ارمنستان–جمهوری آذربایجان اشاره به جنگی است که از سال ۱۹۱۸ میلادی تا ۱۹۲۰ میلادی که حدود دو سال به طول انجامید می‌باشد.
با فروپاشی امپراتوری نیکلای دوم-انقلاب روسیه (۱۹۱۷) و ظهور دولتهای مستقل در قفقاز در سال‌های آخر جنگ جهانی اول، رقابت در جهت چیرگی بر قره باغ و همچنین موجب اختلاف مرزی، قومیتی و تاریخی در کوهستان زنگزور، نخجوان که باعث درگیری‌های شدیدی میان اولین جمهوری ارمنستان و جمهوری دمکراتیک آذربایجان تبدیل شد. این جنگ به عنوان بخشی از یک رشته عملیات جنگی در قفقاز (نبرد باکو، نبرد سارداراباد، جنگ ارمنستان–ترکیه) که به مدت چهار سال به طول انجامید می‌باشد.
- جنگ ارمنستان–ترکیه

جنگ ارمنستان–ترکیه اشاره به جنگی است که از ۲۴ سپتامبر تا ۲۳ دسامبر ۱۹۲۰ میلادی بین اولین جمهوری ارمنستان و دولت موقت جنبش ملی ترکیه بوده‌است.
- معاهدها

| معاهدها             | تاریخ                      | توضیح              |
| ------------------- | -------------------------- | ------------------ |
| متارکه مودروس       | ۳۰ اکتبر ۱۹۱۸ میلادی       | -                  |
| پیمان ورسای         | ۲۸ ژوئن سال ۱۹۱۹ میلادی    | -                  |
| معاهده سور          | ۱۰ اوت سال ۱۹۲۰ میلادی     | دارای وجاهت قانونی |
| کنفرانس سانرمو      | ۱۹ تا ۲۶ آوریل ۱۹۲۰ میلادی | دارای وجاهت قانونی |
| عهدنامه مسکو (۱۹۲۱) | ۱۶ مارس ۱۹۲۱ میلادی        | بدون وجاهت قانونی  |
| عهدنامه قارص        | ۱۳ اکتبر ۱۹۲۱ میلادی       | بدون وجاهت قانونی  |
| معاهده آنکارا       | ۲۰ اکتبر ۱۹۲۱ میلادی       | -                  |
| پیمان صلح مودانیا   | ۱۴ اکتبر ۱۹۲۲ میلادی       | -                  |
| پیمان لوزان         | ۲۴ ژوئیه ۱۹۲۳ میلادی       | -                  |

- کشتار شوشی

معاهدهٔ سِور که در دهم اوت ۱۹۲۰ میلادی به امضاء توماس وودرو ویلسون رسید (معروف به معاهده ویلسون) تعیین مرز ارمنستان غربی

کشتار شوشی واقعه‌ای بود که در سال ۱۹۲۰ میلادی توسط سربازان آذربایجانی علیه مردم ارمنی تبار شهر شوشی صورت گرفت و برآورد می‌شود که نزدیک به ۳۰۰۰۰ نفر از مردم ارمنی این شهر توسط نیروهای آذربایجانی به قتل رسیده باشند.
- قتل‌عام باکو

قتل‌عام باکو قتل‌عامی بود که در سال‌های ۶ فوریه ۱۹۰۵ میلادی و ۱۵ سپتامبر ۱۹۱۸ و ۱۳ ژانویه ۱۹۹۰ میلادی علیه ساکنان ارمنی‌تبار شهر باکو توسط سربازان جمهوری سوسیالیستی شوروی آذربایجان انجام گرفت. در حقیقت کشتار ۱۹۹۰ ادامه کشتارهای مشابهی بود که پان ترکیست‌ها و جمهوری دمکراتیک آذربایجان و مساواتی‌ها در سال‌های ۱۹۰۵ و ۱۹۱۸ میلادی علیه ارمنی‌های جمهوری آذربایجان به مورد اجرا گذاشته بودند.
- قتل‌عام گنجه

قتل‌عام گنجه یا قتل‌عام کیروف‌آباد کشتاری بود که در نوامبر ۱۹۸۸ میلادی توسط نیروهای آذربایجانی علیه مردم ارمنی‌تبار شهر گنجه صورت گرفت. علی‌رغم تلاش سربازان روسی برای جلوگیری از وقوع این قتل‌عام بیش از ۱۳۰ نفر از ساکنان ارمنی این شهر کشته و بیش از ۲۰۰ نفر نیز مجروح شدند.
- کشتار سومقاییت

کشتار سومقاییت فاجعه‌ای بود که توسط شورشیان آذربایجانی ضد ارمنی‌های جمهوری آذربایجان ساکن شهر ساحلی سومقاییت در خلال فوریه ۱۹۸۸ میلادی به وقوع پیوست. برطبق آمار بیش از ۵۳ نفر ارمنی در این حوادث کشته شدند برخی نیز تعداد کشته‌ها را ده‌ها و حتی صدها نفر عنوان می‌کنند. این حادثه در روز ۲۷ فوریه ۱۹۸۸ میلادی (زمانی که هنوز هیچ درگیری نظامی در منطقه قره باغ شروع نشده بود) گروه‌های عناصر افراطی جمهوری آذربایجان (در برابر بی‌تفاوتی نیروهای انتظامی آن جمهوری) شروع به قتل‌عام ارمنیان شهر سومقاییت در نزدیکی باکو نمودند.

### قدرت نظامی ارمنستان
ارمنیان مانند بسیاری از کشورهای دیگر در جنگ جهانی اول، که یک سال بعد از شروع جنگ اولین نسل‌کشی سده بیستم توسط دولت عثمانی بر این قوم به وقوع پیوست شرکت جستند. در این جنگ پنجاه هزار نفر ارمنی در زیر پرچم نیروهای متفقین و سپس در زیر پرچم ارمنستان، جان باختند. این تعداد از جان باختگان از نظر نظامی در میدان جنگ نسبت به جمعیت کشور و افراد مجهز شده ارمنستان را در کنار فرانسه و صربستان در اعداد کشورهایی قرار می‌دهد که برای جانبداری از متفقین بزرگترین فداکاری را انجام دادند. در آغاز جنگ ۶۰٬۰۰۰ نفر ارمنی در امپراتوری عثمانی و ۱۸۰٬۰۰۰ نفر در روسیه زیر پرچم فراخوانده شدند. در فرانسه هم مهاجرنشینان ارمنی بین ۱٬۰۰۰ الی ۱۵۰۰ نفر در ارتش لژیونر به صورت داوطلب شرکت جستند. همچنین در ارتش ایالت متحده آمریکا ۲۵۰ سرباز داوطلب خدمت می‌کردند.
ارمنستان در کنار متفقین تحت اتحاد جماهیر شوروی سوسیالیستی در جنگ جهانی دوم شرکت نمود. ارمنیان در این جنگ بین سیصد تا پانصد هزار نفر نیرو ی نظامی و پزشک و متخصصینی را گسیل نمود که آنان به‌طور مستقیم و غیرمستقیم درگیر این جنگ بودند. تقریباً نیمی از آنان به موطن خود بازنگشتند. ارمنستان در کنار کشور گرجستان در بین کشورهایی که تحت جماهیر شوروی بودند بیشترین تلفات را نسبت به جمعیت کشورشان و نیرویی که به این جنگ اختصاص دادند متحمل شدند. یک صد و نوزده نفر از رزمندگان ارمنی به نشان افتخار نایل شدند. بیش از شصت نفر از ارمنی‌ها به درجه ژنرالی و چهار نفر به رتبه مارشالی رسیدند. می‌توان به مارشال هوانس باغرامیان، مارشال هامازاسپ باباجانیان و آرتیوم میکویان (طراح هواپیمای میگ) را نام برد.
لشکر ۸۹ تامانیان که از ۷٬۳۳۳ نفر از سربازان ارمنی تشکیل شده بود نقش بسزایی را در ارتش سرخ شوروی ایفا نمود. در عملیات‌های نظامی متعددی شرکت نمودند. این لشکر در تاریخ ۱۴ دسامبر سال ۱۹۴۱ تشکیل شده بود. لشکر تامانیان در سال اکتبر ۱۹۴۴ به شهر برست، بلاروس منتقل شد و سپس در امتداد خط دفاعی در نزدیکی شهر لوبلین مستقر شدند. با شروع تهاجمی لشکر شوروی به لهستان در نبردی به نام ویستولا اودر لشکر ارمنیان هم به عنوان لشکر پشتیبان وارد نبرد شد و موفق شدند از رود ویستولا - او در عبور کنند (تقریباً" ۴۸۰ کیلومتر پیشروی کنند و در ۷۰ کیلومتری پایتخت آلمان یعنی برلین برسند). روس‌ها نام لشکر متعلق به ارمنی‌ها را (سرزمین ارمنستان کوچک) می‌نامیدند. بالاخره در تاریخ ۱۶ آوریل فرمان حمله به برلین صادر شد و در تاریخ ۲۹ آوریل وارد شهر برلین شدند. در نبرد سنگین خیابانی لشکر تامانیان موفق شدند در تاریخ ۱ می توپ ضدهوایی و هفت منطقه استراتژیکی را تصرف نمایند.

### وضع اقتصادی و اجتماعی ارمنستان
فتح خاور زمین توسط سلجوقی‌ها، مغول‌ها و عثمانی‌ها منطقه وسیعی را که در دوران باستان و در سده‌های وسطی یکی از ثروتمندترین نقاط جهان بود بدل به یک کشور فقیر و نیمه ویران نمود. نابودی کشاورزی بر اثر خراب کردن و متروک گذاشتن شبکه‌های آبیاری و از بین بردن جنگل‌ها و نابودی صنعت و تجارت نیز که از ناامنی دایمی و از فلج شدن حمل و نقل نتیجه شده بود اضافه شد. اقتصاد ارمنی ناگزیر شد اصل تقسیم کار را که در زمان سلطنت پادشاهان باگراتونی در کشور معمول شده بود رها کند و دوباره به همان نظام خودکفایی هر روستایی که در آغاز سده‌های وسطی در مملکت عمل می‌شد برگردد. مبادلات به حداقل ممکن تقلیل یافت و روستایی ناچار شد در چارچوب خانواده به تأمین بسیاری از نیازمندی‌های خود بشخصه اقدام کند. در هر خانواده‌ای نخ پشمی و نخ پنبه‌ای را خودشان روی چرخ نخ‌ریسی می‌رشتند و سپس به وسیله بافندگی که در آغاز سده بیستم نیز از آنان کم و بیش در هر روستایی یافت می‌شد لباس دستباف می‌بافتند. در تمام این دوران از مشخصات بارز شهرها و روستاها فقر و نادانی بسیاری بود. از همین زمان به بعد است که ارمنستان و آسیای صغیر این حالت ویرانی و پریشانی را پیدا کرده‌اند.
با تشکیل امپراتوری عثمانی اندک سازمانی به میزان حداقل جای آن خودکامگی و استبداد مطلق دوران‌های پیشین یعنی زمان‌هایی را که ترکان سلجوقی و مغولان حاکم بودند گرفت. لیکن کیفیت همین اندک سازمان نیز به نحوی بود که بیشتر کارهای سنگین دولت بردوش مسیحیان بود. علاوه برمالیات زمین معمول که هم از مسلمانان گرفته می‌شد و هم از مسیحیان و براساس آن کشاورزان می‌بایست ۱۰ درصد از محصول برداشتی خود را به دولت بدهند، مالیات زمین مخصوصی هم به نام خراج وجود داشت که فقط از مسیحیان گرفته می‌شد. علاوه براین، مالیات دیگری بود به نام جزیه یا مالیات سرانه که تنها از رعایای مسیحی گرفته می‌شد. این مالیات را تمام اتباع مسیحی می‌بایست بپردازند و تنها روحانیون و اطفال کمتر از ده سال از پرداخت آن معاف بودند.

بازرگانان ارمنی در شرایط و اوضاع و احوالی که از آن دشوارتر ممکن نبود به آداب و سنن سده‌های گذشته خود ادامه می‌دادند. کار پردردسر آنان شامل سفرهای تجارتی و ارسال کالاها، که اغلب سال‌ها به طول می‌انجامید و آنان را در معرض همه گونه خطرهای ناشی از طبیعت و ناامنی مناطق قرار می‌داد. ژوزف پیتون تورن فر می‌نویسد:
«ارمنیان در سفرهای خود خستگی نمی‌شناسند و سختیها و ناملایمتهای فصول را تحقیر می‌کنند. ما از آنان و از ثروتمندترینشان دیده‌ایم که با پای پیاده به رودخانه‌های بزرگ می‌زدند، تا جایی که آب به زیر گردنشان می‌رسید، تا اسبهایی را که در زیر بار سنگین از پا افتاده بودند بلند کنند و بسته‌های ابریشم متعلق به خود یا دوستان خود را نجات بدهند. هیچ چیز بهتر از دیدن این منظره به آدم درس فضیلت و تقوی نمی‌دهد که ببیند این بازرگانان در طول سفر کاروانها با چه نیت پاک و ناشی از خیر و بخشش به یکدیگر و به همکارانشان از ملتهای دیگر کمک می‌کنند.»
ژان باتیست تاورنیه می‌نویسد:
«بازرگانان ارمنی بودند که اجناس ابریشمی ایران و ادویه هند را به اروپا صادر می‌کردند و در عوض، پارچه‌های انگلیسی، ظروف آهنی و مسی نورنبرگ و ظروف شیشه‌ای ونیز را از اروپا می‌آوردند.»
قفقاز جنوبی در زیر سلطه روس‌ها جهش اقتصادی کم و بیش خوبی پیدا کرد که هر چند قابل مقایسه با جهش اقتصادی اروپا در سده نوزدهم نبود ولی قابل توجه بود. احداث راه‌های ارتباطی باعث پیشرفت کشاورزی و صادرات تولیدات آن شد. تولیدات قفقاز جنوبی در زمینه صنایع معدن و بعضی رشته‌های صنعت مربوط به مواد غذایی کشت پنبه، دام و انگور را می‌توان نام برد. در زمینه تجارت ارمنیان در ایجاد روابط تجارتی با شرق و به‌طور عمده با ایران و آسیای صغیر نقش بسزایی داشتند. ارمنی‌ها در بازارهای روسیه تولیدات قفقاز جنوبی مانند: ابریشم خام، پنبه، میوه جات، پوستهای مختلف و خاویار می‌فروختند و نیز تولیدات ایران مانند: فرش عرضه می‌کردند.
ویکتور برار می‌نویسد:
«کشاورزی و جاده‌های قفقاز جنوبی رشد سریع و بازده فعلی خود را مدیون این عنصر پیشتاز و این کاروانسالار تمدن ما یعنی ارمنی‌ها هستند. اگر باتومی و تفلیس و باکو با بازارهای پر نعمت خود شاخص یکی از راه‌های تجارتی بزرگ دنیا شده‌اند بی شک این رونق در درجه اول مرهون نفت است، ولی مگر بدون وجود عنصر ارمنی که در اینجا به کارهای صنعتی غرب خدمت کرد روسیه می‌توانست چنین بهره عظیمی از این ثروت طبیعی ببرد؟.»
از نقطه نظر اجتماعی نیز باید به بسط و گسترش اصل همکاری در روستاهای ارمنی‌نشین ارمنستان عثمانی اشاره کرد. در آن روستاها بسیار پیش از اینکه ارمنی‌ها به مراحل ترقی و تحول در اروپا برسند تعاونی‌های لبنیاتی وجود داشت که شیرهای دوشیده در همه روستا را به آنجا می‌بردند و در آنجا کره و پنیر برای تمامی روستا درست می‌کردند. تولید منسوجات به ویژه در مناطق وان و شاتاخ متمرکز شده بود؛ این صنعت ماده اولیه خود را از پشم گوسفند، بز محلی و پنبه خام وارد کرده از ایران استفاده می‌کردند و کم و بیش سه هزار نفر به خود مشغول کرده بود رقمی که با توجه به درجه تحول اقتصادی خاور نزدیک در آن زمان قابل توجه بود. همچنین به قالی بافی اشاره کرد که در مناطق وان، موش و بتلیس رایج بود. ارزروم مرکز تولیدات غذایی (تهیه آردهای مختلف و کنسروسازی و گوشت) و صنعت چرم و فلزات بود. در صنایع فلزکاری نیز صنعتگران ارزروم از شهرت زیادی برخوردار بودند که سابقه آن از زمان‌های بسیار قدیم بود. ساختن سلاح‌های گرم و سرد و صنعت مسگری، کارد، چاقوسازی و ساختن ظروف مسی کارهایی بود که کارگران ارمنی در آن مهارت داشتند. در زمینه راه تجارتی ترابزون – ارزروم – تبریز که شاخه‌هایی از آن از طریق تهران تا مشهد و هرات نیز رفته‌است، تا جنگ جهانی اول همچنان شریان عمده تجارتی این قسمت از دنیا بوده‌است. این جاده پیش از هر چیز راه تجارت ارمنیان بود که شکر و قند، پارچه‌های پنبه‌ای، پشمی و چای وارد می‌کردند و فرش، خشکبار، پنبه، ابریشم و پوست صادر می‌کردند.
آناتول فرانس می‌نویسد:
«ارمنی‌ها به نیروی هوش و درایت و با قدرت فعالیتشان قادرند روابط نزدیکی بین آسیا و اروپا برقرار سازند. تعهد، وظیفه تاریخی آنان این است که تولیدات این دو قسمت از جهان را با هم مبادله کنند. فقط کافی است که به آنان امکان زندگی کردن بدهند تا دوباره به چیزی که پیش از این بودند، یعنی به فعال‌ترین عوامل تمدن اروپایی در خاورزمین تبدیل شوند.»

## عصر مدرن

### جمهوری ارمنستان ۱۹۹۱ میلادی
انتخابات شورای عالی ارمنستان بخشی از تحولاتی بود که در اوایل بهار سال ۱۹۹۰ میلادی به وقوع پیوست. شورای عالی ارمنستان که در کنترل کنگره ملی ارمنی قرار داشت، در اول مارس ۱۹۹۰ میلادی اعلام نمود که با برگزاری همه‌پرسی با هدف حفظ اتحاد جماهیر شوروی در این جمهوری مخالف است و در نظر دارد همه‌پرسی نظر خود را با هدف استقلال سیاسی ارمنستان ظرف شش ماه آینده برگزار نماید. در این راستا، شورای عالی ارمنستان اقدام به تصویب «سند استقلال» در ۲۳ اوت ۱۹۹۰ میلادی نمود. لوون تر-پتروسیان به عنوان رئیس شورا آن را امضاء کرد. در ماه اوت سال ۱۹۹۱ میلادی، لوون تر-پتروسیان لایحه‌ای را تدوین و به تصویب شورای عالی ارمنستان رساند که به موجب آن نهاد جدیدی با عنوان «ریاست جمهوری ارمنستان» تشکیل می‌شد و رئیس‌جمهور با رأی مستقیم مردم به این مقام دست می‌یافت. به فاصله کوتاهی پس از فروپاشی شوروی و برگزاری همه‌پرسی استقلال ارمنستان در ۲۱ سپتامبر ۱۹۹۱ میلادی، نخستین دوره انتخابات ریاست جمهوری در ۱۶ اکتبر ۱۹۹۱ میلادی برگزار شد.

### رویدادهای ارمنستان در دوران عصر مدرن
- جنگ قره‌باغ

سربازان ارمنی در قره باغ سال ۱۹۹۰ میلادی

جنگ قَرَه‌باغ (به ترکی آذربایجانی: Qarabağ müharibəsi) (به ارمنی: Արցախյան ազատամարտ) جنگی بود که از فوریه ۱۹۸۸ تا مارس ۱۹۹۴ در ناحیه قره‌باغ، واقع در جنوب غربی جمهوری آذربایجان، بین اکثریت ارمنی ساکن با پشتیبانی ارمنستان و جمهوری آذربایجان رخ داد. با بالا گرفتن درگیری، هرکدام از طرفین سعی در پاکسازی قومی مناطق تحت تصرف خود از نژاد دیگر کردند.
در نتیجه جنگ قره باغ بیش از ۳۵ هزار نفر کشته شدند و بیش از ۸۰۰ هزار نفر در نواحی مورد مناقشه، آواره و مجبور به جلای وطن شدند. برای برقراری صلح دائمی و فراگیر در منطقه کوشش‌های متعددی به عمل آمد و طرح‌های صلح مختلفی ارائه گردیده‌است ولی هیچ‌یک به نتیجه عینی و مورد انتظار نرسید و وضعیت حاکم بر منطقه همچنان نه جنگ و نه صلح است.
بحران قره باغ موجب قطع روابط دیپلماتیک جمهوری آذربایجان و ترکیه با ارمنستان، انسداد مرزها و شرایط جدید و شکننده‌ای را در فضای منطقه قفقاز جنوبی حاکم نمود. حضور و نقش آفرینی بازیگرانی نظیر ایران، ترکیه، روسیه، آمریکا، فرانسه، سازمان امنیت و همکاری اروپا و شورای امنیت سازمان ملل متحد در روند تحولات قره باغ موجب شد این بحران ابعاد منطقه‌ای و بین‌المللی به خود گیرد. پس از اعلام آتش‌بس در ۲۴ دسامبر ۱۹۹۴ میلادی شورای عالی قره باغ روبرت کوچاریان را به عنوان نخستین رئیس‌جمهور قره باغ انتخاب نمود و در ۳۰ آوریل ۱۹۹۵ میلادی دومین دوره انتخابات پارلمانی قره باغ برگزار شد. نخستین دوره انتخابات در ۲۸ دسامبر سال ۱۹۹۱ میلادی صورت گرفت.
- کشتار ماراقا

کشتار ماراقا (به ارمنی: Մարաղայի կոտորած) واقعه‌ای بود، که منجر به کشتار مردم ارمنی تبار روستای ماراقا توسط سربازان جمهوری آذربایجان شد. روستای ماراقا یکی از بزرگترین روستاهای قره‌باغ بود. این کشتار در آوریل ۱۹۹۲ میلادی و در طول جنگ قره‌باغ اتفاق افتاد. در این واقعه دست کم ۴۰ نفر ارمنی کشته و بیش از ۴۳ نفر نیز ربوده شدند.
- عملیات حلقه

عملیات حلقه (به انگلیسی: Operation Ring)،(به روسی: Операция «Кольцо») اسم رمز عملیاتی است که از ۳۰ آوریل تا ۱۵ مه ۱۹۹۱ میلادی، نیروهای امنیت داخلی شوروی و وزارت امور داخلی جمهوری شوروی آذربایجان توسط نیروهای ویژه موسوم به OMON,لشکر چهارم شوروی و گروهان ۲۳ نیروهای زرهی، که مجهز به تانک، بالگردهای نظامی و توپخانه بودند به بهانه خلع سلاح کردن نیروهای فدایی ارمنی (گروهای داوطلب ارمنی) و چک کردن پاسپورت، به شهرهای شوشی، شاهومیان، هادروت، مارتاکرت و به ۲۴ روستا حمله کردند.
طی این حمله صدها غیرنظامی زخمی و کشته شدند و هزاران نفر از شهرها و روستاهای خود اخراج شدند. برخی از نویسندگان این اقدام مشترک شوروی و جمهوری سوسیالیستی شوروی آذربایجان را پاکسازی قومی نامیدند؛ که با نقص گسترده حقوق بشر همراه بوده‌است.
- نبرد شوشی

نبرد شوشی یا تصرف شوشی (به انگلیسی: Capture of Shusha)، نبردی است که در ۸ و ۹ مه ۱۹۹۲ میلادی در شهر مهم و استراتژیک شوشی در آرتساخ بین نیروهای ارمنی و آذربایجانی صورت گرفت

### قدرت نظامی ارمنستان
ارتش ارمنستان از دو نیروی زمینی، هوایی و پدافند هوایی تشکیل شده‌است (تحت یک نیروی متحد). بخشی از ارتش ارمنستان از یگان‌های استقرار یافته در بخش ارمنی‌نشین شوروی سابق هستند که اغلب یگانهایی از گارد هفتم نیروی زمینی می‌باشند. از آنجا که ارمنستان به خشکی محصور است، فاقد نیروی دریایی می‌باشد. فرماندهی نظامی نیروها بر عهده رئیس ستاد مشترک است و وزارت دفاع مسئولیت هدایت سیاسی نیروهای مسلح را بر عهده دارد. وزارت دفاع ارمنستان در ۲۸ ژانویه ۱۹۹۲ میلادی و پس از استقلال این کشور از اتحاد جماهیر شوروی سابق تشکیل شد. ستاد مشترک ارتش ارمنستان در ایروان می‌باشد. در حال حاضر ریاست این ستاد را ژنرال سیران اوهانیان بر عهده دارد. رئیس ستاد مسئولیت فرماندهی عملیاتی نیروهای نظامی ارمنستان و دو نیروی تحت امر آن را بر عهده دارد. ارمنستان پس از فروپاشی شوروی، نیروهای امنیت داخلی خود را از درون نیروهای شوروی سابق بیرون کشید. تا دسامبر ۲۰۰۲ این کشور دارای وزارتخانه امور داخلی بود، اما این وزارتخانه به موازات وزارتخانه امنیت داخلی فعالیت می‌کرد. به همین دلیل این سازمان دوباره در قالب یک نهاد غیر وزارتخانه‌ای سازماندهی و به دو سازمان پلیس جمهوری ارمنستان و سازمان نیروهای امنیتی ملی تبدیل شد.
نیروی زمینی ارمنستان بزرگترین شاخه نظامی ارتش این کشور است و مسئولیت اجرای عملیات‌های زمین پایه را بر عهده دارد. این نیرو در ۲۸ ژانویه ۱۹۹۲، تنها چند ماه پس از اعلام فروپاشی شوروی، در ادغام با دیگر بخش‌های نظامی ارتش ارمنستان تشکیل شد. اولین فرمانده نیروی زمینی ارمنستان، «نورات ترگریگوریان» بود که در زمان شوروی سابق فرماندهی نیروی زمینی ارتش شوروی را بر عهده داشت.
نیروی هوایی ارمنستان در سال ۱۹۹۲ میلادی و به دنبال فروپاشی شوروی سابق تشکیل شد در ابتدا هدف از تشکیل این نیرو، پشتیبانی از نیروی زمینی با استفاده از پشتیبانی راهکنشی هوایی در قالب حملات هوا به زمین و ترابری هوایی بود. این نیرو در خلال جنگ جمهوری آذربایجان در منطقه قره‌باغ که در بین سال‌های ۱۹۹۲ تا ۱۹۹۴ میلادی به وقوع پیوست، نقش قابل توجهی را ایفا کرد. نیروی هوایی ارمنستان با نیروی هوایی و پدافند هوایی ساختاری مشترک دارند و در سال ۲۰۰۴، این نیرو متشکل از چهار یگان عملیاتی بودند.

## ارمنستان در نقشه‌ها
هرودوت، طی سفر به سواحل دریای مدیترانه، دریای سیاه و بین‌النهرین اطلاعات دقیق در خصوص وضعیت جغرافیایی این مناطق، که نقشهٔ آن را هکاتئوس ترسیم کرده بود و همچنین اطلاعاتی در خصوص تاریخچه و موقعیت هر یک از ملل آن زمان ارائه می‌دهد. نقشه‌ای که براساس اطلاعات هرودوت تهیه شده، برخلاف نقشهٔ هکاتئوس، آفریقا و آسیا را به صورت یک قاره نشان نداده و آفریقا را با نام لیبی از آسیا جدا کرده. هرودوت در اطلاعات جغرافیایی خود نام ارمنستان را در منطقه شرق آسیای صغیر ذکر کرده‌است.
پمپونیوس ملا جغرافی‌دان رومی اسپانیایی الاصل، در ۴۳ میلادی، نقشهٔ جهان‌نمایی تهیه کرد که در آن دریای مدیترانه در مرکز جهان قرار داده شده بود. وی خشکی‌ها را به پنج قسمت تقسیم کرد که دو قسمت آن غیر مسکونی بود و مابقی شامل اروپا، آسیا و آفریقا می‌شد. نقشهٔ به دست آمده، منسوب به ملا، در ۱۴۷۱ میلادی، در میلان، مجدداً ترسیم شده‌است. وی آسیا را در شمال خشکی‌ها قرار داده. هند شمالی‌ترین سرزمین است و سپس ایران را در ساحل خلیج فارس و در قسمت پایین‌تر سوریه را نشان داده. مابین سوریه و دریای خزر نیز ارمنستان و در ساحل دریای خزر سرزمین آلبانیای قفقاز را ترسیم کرده‌است.
در کتاب المسالک و الممالک نقشهٔ مناطق ارمنستان، آذربایجان و آران به‌طور جداگانه وجود دارد. این نقشه اطلاعات کاملی در خصوص نام شهرها و مناطق مختلف آن‌ها در سده چهارم قمری در اختیار می‌گذارد. در نقشه، دریای خزر (بحر الخزر) و در ساحل آن منطقهٔ آران (بلاد الران)، در کنار رود کورا (نهرالکر)، ترسیم شده و در غربیترین نقطهٔ آن نام شهر تفلیس (سلس) آمده‌است. در جنوب آران، رود ارس (نهرالرس) قرار دارد و در جنوب این رود منطقهٔ آذربایجان (آدربیجان) و ارمنستان (ارمنیه) ترسیم شده‌است. در منطقهٔ آذربایجان دریاچهٔ ارومیه (بحره ارومیه) و تعدادی از شهرها همچون اردبیل و همچنین کوه سهند (جبل سنان) و در منطقهٔ ارمنستان کوه‌های آرارات بزرگ و کوچک و شهرهای آن همچون دوین (دبیل)، بیتلیس (بدلیس) و غیره ذکر شده‌است. در غرب ارمنستان نیز کشور روم (بلاد الروم) قرار دارد. در این نقشه نام هیچ‌یک از کشورهای جمهوری آذربایجان، عثمانی و گرجستان ذکر نشده زیرا تا آن زمان (سدهٔ چهارم قمری) هنوز این کشورها تشکیل نشده بودند.

## یادداشت
1. ^  در دانشنامه بریتانیکا که منبع این موضوع است به اشتباه اردوان دوم ذکر شده‌است.

## توضیحات
1. ↑  نام آناتولی شرقی کلمه‌ای کاملاً ساختگی محسوب می‌شود. در واقع آناتولی کلمه‌ای یونانی به معنای شرق و آناتولیکون در این زبان به معنای شرقی است. در زمان امپراتوری روم شرقی، بخشی از سپاه آناتولیون نامیده می‌شد زیرا در منطقهٔ آناتولیا قرار گرفته بود که براساس جغرافیای تاریخی و منابع علمی بر جای مانده از آن دوران به منطقهٔ آسیای صغیر گفته می‌شده و از آنجایی که آسیای صغیر در غرب کوهستانهای ارمنستان قرار گرفته پس آناتولی و هیچ‌یک از بخش‌های غربی، مرکزی و شرقی آن، با توجه به نقشه‌های موجود و همچنین تقسیمات اداری آن زمان، نمی‌توانسته از مرزهای آسیای صغیر بیرون باشد.
2. ↑  در مورد چگونگی فتح ارمنستان به دست کوروش مورخانی چون هرودوت، که تاریخ او از منابع اصلی این دوره محسوب می‌شود، مطلب چندانی بیان نکرده‌اند. شاید به این علت که ارمنستان تحت سیطرهٔ مادها و جزو قلمرو این دولت به‌شمار می‌رفته لذا پس از فروپاشی مادها به دست کوروش باید تحت نفوذ و قدرت او درمی‌آمده. در مورد لشکرکشی کوروش به ارمنستان تنها گزنفون مطالبی را بیان کرده که آن هم مربوط به زمان اتحاد ارمنستان با کوروش علیه مادهاست. ارمنستان در دورهٔ کوروش جزو مستملکات هخامنشیان به‌شمار می‌رفت. کوروش بنابر سیاست‌های توسعه طلبانهٔ خود به زودی تمدن بابل را نیز تصرف و در معبد بزرگ آن تاجگذاری کرد و در همین مکان بود که منشور معروف خود در زمینهٔ احترام به آزادی مذهب و حقوق ملل مغلوب را صادر کرد که این امر به‌طور قطع شامل ملت ارمنی نیز می‌شد.
3. ↑  نام این شخص در منابع ارمنی به صورت دادارشیس آمده.
4. ↑  این کلمه درست خوانده نشده‌است. در نسخهٔ عیلامی، زوزا و در نسخهٔ بابلی، زوزو خوانده می‌شود اما در نسخه‌های ارمنی جوزا ترجمه شده‌است.
5. ↑  نام این قلعه در منابع ارمنی به صورت تیگرا آمده.
6. ↑  نام این قلعه در منابع ارمنی اوهیاما ذکر شده‌است.
7. ↑  در منابع ارمنی واهومیسا ذکر شده‌است.
8. ↑  در منابع ارمنی ایزالا.
9. ↑  اگر موقعیت جغرافیایی ارمنستان و صعب العبور بودن کوهستان‌های مرتفع و صخره مانند این کشور را، که یکی از عوامل مؤثر در طولانی شدن این نبردها بوده در نظر نگیریم، بر اساس آنچه از اسناد و مدارک هخامنشی و ارمنی این دوره، به دست می‌آید ارتش ارمنستان باید بسیار مقاوم در برابر سپاهیان هخامنشی ظاهر شده باشد زیرا تسخیر این سرزمین برای پادشاهی قدرتمند همچون داریوش پس از طی پنج جنگ به سختی صورت گرفته‌است.
10. ↑  به لشکریان داریوش سپاهیان جاویدان می‌گفتند.
11. ↑  برخلاف آنکه داریوش در این کتیبه تمامی پیروزی‌ها را ازآن خود دانسته منابع ارمنی بر این باورند که در نبرد سوم نیروهای ارمنستان بر سپاه داریوش فائق آمدند و حتی موفق شدند آنان را تا فراسوی مرزهای ارمنستان مجبور به عقب‌نشینی کنند؛ بنابراین نبرد چهارم مسلماً نمی‌توانسته در خاک ارمنستان اتفاق افتاده باشد و چنان‌که از اسناد ارمنی بر می‌آید این نبرد در مکانی به نام ایزالا، در شمال سرزمین آشور، واقع شده‌است. البته، اشارهٔ خود داریوش در کتیبهٔ بیستون به اینکه او سرداری دیگر را برای این نبرد برگزیده نیز می‌تواند دلیلی قانع‌کننده باشد بر اینکه احتمالاً شکست او در نبرد قبلی باعث شده که وی تغییراتی در فرماندهی نیروهای نظامی خود ایجاد نماید تا پیروزی را برای خود حتمی سازد. داریوش پس از این پنج نبرد موفق شد تمامی سرزمین ارمنستان را ازآن خود کند و آن را ضمیمهٔ دولت هخامنشی سازد که به نیرویی قدرتمند بدل شده بود.
12. ↑  شاوارش به دست همسرش، آنتیوکیس کشته شد. برخی از مورخان بر این باورند که آنتیوکیس همسر خود را به فرمان برادرش، آنتیوخوس سوم کشت تا حکومت سلوکی با اقتدار بیشتری به سلطهٔ خود بر سوفن ادامه دهد. از این تاریخ آنتیوخوس، زریر را حاکم سوفن ساخت.
13. ↑  حاکم شهرهای گنجه و دوین (شهر باستانی)، از خاندان شدادیان. او بعدها از سلجوقیان حمایت کرد و به منزلهٔ امیر سلجوقی به حکومت آنی تعیین شد.
14. ↑  Titoch
15. ↑  patrice vartan
16. ↑  nicephore
17. ↑  Vistula–Oder Offensive
18. ↑  بیشتر سربازان از نیروهای جمهوری شوروی آذربایجان تشکیل شده بود
19. ↑  پس از فروپاشی شوروی بقایای این گروهان نظامی وارد ارتش جدید جمهوری آذربایجان گردید
20. ↑  علت عملیات چک کردن پاسپورت این بود که بعضی از سربازان داوطلب ارمنی در منطقه از کشورهای دیگر آمده بودند